# 2020
Portal Geschichte | Portal Biografien | Aktuelle Ereignisse | Jahreskalender | Tagesartikel

◄ |
20. Jahrhundert |
21. Jahrhundert

◄ |
1990er |
2000er |
2010er |
2020er
| 2030er | 2040er

◄◄ |
◄ |
2016 |
2017 |
2018 |
2019 |
2020
| 2021 | 2022 | 2023 | 2024 | ► | ►►
 Jan.
| Feb.
| Mär.
| Apr.
| Mai
| Jun.
| Jul.
| Aug.
| Sep.
| Okt.
| Nov.
| Dez.
Staatsoberhäupter · Wahlen · Nekrolog  · Literaturjahr · Musikjahr · Filmjahr · Rundfunkjahr · Sportjahr
| Januar | Januar | Januar | Januar | Januar | Januar | Januar | Januar |
| Kw     | Mo     | Di     | Mi     | Do     | Fr     | Sa     | So     |
| ------ | ------ | ------ | ------ | ------ | ------ | ------ | ------ |
| 1      |        |        | 1      | 2      | 3      | 4      | 5      |
| 2      | 6      | 7      | 8      | 9      | 10     | 11     | 12     |
| 3      | 13     | 14     | 15     | 16     | 17     | 18     | 19     |
| 4      | 20     | 21     | 22     | 23     | 24     | 25     | 26     |
| 5      | 27     | 28     | 29     | 30     | 31     |        |        |

| Februar | Februar | Februar | Februar | Februar | Februar | Februar | Februar |
| Kw      | Mo      | Di      | Mi      | Do      | Fr      | Sa      | So      |
| ------- | ------- | ------- | ------- | ------- | ------- | ------- | ------- |
| 5       |         |         |         |         |         | 1       | 2       |
| 6       | 3       | 4       | 5       | 6       | 7       | 8       | 9       |
| 7       | 10      | 11      | 12      | 13      | 14      | 15      | 16      |
| 8       | 17      | 18      | 19      | 20      | 21      | 22      | 23      |
| 9       | 24      | 25      | 26      | 27      | 28      | 29      |         |

| März | März | März | März | März | März | März | März |
| Kw   | Mo   | Di   | Mi   | Do   | Fr   | Sa   | So   |
| ---- | ---- | ---- | ---- | ---- | ---- | ---- | ---- |
| 9    |      |      |      |      |      |      | 1    |
| 10   | 2    | 3    | 4    | 5    | 6    | 7    | 8    |
| 11   | 9    | 10   | 11   | 12   | 13   | 14   | 15   |
| 12   | 16   | 17   | 18   | 19   | 20   | 21   | 22   |
| 13   | 23   | 24   | 25   | 26   | 27   | 28   | 29   |
| 14   | 30   | 31   |      |      |      |      |      |

| April | April | April | April | April | April | April | April |
| Kw    | Mo    | Di    | Mi    | Do    | Fr    | Sa    | So    |
| ----- | ----- | ----- | ----- | ----- | ----- | ----- | ----- |
| 14    |       |       | 1     | 2     | 3     | 4     | 5     |
| 15    | 6     | 7     | 8     | 9     | 10    | 11    | 12    |
| 16    | 13    | 14    | 15    | 16    | 17    | 18    | 19    |
| 17    | 20    | 21    | 22    | 23    | 24    | 25    | 26    |
| 18    | 27    | 28    | 29    | 30    |       |       |       |

| Mai | Mai | Mai | Mai | Mai | Mai | Mai | Mai |
| Kw  | Mo  | Di  | Mi  | Do  | Fr  | Sa  | So  |
| --- | --- | --- | --- | --- | --- | --- | --- |
| 18  |     |     |     |     | 1   | 2   | 3   |
| 19  | 4   | 5   | 6   | 7   | 8   | 9   | 10  |
| 20  | 11  | 12  | 13  | 14  | 15  | 16  | 17  |
| 21  | 18  | 19  | 20  | 21  | 22  | 23  | 24  |
| 22  | 25  | 26  | 27  | 28  | 29  | 30  | 31  |

| Juni | Juni | Juni | Juni | Juni | Juni | Juni | Juni |
| Kw   | Mo   | Di   | Mi   | Do   | Fr   | Sa   | So   |
| ---- | ---- | ---- | ---- | ---- | ---- | ---- | ---- |
| 23   | 1    | 2    | 3    | 4    | 5    | 6    | 7    |
| 24   | 8    | 9    | 10   | 11   | 12   | 13   | 14   |
| 25   | 15   | 16   | 17   | 18   | 19   | 20   | 21   |
| 26   | 22   | 23   | 24   | 25   | 26   | 27   | 28   |
| 27   | 29   | 30   |      |      |      |      |      |

| Juli | Juli | Juli | Juli | Juli | Juli | Juli | Juli |
| Kw   | Mo   | Di   | Mi   | Do   | Fr   | Sa   | So   |
| ---- | ---- | ---- | ---- | ---- | ---- | ---- | ---- |
| 27   |      |      | 1    | 2    | 3    | 4    | 5    |
| 28   | 6    | 7    | 8    | 9    | 10   | 11   | 12   |
| 29   | 13   | 14   | 15   | 16   | 17   | 18   | 19   |
| 30   | 20   | 21   | 22   | 23   | 24   | 25   | 26   |
| 31   | 27   | 28   | 29   | 30   | 31   |      |      |

| August | August | August | August | August | August | August | August |
| Kw     | Mo     | Di     | Mi     | Do     | Fr     | Sa     | So     |
| ------ | ------ | ------ | ------ | ------ | ------ | ------ | ------ |
| 31     |        |        |        |        |        | 1      | 2      |
| 32     | 3      | 4      | 5      | 6      | 7      | 8      | 9      |
| 33     | 10     | 11     | 12     | 13     | 14     | 15     | 16     |
| 34     | 17     | 18     | 19     | 20     | 21     | 22     | 23     |
| 35     | 24     | 25     | 26     | 27     | 28     | 29     | 30     |
| 36     | 31     |        |        |        |        |        |        |

| September | September | September | September | September | September | September | September |
| Kw        | Mo        | Di        | Mi        | Do        | Fr        | Sa        | So        |
| --------- | --------- | --------- | --------- | --------- | --------- | --------- | --------- |
| 36        |           | 1         | 2         | 3         | 4         | 5         | 6         |
| 37        | 7         | 8         | 9         | 10        | 11        | 12        | 13        |
| 38        | 14        | 15        | 16        | 17        | 18        | 19        | 20        |
| 39        | 21        | 22        | 23        | 24        | 25        | 26        | 27        |
| 40        | 28        | 29        | 30        |           |           |           |           |

| Oktober | Oktober | Oktober | Oktober | Oktober | Oktober | Oktober | Oktober |
| Kw      | Mo      | Di      | Mi      | Do      | Fr      | Sa      | So      |
| ------- | ------- | ------- | ------- | ------- | ------- | ------- | ------- |
| 40      |         |         |         | 1       | 2       | 3       | 4       |
| 41      | 5       | 6       | 7       | 8       | 9       | 10      | 11      |
| 42      | 12      | 13      | 14      | 15      | 16      | 17      | 18      |
| 43      | 19      | 20      | 21      | 22      | 23      | 24      | 25      |
| 44      | 26      | 27      | 28      | 29      | 30      | 31      |         |

| November | November | November | November | November | November | November | November |
| Kw       | Mo       | Di       | Mi       | Do       | Fr       | Sa       | So       |
| -------- | -------- | -------- | -------- | -------- | -------- | -------- | -------- |
| 44       |          |          |          |          |          |          | 1        |
| 45       | 2        | 3        | 4        | 5        | 6        | 7        | 8        |
| 46       | 9        | 10       | 11       | 12       | 13       | 14       | 15       |
| 47       | 16       | 17       | 18       | 19       | 20       | 21       | 22       |
| 48       | 23       | 24       | 25       | 26       | 27       | 28       | 29       |
| 49       | 30       |          |          |          |          |          |          |

| Dezember | Dezember | Dezember | Dezember | Dezember | Dezember | Dezember | Dezember |
| Kw       | Mo       | Di       | Mi       | Do       | Fr       | Sa       | So       |
| -------- | -------- | -------- | -------- | -------- | -------- | -------- | -------- |
| 49       |          | 1        | 2        | 3        | 4        | 5        | 6        |
| 50       | 7        | 8        | 9        | 10       | 11       | 12       | 13       |
| 51       | 14       | 15       | 16       | 17       | 18       | 19       | 20       |
| 52       | 21       | 22       | 23       | 24       | 25       | 26       | 27       |
| 53       | 28       | 29       | 30       | 31       |          |          |          |

| Januar | Januar | Januar | Januar | Januar | Januar | Januar | Januar |
| Kw     | Mo     | Di     | Mi     | Do     | Fr     | Sa     | So     |
| ------ | ------ | ------ | ------ | ------ | ------ | ------ | ------ |
| 1      |        |        | 1      | 2      | 3      | 4      | 5      |
| 2      | 6      | 7      | 8      | 9      | 10     | 11     | 12     |
| 3      | 13     | 14     | 15     | 16     | 17     | 18     | 19     |
| 4      | 20     | 21     | 22     | 23     | 24     | 25     | 26     |
| 5      | 27     | 28     | 29     | 30     | 31     |        |        |

| Februar | Februar | Februar | Februar | Februar | Februar | Februar | Februar |
| Kw      | Mo      | Di      | Mi      | Do      | Fr      | Sa      | So      |
| ------- | ------- | ------- | ------- | ------- | ------- | ------- | ------- |
| 5       |         |         |         |         |         | 1       | 2       |
| 6       | 3       | 4       | 5       | 6       | 7       | 8       | 9       |
| 7       | 10      | 11      | 12      | 13      | 14      | 15      | 16      |
| 8       | 17      | 18      | 19      | 20      | 21      | 22      | 23      |
| 9       | 24      | 25      | 26      | 27      | 28      | 29      |         |

| März | März | März | März | März | März | März | März |
| Kw   | Mo   | Di   | Mi   | Do   | Fr   | Sa   | So   |
| ---- | ---- | ---- | ---- | ---- | ---- | ---- | ---- |
| 9    |      |      |      |      |      |      | 1    |
| 10   | 2    | 3    | 4    | 5    | 6    | 7    | 8    |
| 11   | 9    | 10   | 11   | 12   | 13   | 14   | 15   |
| 12   | 16   | 17   | 18   | 19   | 20   | 21   | 22   |
| 13   | 23   | 24   | 25   | 26   | 27   | 28   | 29   |
| 14   | 30   | 31   |      |      |      |      |      |

| April | April | April | April | April | April | April | April |
| Kw    | Mo    | Di    | Mi    | Do    | Fr    | Sa    | So    |
| ----- | ----- | ----- | ----- | ----- | ----- | ----- | ----- |
| 14    |       |       | 1     | 2     | 3     | 4     | 5     |
| 15    | 6     | 7     | 8     | 9     | 10    | 11    | 12    |
| 16    | 13    | 14    | 15    | 16    | 17    | 18    | 19    |
| 17    | 20    | 21    | 22    | 23    | 24    | 25    | 26    |
| 18    | 27    | 28    | 29    | 30    |       |       |       |

| Mai | Mai | Mai | Mai | Mai | Mai | Mai | Mai |
| Kw  | Mo  | Di  | Mi  | Do  | Fr  | Sa  | So  |
| --- | --- | --- | --- | --- | --- | --- | --- |
| 18  |     |     |     |     | 1   | 2   | 3   |
| 19  | 4   | 5   | 6   | 7   | 8   | 9   | 10  |
| 20  | 11  | 12  | 13  | 14  | 15  | 16  | 17  |
| 21  | 18  | 19  | 20  | 21  | 22  | 23  | 24  |
| 22  | 25  | 26  | 27  | 28  | 29  | 30  | 31  |

| Juni | Juni | Juni | Juni | Juni | Juni | Juni | Juni |
| Kw   | Mo   | Di   | Mi   | Do   | Fr   | Sa   | So   |
| ---- | ---- | ---- | ---- | ---- | ---- | ---- | ---- |
| 23   | 1    | 2    | 3    | 4    | 5    | 6    | 7    |
| 24   | 8    | 9    | 10   | 11   | 12   | 13   | 14   |
| 25   | 15   | 16   | 17   | 18   | 19   | 20   | 21   |
| 26   | 22   | 23   | 24   | 25   | 26   | 27   | 28   |
| 27   | 29   | 30   |      |      |      |      |      |

| Juli | Juli | Juli | Juli | Juli | Juli | Juli | Juli |
| Kw   | Mo   | Di   | Mi   | Do   | Fr   | Sa   | So   |
| ---- | ---- | ---- | ---- | ---- | ---- | ---- | ---- |
| 27   |      |      | 1    | 2    | 3    | 4    | 5    |
| 28   | 6    | 7    | 8    | 9    | 10   | 11   | 12   |
| 29   | 13   | 14   | 15   | 16   | 17   | 18   | 19   |
| 30   | 20   | 21   | 22   | 23   | 24   | 25   | 26   |
| 31   | 27   | 28   | 29   | 30   | 31   |      |      |

| August | August | August | August | August | August | August | August |
| Kw     | Mo     | Di     | Mi     | Do     | Fr     | Sa     | So     |
| ------ | ------ | ------ | ------ | ------ | ------ | ------ | ------ |
| 31     |        |        |        |        |        | 1      | 2      |
| 32     | 3      | 4      | 5      | 6      | 7      | 8      | 9      |
| 33     | 10     | 11     | 12     | 13     | 14     | 15     | 16     |
| 34     | 17     | 18     | 19     | 20     | 21     | 22     | 23     |
| 35     | 24     | 25     | 26     | 27     | 28     | 29     | 30     |
| 36     | 31     |        |        |        |        |        |        |

| September | September | September | September | September | September | September | September |
| Kw        | Mo        | Di        | Mi        | Do        | Fr        | Sa        | So        |
| --------- | --------- | --------- | --------- | --------- | --------- | --------- | --------- |
| 36        |           | 1         | 2         | 3         | 4         | 5         | 6         |
| 37        | 7         | 8         | 9         | 10        | 11        | 12        | 13        |
| 38        | 14        | 15        | 16        | 17        | 18        | 19        | 20        |
| 39        | 21        | 22        | 23        | 24        | 25        | 26        | 27        |
| 40        | 28        | 29        | 30        |           |           |           |           |

| Oktober | Oktober | Oktober | Oktober | Oktober | Oktober | Oktober | Oktober |
| Kw      | Mo      | Di      | Mi      | Do      | Fr      | Sa      | So      |
| ------- | ------- | ------- | ------- | ------- | ------- | ------- | ------- |
| 40      |         |         |         | 1       | 2       | 3       | 4       |
| 41      | 5       | 6       | 7       | 8       | 9       | 10      | 11      |
| 42      | 12      | 13      | 14      | 15      | 16      | 17      | 18      |
| 43      | 19      | 20      | 21      | 22      | 23      | 24      | 25      |
| 44      | 26      | 27      | 28      | 29      | 30      | 31      |         |

| November | November | November | November | November | November | November | November |
| Kw       | Mo       | Di       | Mi       | Do       | Fr       | Sa       | So       |
| -------- | -------- | -------- | -------- | -------- | -------- | -------- | -------- |
| 44       |          |          |          |          |          |          | 1        |
| 45       | 2        | 3        | 4        | 5        | 6        | 7        | 8        |
| 46       | 9        | 10       | 11       | 12       | 13       | 14       | 15       |
| 47       | 16       | 17       | 18       | 19       | 20       | 21       | 22       |
| 48       | 23       | 24       | 25       | 26       | 27       | 28       | 29       |
| 49       | 30       |          |          |          |          |          |          |

| Dezember | Dezember | Dezember | Dezember | Dezember | Dezember | Dezember | Dezember |
| Kw       | Mo       | Di       | Mi       | Do       | Fr       | Sa       | So       |
| -------- | -------- | -------- | -------- | -------- | -------- | -------- | -------- |
| 49       |          | 1        | 2        | 3        | 4        | 5        | 6        |
| 50       | 7        | 8        | 9        | 10       | 11       | 12       | 13       |
| 51       | 14       | 15       | 16       | 17       | 18       | 19       | 20       |
| 52       | 21       | 22       | 23       | 24       | 25       | 26       | 27       |
| 53       | 28       | 29       | 30       | 31       |          |          |          |

Das Jahr 2020 war durch die COVID-19-Pandemie geprägt, die zahlreiche Einschränkungen im gesellschaftlichen und wirtschaftlichen Bereich zur Folge hatte.

## Ereignisse

### Politik und Weltgeschehen
- Deutsch-Dänisches Freundschaftsjahr[1]
- 01. Januar – 30. Juni: Kroatische EU-Ratspräsidentschaft
- 01. Januar: Simonetta Sommaruga wird erneut Bundespräsidentin der Schweiz.
- 03. Januar: Der iranische General Qasem Soleimani wird bei einem US-Drohnenangriff getötet.
- 07. Januar: Vereidigung der neuen schwarz-grünen Regierung in Österreich – Bundesregierung Kurz II
- 16. Januar: Nach dem Rücktritt von Dmitri Medwedew wird Michail Mischustin neuer russischer Ministerpräsident
- 23. Januar: Die Abriegelung von Wuhan führt zu internationaler Aufmerksamkeit für die beginnende COVID-19-Pandemie
- 21. – 24. Januar: Weltwirtschaftsforum in Davos[2]
- 26. Januar: Gemeinderatswahlen in Niederösterreich und Landtagswahl im Burgenland
- 31. Januar: Das Vereinigte Königreich tritt im Zuge des Brexit aus der Europäischen Union aus
- 04./5. Februar: Europäischer Polizeikongress in Berlin[3]
- 13. Februar: Beratung der EU-Gesundheitsminister zur beginnenden COVID-19-Pandemie ohne signifikante Beschlüsse zu deren Eindämmung[4]
- 14. – 16. Februar: Münchner Sicherheitskonferenz
- 23. Februar: Bürgerschaftswahl in Hamburg. Die regierende rot-grüne Koalition unter Peter Tschentscher (SPD) konnte ihre Mehrheit behalten.

2020: Logo des Tages des Widerstands gegen die Besetzung der Autonomen Republik Krim und der Stadt Sewastopol

- 26. Februar: Präsident Wolodymyr Selenskyj  unterzeichnete ein Dekret zur Einführung des Tages des Widerstands gegen die Besetzung der Autonomen Republik Krim und der Stadt Sewastopol am 26. Februar in der Ukraine.
- 29. Februar: Das Doha-Abkommen wird unterzeichnet.
- 15. März: Kommunalwahlen in Bayern
- 16. März: Beginn des nationalen Shutdowns in den Vereinigten Staaten aufgrund der COVID-19-Pandemie (siehe auch unten)
- 22. März: 75. Jahrestag der Gründung der Arabischen Liga
- 27. März: Nordmazedonien tritt als 30. Mitglied der NATO bei.
- 01. April: United States Census 2020, die 24. Volkszählung in den Vereinigten Staaten
- 15. April: Parlamentswahl in Südkorea 2020
- 28. April: Kolumbien wird der 37. Mitgliedstaat der OECD.
- 08. Mai: 75. Jahrestag der Beendigung des Zweiten Weltkriegs in Europa; einmaliger Feiertag in Berlin
- 25. Mai: Tötung des Afroamerikaners George Floyd durch einen Polizisten in Minneapolis
- 27. Mai: Nach dem Tod von George Floyd beginnen die Proteste gegen rassistisch motivierte Polizeigewalt in Minneapolis. Sie breiten sich in den folgenden Tagen auf zahlreiche Bundesstaaten der USA aus und in der Folgezeit auf viele weitere Länder.
- 29. Mai: US-Präsident Donald Trump verkündet den Austritt der Vereinigten Staaten aus der Weltgesundheitsorganisation, nachdem er zuvor deren Handeln beim Ausbruch der COVID-19-Pandemie in China kritisiert hatte. Der Austritt wird zum 6. Juli 2021 wirksam.
- 26. Juni: 75. Jahrestag der Gründung der Vereinten Nationen (UN)
- 28. Juni: Gemeinderatswahlen in der Steiermark
- 01. Juli – 31. Dezember: Deutsche EU-Ratspräsidentschaft[5]
- 12. Juli: Durch eine Eskalation an der armenisch-aserbaidschanischen Grenze kommt es zum Krieg um Bergkarabach, der erst am 10. November unter Vermittlung Russlands endet.
- 06. August: 75. Jahrestag des Abwurfs der Atombombe über Hiroshima[6]
- 04. September: Eröffnung des Ceneri-Basistunnels[7]
- 13. September: Kommunalwahlen in Nordrhein-Westfalen
- 13. September: Gemeindevertretungs- und Bürgermeisterwahlen in Vorarlberg
- 19. September: 71. Ordentlicher Bundesparteitag der FDP in Berlin[8]
- 19. September: 75. Jahrestag der Gründung des Landes Hessen
- 03. Oktober: 30. Jahrestag der Deutschen Wiedervereinigung mit der Hauptstadt Berlin und der Wiedergründung der Länder Brandenburg, Mecklenburg-Vorpommern, Sachsen, Sachsen-Anhalt und Thüringen.
- 11. Oktober: Landtags- und Gemeinderatswahl in Wien
- 17. Oktober: Parlamentswahl in Neuseeland
- 31. Oktober: Eröffnung des Flughafens Berlin Brandenburg[9]
- November: G20-Gipfel in Riad, Saudi-Arabien[10]
- 03. November: Präsidentschaftswahlen in den USA. Nach mehrtägiger Auszählung wird der Demokrat Joe Biden gegen den republikanischen Amtsinhaber Donald Trump zum neuen Präsidenten gewählt.
- 08. November: 60. Jahrestag der Wahl John F. Kennedys zum Präsidenten der Vereinigten Staaten[6]
- 07. Dezember: 50. Jahrestag des Kniefalls von Willy Brandt in Warschau[6]

#### Terroranschläge (Auswahl)
- 19. Februar: Anschlag in Hanau
- 29. Oktober: Anschlag in Nizza
- 02. November: Terroranschlag in Wien

### Katastrophen
- 04. August: Bei einer Explosion in Beirut werden mindestens 190 Menschen getötet und mehr als 6500 verletzt.

#### Naturkatastrophen
- Buschbrände in Australien 2019/2020
- Hitzewelle in Sibirien 2020
- Dürre in Tschechien: In Tschechien herrscht eine außergewöhnliche Dürre, die als die schwerste seit 500 Jahren beurteilt wird.[11]
- 24. Januar: Bei einem Erdbeben mit der Stärke 6,7 in Ostanatolien sterben 41 Menschen; über 1600 werden verletzt. Das Epizentrum befand sich in der Provinz Elazığ.
- 20. Mai: Zyklon in Bangladesch und Indien
- 11. August: Ausbruch des Vulkans Sinabung auf der indonesischen Insel Sumatra
- Eine schwere Dürre in Nordamerika dauert vom Sommer weg über Monate an. Die Waldbrände in Kalifornien werden gleichzeitig zu einer der größten Brandkatastrophen in der jüngeren Geschichte Amerikas.
- 31. Oktober: Bei einem Erdbeben der Stärke 6,9 bei Izmir (Türkei) kamen 119 Menschen ums Leben
- 29. Dezember: Ein Erdbeben mit der Stärke 6,4 erschütterte Zentralkroatien und tötete sieben Menschen. Das Epizentrum lag nahe der Stadt Petrinja, wo es zu größeren Schäden kam. Auch die Städte Sisak und Glina waren schwer betroffen.

#### Schwere Unglücksfälle
- 01. Januar: Bei einem Großbrand im Affenhaus des Zoo Krefeld sterben mehr als 50 Tiere, darunter viele Menschenaffen. Ursache des Brandes war eine Himmelslaterne.
- 08. Januar: Ukraine-International-Airlines-Flug 752 wird wenige Minuten nach dem Start in Teheran (Iran) aufgrund der angespannten Lage im Iran infolge des tödlichen Anschlages auf den iranischen Generals Qasem Soleimani abgeschossen. Das Flugzeug war auf dem Weg nach Kiew (Ukraine). Alle 176 Personen an Bord, davon 167 Passagiere und neun Crew-Mitglieder, starben.[12]
- 06. Februar: Bei einem Erdrutsch in der Deponie von Zaldibar werden Fernverkehrsstraßen verschüttet und ein mehrtägiges Methanfeuer entfacht. Zwei Deponiearbeiter wurden für tot erklärt.[13]
- 22. Mai: Pakistan-International-Airlines-Flug 8303 stürzt in Karatschi in ein Wohngebiet. Das Unglück fordert 97 Todesopfer.
- 29. Mai: Dieselölkatastrophe bei Norilsk
- 25. Juli: Der Ölfrachter Wakashio havariert vor der Küste von Mauritius und verursacht eine Ölpest.
- 04. August: Explosionskatastrophe im Hafen von Beirut, Libanon. Über 220 Menschen sterben und über 6000 werden verletzt.

### Gesellschaft, Kultur, Wirtschaft

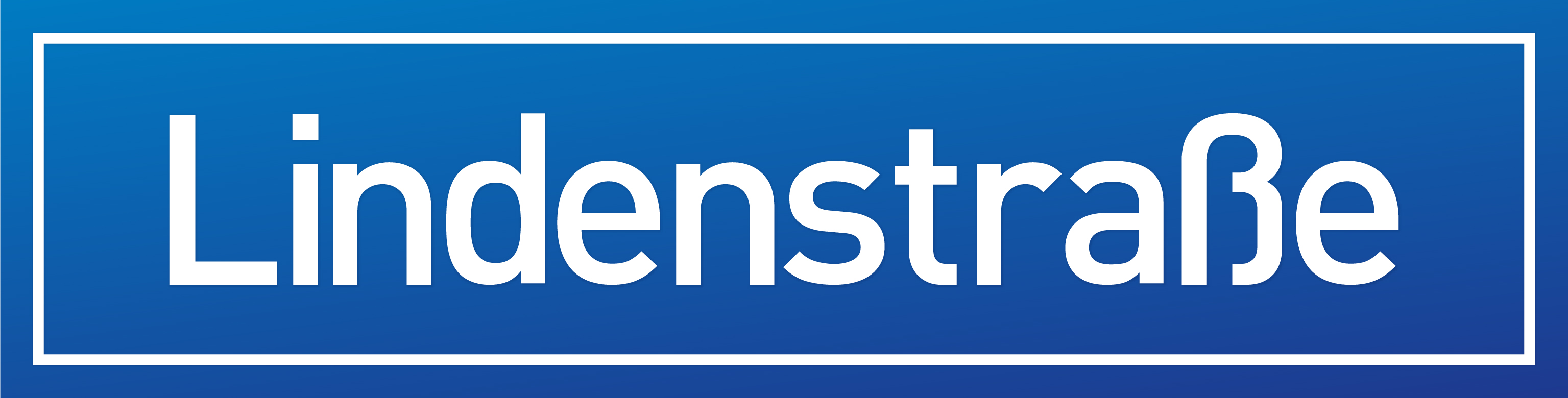
Nach 35 Jahren lief im März 2020 die letzte Folge der Lindenstraße.

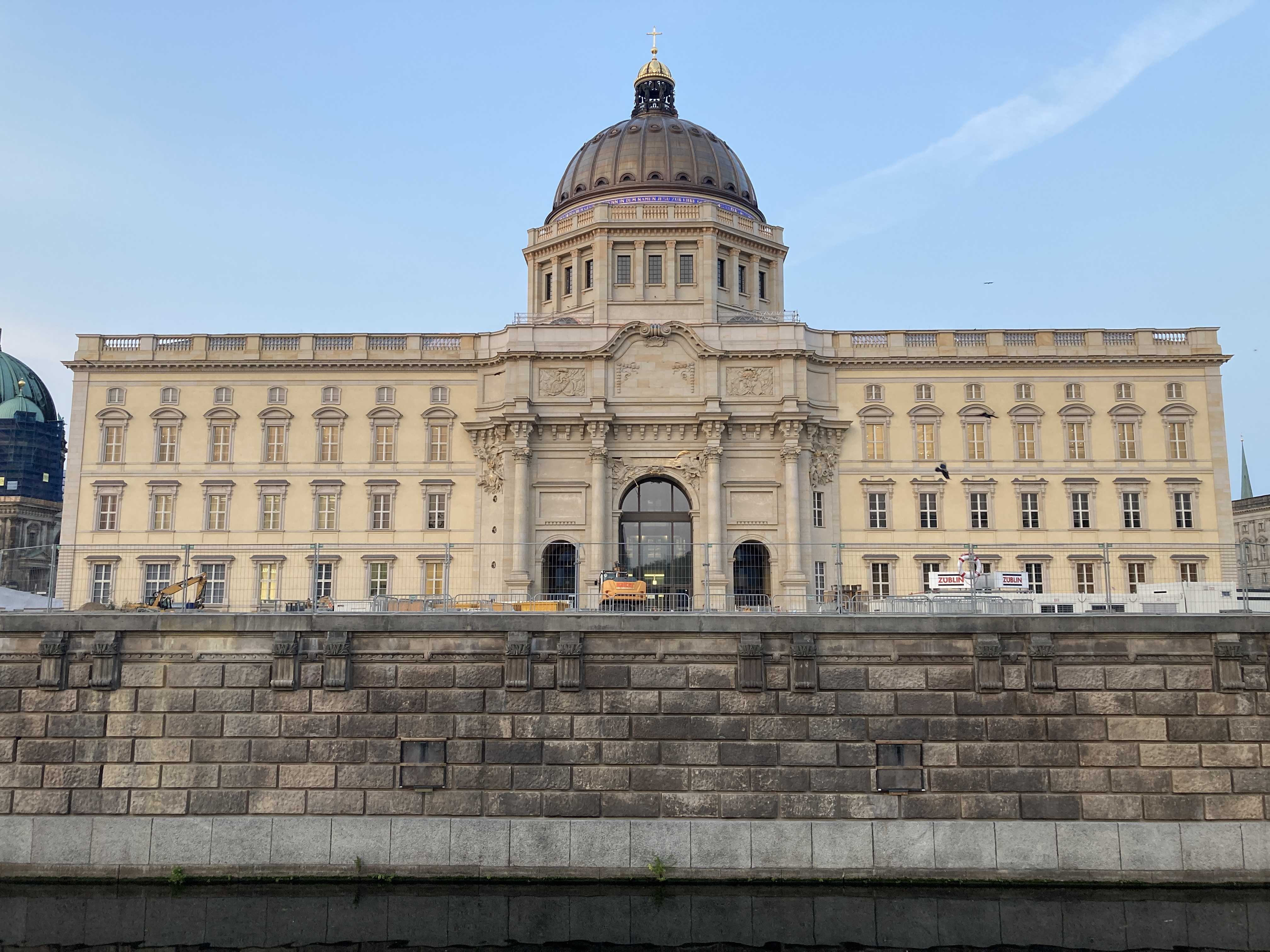
Humboldt Forum im Berliner Schloss

- 25. Januar: Erstflug der Ultralangstreckenversion des Großraumflugzeugs Boeing 777-9[14]
- 29. März: Ausstrahlung der letzten Folge der deutschen ARD-Fernsehserie Lindenstraße
- 14. – 31. Mai: Theater der Welt in Düsseldorf
- 25. Juni: Als erstes DAX-Unternehmen überhaupt beantragt Wirecard die Eröffnung eines Insolvenzverfahrens.
- 16. Dezember: Das Humboldt Forum im Berliner Schloss wird in Berlin eröffnet.

### Sport

Die für 2020 in Tokio geplanten olympischen Sommerspiele wurden aufgrund der Coronavirus-Pandemie auf 2021 verschoben.

- 01. Jan.: Peter Wright gewinnt die PDC World Darts Championship
- 09. – 26. Jan.: Handball-Europameisterschaft der Männer 2020 in Norwegen, Österreich und Schweden[15]
- 10. – 19. Jan.: Olympische Jugend-Winterspiele 2020 in Lausanne (Schweiz)
- 29. Jan. – 2. Feb.: German Masters (Snooker) 2020 im Tempodrom in Berlin[16]
- 02. Feb.: Super Bowl LIV im Hard Rock Stadium in Miami Gardens, Florida
- 26. Feb. – 1. Mär.: UCI-Bahn-Weltmeisterschaften 2020 im Velodrom in Berlin[17]
- 08. März bis 22. November: Austragung der 72. FIM-Motorrad-Straßenweltmeisterschaft
- 11. März: Nachdem der Skisprungweltcup wegen der Covid-19-Pandemie abgebrochen wurde, steht der Österreicher Stefan Kraft als Gesamtsieger fest.
- 05. Apr.: WWE WrestleMania 36 im WWE Performance Center (ohne Publikum)
- 05. Juli – 13. Dezember: Austragung der 71. Formel-1-Weltmeisterschaft
- 21. August: Finale der UEFA Europa League 2019/20 in Köln; Sieger wird zum insgesamt 6. Mal der FC Sevilla.
- 23. August: Finale der UEFA Champions League 2019/20 in Lissabon; Sieger wird der FC Bayern München, welcher damit das zweite Triple nach 2013 gewinnen konnte.
- 13. September: ISTAF in Berlin[18]
- 15. November: Lewis Hamilton gewinnt beim Großen Preis der Türkei das Rennen und sichert sich somit seinen siebten Formel 1 – Weltmeistertitel. Somit zieht er mit dem Rekord von Michael Schumacher gleich.
- 15. November: Joan Mir gewinnt zum ersten Mal die MotoGP-Weltmeisterschaft.
- 06. Dezember: Mick Schumacher gewinnt die FIA-Formel-2-Meisterschaft.

### Religion
- 06. / 7. Januar: orthodoxe Weihnachten
- 10. April: Karfreitag
- 12. April: Ostern
- 19. April: orthodoxe Ostern
- 23. April – 23. Mai: Ramadan
- 07. Mai: Vesakh
- 21. Mai: Christi Himmelfahrt
- 31. Mai: Pfingsten
- 11. Juni: Fronleichnam
- 31. Juli: Islamisches Opferfest
- 15. August: Mariä Himmelfahrt
- 28. September: Jom Kippur 5781
- 03. Oktober: Tag der offenen Moschee
- 31. Oktober: Gedenktag der Reformation
- 01. November: Allerheiligen
- 14. November: Diwali
- 18. November: Buß- und Bettag
- 11. – 18. Dezember: Chanukka
- 25. Dezember: Weihnachten

### Wissenschaft und Technik

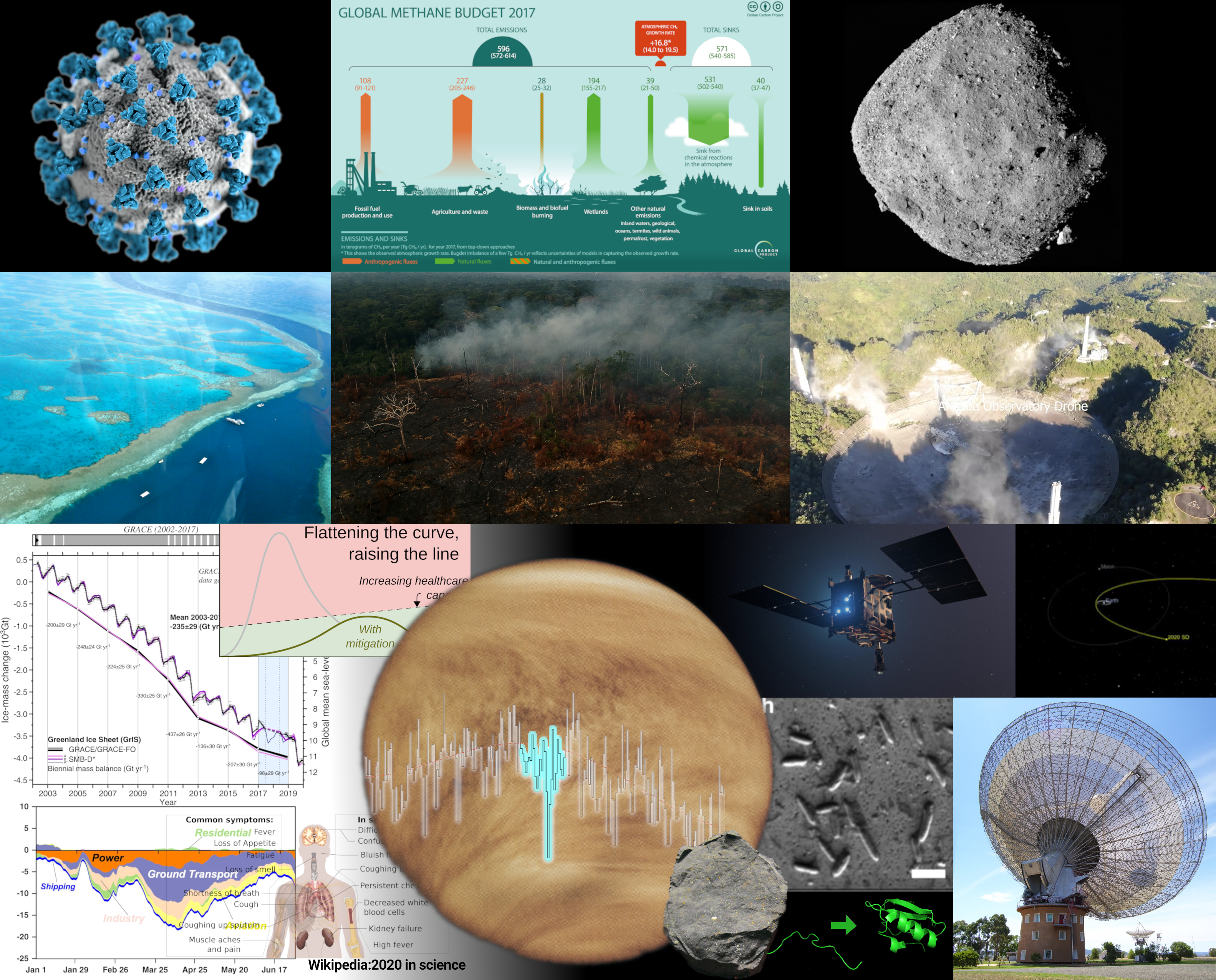
Trotz einer Fokussierung auf die intensivierten medizinischen Wissenschaften zur Bewältigung der COVID-19-Pandemie gab es in dem Jahr eine Vielzahl bedeutender Entwicklungen in der Wissenschaft

#### Astronomie, Kosmologie und Raumfahrt
- 03. Januar: Wissenschaftler belegen, dass es auf der Venus aktive Vulkane gibt.[19]
- 07. Januar: Astronomen berichten die Entdeckung der „Radcliffe-Welle“ – die größte bekannte Gaswolke in der Milchstraße, in welcher Sterne entstehen.[20]
- 10. Januar: Halbschattenfinsternis (Mondfinsternis)
- 15. Januar: Wissenschaftler zeigen den Ursprung des verfügbaren Phosphors der Erde auf.[21]
- 03. Februar: Erstmalige Entdeckung einer Periodizität bei einem der mysteriösen Fast Radio Bursts wird berichtet.[22]
- 22. Februar: Wissenschaftler behaupten, ein Protein namens „Hemolithin“ im Inneren des 1990 gefundenen Meteoriten „Acfer 086“ gefunden zu haben.[23]
- 27. Februar: Astronomen berichten, dass ein Hohlraum in der Gaswolke des Ophiuchus Galaxien-Superclusters das Resultat der größten bisher bekannten Explosion im Universum ist.[24]
- 10. März: Studie: Diskrepanz in Messungen der Hubble-Konstante könnte durch eine große „Blase“ („Hubble-Bubble“) mit anderer Dichte erklärt werden.[25]
- 12. März: Astronomen berichten, dass der interstellare Komet 2I/Borisov auseinanderbricht.[26]
- 08. April: Wissenschaftler veröffentlichen eine Studie, nach der das Universum nicht mehr mit gleicher Geschwindigkeit in allen Richtungen expandiert.[27]
- 13. April: Die Entdeckung der bisher leuchtstärksten bekannten Supernova SN 2016aps wird veröffentlicht.[28]
- 20. April: Wissenschaftler berichten, dass der interstellare Komet 2I/Borisov viel Kohlenmonoxid enthält und vermutlich aus der kalten, äußeren Region einer protoplanetaren Scheibe stammt.[29]
- 24. April: Wissenschaftler berichten, diskrepante Messungen der Feinstrukturkonstante bestätigt zu haben.[30]
- 06. Mai: Astronomen veröffentlichen die Entdeckung des bis dato erdnahesten, bekannten schwarze Lochs in ca. 1000 Lichtjahren Entfernung im System HR 6819.[31]
- 06. Mai: Ein Vorschlag für eine Slingshot-Lichtsegelsonde zu ʻOumuamua wird von NASA für weitere Forschung ausgewählt.[32]
- 26. Mai: Wissenschaftler veröffentlichen eine umfassende Theorie für einen natürlichen Ursprung des interstellaren Objekts ʻOumuamua.[33] Am 17. August wurde diese Theorie widerlegt.
- 30. Mai: Erste bemannte Mission des US-amerikanischen Raumschiffs Crew Dragon des Unternehmens SpaceX zur ISS.
- 15. Juni: Eine Studie zeigt, dass nach aktuellem Kenntnisstand auf Basis der Erdgeschichte momentan über 30 Zivilisationen mit extraplanetarer Kommunikationsfähigkeit „Communicating Extra-Terrestrial Intelligence“ (CETI) in der Galaxie existieren könnten, sofern deren Entstehungsdauer ca. 5 Milliarden und deren Lebensdauer ~100 Jahre beträgt.[34]
- 19. Juni: Laut Berichten und Wissenschaftlern hat die NASA die Forschungsförderung für eine Suche nach außerirdischen „Technosignaturen“ bewilligt.[35]
- 21. Juni: Ringförmige Sonnenfinsternis.
- 22. Juni: Physiker zeigen in einem Laborexperiment mit Schallwellen, dass es möglich ist, mittels rotierender schwarzer Löcher Energie zu gewinnen und bestätigen damit eine ~50 Jahre alte Theorie.[36]
- 24. Juni: Die Entdeckung des zweitältesten bis dato bekannten Quasars, Pōniuāʻena, wird veröffentlicht.[37]
- 26. Juni: Astronomen berichten die Entdeckung von „Odd Radio Circles“ (ORCs) – einer neuen Klasse, noch unerklärter, astronomischer Objekte.[38]
- Juli: China, die Vereinigten Arabischen Emirate und die USA starten Sonden zum Mars.[39]
- 10. Juli: Die Studie zur Entdeckung der relativ nahen und großen kosmischen Struktur aus Galaxien South Pole Wall wird veröffentlicht.[40]
- 19. Juli: Nach 20 Jahren Arbeit mit dem Sloan Foundation Teleskop veröffentlichen Astrophysiker des Sloan Digital Sky Survey die vollständigste 3D-Kartierung des Universums und schließen eine 11 Mrd. Jahre große Lücke in der Expansions-Geschichte des Universums.[41]
- 17. August: Astronomen zeigen, dass das interstellare Objekt ʻOumuamua sehr wahrscheinlich nicht aus gefrorenem Wasserstoff besteht.[42]
- 01. September: Physiker zeigen in einer neuen Theorie, dass „Generic objects of dark energy“ (GEODEs) die dunkle Energie – welche als Ursache für die zunehmende Expansionsgeschwindigkeit des Universums angenommen werden – erklären könnten.[43]
- 07. September: Wissenschaftler berichten, dass die bis dato größte Suche nach niederfrequenten Radiowellen außerirdischer Intelligenzen (>10 Mio. Sterne im Sternbild Segel des Schiffs) fundlos beendet wurde.[44]

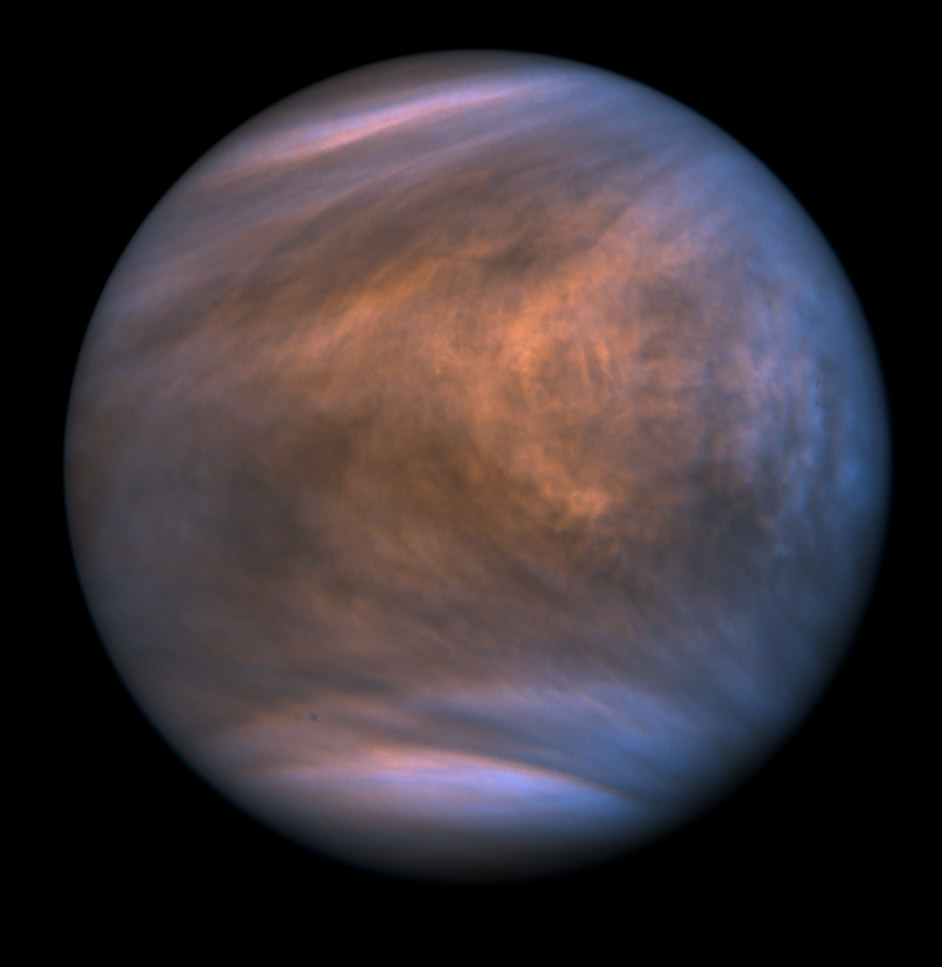
14. September: Wissenschaftler berichten die Entdeckung von Monophosphan in der Atmosphäre der Venus, was auf Leben dort hindeutet.

- 14. September: Die Royal Astronomical Society veröffentlicht eine Studie, in der Wissenschaftler die Entdeckung von Monophosphan in der Venus-Atmosphäre im Juni 2017 berichten.[45]
- 18. September: Wissenschaftler identifizieren mittels Daten zu den über 4000 bis dato bekannten Exoplaneten 24 superhabitable Exoplaneten – oder sehr aussichtsreiche Kandidaten dafür – mit besser für Leben geeigneten Bedingungen als die Erde.[46]
- 18. September: Belege für den möglicherweise ersten Fund – oder die erste direkte Messung – eines extragalaktischen Planets werden veröffentlicht.[47]
- 27. September: Eine Analyse von Daten von ~1980 des Pioneer Programms der NASA stützt ein im September berichtetes scheinbares Vorhandensein von Monophosphan in der rauen Venusatmosphäre.[48]
- Oktober: Eine mögliche Entdeckung von Glycin auf der Venus mittels ALMA wird in einem Preprint bekannt gegeben.
- 08. Oktober: Die größten, detailliertesten 3D-Karten des Universums, „PS1-STRM“, werden veröffentlicht.[49]
- 15. Oktober: Die Entdeckung eines hochreaktiven möglichen Vorläufermoleküls für Leben, Cyclopropenyliden, auf dem Saturnmond Titan wird bekanntgegeben.[50]
- 20. Oktober: Die NASA Sonde OSIRIS-REx sammelt eine Probe eines Asteroiden (Asteroid Bennu) – die dritte derartige Mission.[51]
- 26. Oktober: Astronomen berichten die Entdeckung von Wasser außerhalb des Südpols auf der sonnenbeschienenen Seite des Mondes.[52]
- 26. Oktober: Astronomen bestätigen eine schwache Kraft, dem Jarkowski-Effekt, die auf Asteroid Apophis wirkt. Eine Einschlagswahrscheinlichkeit 2068 wird derzeit als sehr gering eingestuft.[53]
- 28. Oktober: Wissenschaftler aktualisieren Schätzungen zu dem Vorkommen von steinigen Planeten in habitablen Zonen um sonnenähnliche Sterne[54]
- 04. November: Astronomen identifizieren Magnetare als primäre Quelle von Fast Radio Bursts.[55]
- 06. November: Astrophysiker berichten die erste direkte Messung von baryonischer Materie in Filamenten des kosmischen Netzwerks und erbringen mit ihren Röntgenemissionsmessungen einen empirischen Nachweis für eine kürzlich gefundene Lösung des Missing-Baryons-Problems[56]
- 08. November: Ein Astronom identifiziert in der Quellregion des Wow!-Signals basierend auf den öffentlich verfügbaren Daten das wahrscheinlichste Quellsternsystem, von dem bekannt ist, dass es möglicherweise einen sonnenähnlichen Stern hat.[57]
- 10. November: Planetenwissenschaftler zeigen, warum die Konzentrationen der radioaktiven Elemente Thorium und Uran (Radionuklide) in Planetenmänteln entscheidend für die Bewohnbarkeit von erdähnlichen Planeten sein könnten.[58]
- 10. November: Wissenschaftler zeigen mit einem Experiment mit unterschiedlichen Schwerkraftumgebungen auf der ISS, dass Mikroorganismen eingesetzt werden könnten, um mittels Bioleaching im Weltraum nützliche Elemente aus Basaltgestein zu gewinnen.[59]
- 11. November: Astronomen berichten von neu gefundenen Beweisen für vulkanische Aktivität auf dem Mars vor 53–210 tausend Jahren.[60]
- 13. November: Wissenschaftler berichten, dass der aktuelle Verlust von atomarem Wasserstoff von Wasser auf dem Mars größtenteils durch saisonale Erwärmung und Staubstürme, die Wasser direkt in die obere Atmosphäre transportieren, angetrieben wird.[61]
- 16. November: ALMA-Teleskop-Mitarbeiter laden eine rekalibrierte Version der Daten hoch, die von den Autoren der Studie verwendet wurde, in der im September ein scheinbarer Nachweis von Monophosphan auf der Venus behauptet wurde.[62]
- 25. November: Die Borexino-Kollaboration berichtet die Detektion Solarer Neutrinos, die durch den Bethe-Weizsäcker-Zyklus erzeugt werden, und bestätigt damit frühere Vorhersagen über den primären Mechanismus von Kernfusion in schweren Sternen.[63]
- 01. Dezember: Das Arecibo-Teleskop bricht zusammen, nachdem Erdbeben, Hurrikans und Stürme in den 2010ern Bedenken über dessen Stabilität aufkommen ließen und im August und November zwei Kabel rissen.[64]
- 02. Dezember: NASA-Wissenschaftler bestätigen, dass das erdnahe Objekt 2020 SO ein 1966 gestartetes Raketentriebwerk ist und als Weltraumschrott Erde und Sonne umkreist.[65]
- 08. Dezember: Proben des Asteroiden Ryugu werden auf der Erde geborgen.[66]
- 11. Dezember: Eine Supercomputer-Simulation legt nahe, dass Zufall – im Sinne von Wahrscheinlichkeiten bei bekannten initialen Bedingungen – eine wesentliche Rolle bei der 3 Mrd. Jahre lang anhaltenden, scheinbar sehr unwahrscheinlichen, thermischen Bewohnbarkeit der Erde gespielt hat.[67]
- 11. Dezember: Astronomen melden Daten zur Bahnbewegung des Exoplaneten HD 106906 b, welche zur Entdeckung des mysteriösen Objekts im Sonnensystem „Planet Neun“ beitragen könnten.[68]
- 14. Dezember: Totale Sonnenfinsternis – sichtbar im Pazifik, Chile, Argentinien und im Südatlantik
- 16. Dezember: Astronomen berichten, möglicherweise erstmals Radioemissionen eines Exoplaneten ermittelt zu haben.[69]
- 16. Dezember: Die chinesischen Chang'e 5-Raumsonden bringen die erste Mondprobe seit 1976 zur Erde.[70]
- 18. Dezember: Medien berichten, dass Astronomen Radioemissionen entdeckt haben, die anscheinend aus der Richtung von Proxima Centauri stammen – dem sonnennächsten Stern.[71]

#### Umweltwissenschaften und Paläontologie
- 13. Januar: Wissenschaftler berichten, dass das älteste bekannte Material auf der Erde Partikel des Murchison-Meteoriten sind: sie sind ca. 7 Mrd. Jahre alt (die Erde ca. 4,5 Mrd. Jahre).[72][73]
- 16. Januar: Wissenschaftler belegen, dass das Aussterben der Dinosaurier durch einen Meteoriteneinschlag und nicht durch Vulkanismus verursacht wurde.[74][75]
- 21. Januar – Forscher zeigen, dass ozonabbauende Substanzen (ODS) den Großteil der arktischen Erwärmung zwischen 1955 und 2005 verursacht haben. Dazu nutzten sie ein Klimamodell, mit welchem sie zwei Szenarien untersuchten: in eines wurden ODS, sowie alle natürlichen und menschenverursachten Emissionen eingespeist, in das andere nur letztere. ODS verursachten demnach etwa die Hälfte des arktischen Eisverlusts. ODS werden seit 1989 verboten, wodurch sich das Ozonloch zurückbildet.[76][77]
- 28. Januar: Forscher liefern Ergebnisse der Untersuchung von über 100 tropischen Wäldern und Korallenriffen, welche durch Extremwetter-Ereignisse und lokale menschliche Aktivitäten gestört werden.[78][79]
- 21. Januar: Wissenschaftler zeigen mittels Datierung und Simulationen, dass der Yarrabubba-Einschlag der älteste bekannte Asteroideneinschlag ist, vor ca. 2,2 Mrd. Jahren stattfand und die damalige Eiszeit beendet haben könnte.[80][81]
- 21. Januar: Studie: Messung des höchsten Ausstoßes des Treibhausgases Fluoroform.[82][83]
- 23. Januar: Wissenschaftler belegen, dass Epaulettenhaie („laufende Haie“) die neueste Haigattung sind.[84][85]
- 24. Februar: Nach einer Studie sind bei den Buschbrände in Australien 2019/2020 über 20 % der australischen Wälder abgebrannt. Das Ausmaß sei neuartig und in den letzten 20 Jahren nicht vorgekommen. Ein Zusammenhang mit dem Klimawandel war zum Zeitpunkt der Veröffentlichung nicht ausreichend belegt. Ein Autor der Studie weist darauf hin, dass dieser zumindest die extremen Hitzewellen des Sommers verstärkt habe.[86][87] Die Brände unterscheiden sich in einigen Punkten von vorherigen Bränden dieses Ausmaßes.[88][89]
- 24. Februar: Studie zur Entdeckung der ältesten grünen Pflanze (Chlorophyta): ca. 1 Mrd. Jahre alte Alge Proterocladus antiquus mit einer Größe von ca. 2 mm und der Fähigkeit zur Photosynthese.[90][91]
- 25. Februar: Forscher berichten den ersten Fund eines Tieres, das seine Energie ohne Mitochondrien bzw. Sauerstoff produziert. Der <10-zellige Lachsparasit Henneguya zschokkei hat im Laufe der Evolution die Fähigkeit zur Sauerstoffumwandlung (aerobe Zellatmung) verloren, was beweist, dass auch mehrzellige Organismen ohne Sauerstoff bzw. Sauerstoffzellatmung überleben können und Evolution zu scheinbar weniger komplexen Organismen führen kann.[92][93][94]
- 04. März: Eine Studie von ca. 100 Institutionen über einen Zeitraum von 30 Jahren zeigt, dass die Fähigkeit tropischer Wälder, CO2 zu absorbieren aufgrund von Klimawandel und Entwaldung schwindet. Wissenschaftler projizieren in der Studie mittels Daten und Modellen einen langfristigen Rückgang der afrikanischen CO2-Senke — 14 % bis 2030 — und einen Wandel des Amazonas-Regenwalds zu einer CO2-Quelle — statt -Senke — bis Mitte der 2030er Jahre.[95][96][97]
- 04. März: Wissenschaftler berichten, dass der Klimawandel Auswirkungen auf die Buschbrände in Australien 2019/2020 hatte und das Risiko für solche großflächigen Brände um >30 % erhöhte.[98][99]
- 10. März: Forscher zeigen, dass größere Ökosysteme schneller kollabieren — auch wenn sie langsamer zu einem Kollaps überwechseln. Große Ökosysteme könnten ihrer Studie nach schneller als zuvor vermutet komplett kollabieren. Der Amazonas-Regenwald etwa — zu einer Savanne — in ~50 und die Korallenriffe der Karibik in ~15 Jahren.[100][101][102]
- 01. April: Ein wissenschaftliches Review von Daten und Studien zu früheren Interventionen schlussfolgert, dass die Ökosysteme der Meere bis 2050 wieder genesen werden können. Man habe innerhalb eines engen Zeitfensters die Wahl zwischen dem Erbe eines irreversibel gestörten und eines pulsierenden, widerstandsfähigen Ozeans. UN-Nachhaltigkeitsziel #14 sei erreichbar, wenn dessen Hauptstressoren, wie der Klimawandel, ausreichend abgemildert.[103][104][105][106]
- 07. April: Nach einer Untersuchung der Korallenriffe des Great Barrier Reefs, berichten Wissenschaftler, dass es innerhalb von 5 Jahren zu einer dritten Massenkorallenbleiche gekommen ist und erstmals alle drei Regionen des Reefs an der Nordostküste Australiens betroffen sind.[107][108]
- 20. April: Wissenschaftler berichten, dass eine starke Beeinträchtigung der Gehirnleistung in Räumen durch CO2-Konzentrationen bis Ende des Jahrhunderts aufgrund von steigenden CO2-Konzentrationen und/oder mangelnder Ventilation bei Räumen mit vergleichsweise sauberer Umgebungsluft absehbar ist.[109][110][111]
- 04. Mai: Forscher projizieren, dass ohne Maßnahmen zum Klimaschutz – oder untragbar hoher Emigrationsraten – in verschiedenen Szenarien des Bevölkerungswachstums ein Drittel der Menschen weltweit innerhalb der nächsten 50 Jahren eine jährliche Durchschnittstemperatur von >29 °C erleben würden. Diese findet man derzeit nur auf 0,8 % der Erdoberfläche vor – vor allem in der Sahara. Die am stärksten betroffenen Gebiete gehören zu den ärmsten der Welt und haben derzeit eine geringe Anpassungskapazität.[112][113]
- 13. Mai: Wissenschaftler veröffentlichen Ergebnisse der Züchtung von 10 hitzeresilienten Mikroalgenstämmen, welche sie vier Jahre bei sich erhöhender Temperatur evolvieren ließen. Drei der Stämme erhöhten die Bleichtoleranz von Korallenriffen, nachdem sie wieder zu den Korallenlarven gebracht wurden. Weitere Tests – etwa mit erwachsenen Korallen oder zu der Beständigkeit der Hitzeresistenz – stehen noch an.[114][115]
- 13. Mai: Forscher identifizieren das erste persistent an Land lebende Tier und Gliederfüßer: Kampecaris obanensis, welcher vor 425 Mio. Jahren lebte und einen Nachweis für eine rapide Co-Evolution von Pflanzen und Insekten zu komplexen Waldsystemen darstellt.[116][117]
- 15. Mai: Studie: das erste Massenaussterben auf der Erde vor ca. 450 Mio. Jahren, das Ordovizische Massenaussterben, könnte durch Klimaerwärmung, und nicht durch Abkühlung und Vereisung, verursacht worden sein.[118][119]
- 26. Mai: Studie: der Chicxulub-Impaktkörper schlug, zusätzlich zu einem besonders wirkungsvollen Ort,[120] in einem „Worst-Case“-Winkel für die Dinosaurier ein (45 bis 60°).[121][122]
- 01. Juni: Wissenschaftler zeigen anhand von Daten zu vom Aussterben bedrohten Wirbeltieren, dass sich das globale „sechste Massenaussterben“ beschleunigt. Sie weisen auf eine Reihe wahrscheinlicher Gründe hin – wie etwa, dass das Aussterben mancher Tierarten wiederum andere Tierarten gefährdet.[123][124]
- 11. Juni: Forscher zeigen, dass Vorfahren der Krokodile auf ihren zwei Hinterbeinen liefen.[125][126]
- 12. Juni: Eine Studie zeigt, dass die Verbrennung von Kohle und anderer organischer Materie in Sibirien ein Grund für das größte, bekannte Massenaussterben, der Perm-Trias-Grenze vor ~252 Mio. Jahren, war.[127][128]
- 17. Juni: Eine Studie deutet an, dass der Arktische Ozean stärker versauern und mehr CO2 aufnehmen wird als zuvor projiziert.[129][130]
- 19. Juni: Wissenschaftler, als Teil der Serie Warnung der Wissenschaftler an die Menschheit, warnen, dass das weltweite Wachstum an Wohlstand, wenn man dieses am BIP misst, den Ressourcenverbrauch und Schadstoffausstoß drastisch erhöht hat und dabei die wohlhabendsten Bürger der Welt – hinsichtlich e.g. ressourcenintensivem Verbrauch – sowohl für den Großteil der schädlichen Auswirkungen auf die Umwelt, als auch für einen Übergang zu sichereren, nachhaltigeren Bedingungen verantwortlich sind. Dafür fassen sie Belege zusammen und stellen einige Lösungsansätze vor. Laut der Studie müssen tiefgreifende Änderungen von Lebensstilen und Verhaltensmustern technologische Fortschritte begleiten. Bestehende Gesellschaften, Ökonomien und Kulturen reizen einen Überkonsum an und Strukturen, die in Markt-basierten Wirtschaftssystemen für, am BIP-gemessenes, Wirtschaftswachstum optimieren, verhindern gesellschaftlichen Wandel.[131][132]
- 01. August: Die Anzahl der Feuer im Amazonas stiegen laut Satellitendaten im Juli um 28 % an im Vergleich zum Juli 2019.[133][134][135]
- 13. August: Wissenschaftler berichten, dass das Abschmelzen des Grönländischen Eisschilds den Umkehrgrenzpunkt überschritten hat. Diese Eisschmelze ist der größte Beitragsfaktor des Meeresspiegelanstiegs, welcher Küstenregionen und Inselstaaten bedroht, sowie Stürme und Überflutungen häufiger und heftiger werden lässt. Ein großflächiger Rückgang 2000–2005 führte zu dem Übergang zu einem Stadium anhaltender Masseverlustdynamik.[136][137][138]
- 20. August: Wissenschaftler berichten, dass das Grönländische Eisschild 2019 eine Rekordmasse an Eis verlor. Sie liefern Erklärungen für den anormal niedrigeren Eisverlust 2017 und 2018.[139][140]
- 24. August: Forscher zeigen, dass ca. 300 Mio. Menschen auf „tropical forest restoration opportunity land“ leben.[141][142][143]
- 26. August: Wissenschaftler berichten, dass die Letzte Eiszeit ~6,1 °C kälter war als Durchschnittstemperaturen zu Beginn des industriellen Zeitalters.[144][145]
- 31. August: Studie: Eisverluste in Grönland und Antarktis entsprechen Worst-Case-Szenarien von Projektionen zum Meeresspiegelanstieg des Fünften Sachstandsberichts des IPCC.[146][147]
- 10. September: Forscher zeigen mit Modellen, wie die UN-Nachhaltigkeitsziele zur Artenvielfalt erreicht werden können, während eine Ernährung der Weltbevölkerung gewährleistet wird. Trends könnten bis 2050 etwa durch nachhaltige Effizienzverbesserungen in der Landwirtschaft und mehr Pflanzenbasierter Ernährung zum positiven gewendet werden.[148][149] Laut einem verbundenen Bericht des Living Planet Index, schwanden Wirbeltier-Populationen innerhalb von 50 Jahren um ~70%.[150][151]
- 11. September: Wissenschaftler veröffentlichen eine höhere Auflösung der Klimageschichte seit der Zeit des Aussterbens der Dinosaurier vor 66 Mio. Jahren mit neu-integrierten Daten. Sie identifizieren vier Klimastadien, welche durch Übergangsphasen getrennt sind, mit einer höheren Präzision. Diese Phasen sind mit sich ändernden Treibhausgaskonzentrationen und Polareisvolumina verbunden. Das wärmste Klimastadium währte von vor 56 bis vor 47 Mio. Jahren und war ~14 °C wärmer als moderne Durchschnittstemperaturen.[152][153]
- 01. September: Forscher zeigen auf, dass Bergbau für erneuerbare Energien den Umweltschutz gefährden wird und veröffentlichen eine Weltkarte zu den entsprechenden Gebieten, sowie Schätzungen zu Gebietsüberlappungen mit Umweltschutz-Gebieten. Laut den Autoren ist bedachte strategische Planung erforderlich.[154][155][156]
- 04. September: Eine interaktive Weltkarte zu Regionen zu verschiedenen Klima- und Naturschutzzielen wird veröffentlicht.[157][158]
- 04. September: Ein Review schlussfolgert, dass elektromagnetische Strahlung wahrscheinlich negative Auswirkungen auf die Zahl der Insekten hat.[159][160]
- 04. September: Wissenschaftler berichten, dass Pflanzenbasierte Ernährung in vier Ländertypen zwischen 9 und 16 Jahren vergangener früherer CO2-Emissionen durch fossile Brennstoffe ausgleichen kann.[161][162]
- 08. September: Die Europäische Umweltagentur berichtet, dass Umweltfaktoren wie Luftverschmutzung 2012 zu 13 % der menschlichen Tode in der EU beigetragen haben.[163]
- 15. September: Eine Analyse der NASA und NOAA bestätigt, dass der Solarzyklus 25 im Dezember 2019 begann – nach 11 Jahren Solarzyklus 24.[164][165]
- September: INPE berichtet Satellitendaten, nach denen im August 1.359 km² des Amazonas-Regenwalds und 2020 2,2 Mio. Hektar des Pantanal-Feuchtbiotops – ~12% – abgebrannt sind. Diese Daten zeigen, dass die bisherigen Reaktionen auf die Brände – wie etwa die öffentlich-mediale Darstellung und Debatte, das öffentliche Erwägen von wirtschaftlichen Maßnahmen und die gegenwärtige Militäroperation – nicht effektiv waren. Der 6.087 km² Waldverlust 2020 entsprechen ~95% des Vorjahres-Zeitraums und in etwa der Größe Palästinas.[166][167][168]
- 05. Oktober: Wissenschaftler erstellen die möglicherweise erste wissenschaftliche Schätzung, wie viel Mikroplastik sich momentan im Meeresboden der Erde befindet, nachdem sie sechs Gebiete von ~3 km Tiefe ~300 km vor der australischen Küste untersuchen. Die stark variablen Zahlen der Mikroplastikfragmente waren proportional zu Plastik an der Meeresoberfläche. Nach einer berechneten durchschnittlichen Masse von Mikroplastik pro cm³ befinden sich ~14 Mio. Tonnen Mikroplastik in den Meeresböden – ca. die Plastikmasse, die jährlich in Ozeane gelangt.[169][170][171]
- 07. Oktober: Eine Studie zeigt, dass Distickstoffmonoxid (N2O)-Emissionen schneller ansteigen als in Emissionsszenarien der IPCC.[172][173]
- 14. Oktober: Forscher berichten die Entwicklung einer multikriterielle Optimierung, um Gebiete für Restaurierung zu priorisieren. Ihre geschätzten Kosten-Nutzen-Verhältnisse basieren auf kontemporären Wertzurechnungen für Arbeit, Materialaufwand und Ertragseinbußen – etwa bei Rindfleisch – auf Seite der Kosten, und Artenvielfalt, lokale Vorteile der Umwelt, Reduktion von Armut und Klima-Stabilisierung auf Seite der Nutzen. Letztere seien in Kombination mit dem Schutz noch bestehender Ökosysteme am höchsten.[174][175]
- 19. Oktober: Wissenschaftler zeigen mittels einer biogeochemischen Modellierung, dass das größte bekannte Massenaussterben vor 252 Mio. Jahren, der Perm-Trias-Grenze durch vulkanische CO2-Emissionen ausgelöst wurde.[176][177]
- 28. Oktober: Die Entdeckung eines 500 m hohen Korallenriffs im Great Barrier Reef wird bekanntgegeben.[178][179]
- 04. November: Wissenschaftler geben die Entdeckung von Kylinxia bekannt – ein fünfäugiges ~5 cm großes garnelenartiges Tier, welches vor ~520 Mio. Jahren lebte, einen „Missing Link“ schließt und der erste Gliederfüßer sein könnte.[180][181]
- 06. November: Wissenschaftler berichten, dass eine Transformation des globalen Ernährungssystems entscheidend für ein Erreichen der Klimaziele des Pariser Abkommens ist.[182][183]
- 02. Dezember: Die WMO gibt bekannt, dass 2011–2020 das wärmste Jahrzehnt seit Beginn der Aufzeichnungen war.[184]
- 15. Dezember: Eine Analyse externer Klimakosten von Lebensmitteln zeigt, dass diese typischerweise bei Fleischprodukten am höchsten sind, diese von konventionellen Milchprodukten gefolgt werden und bei pflanzlichen Bio-Lebensmitteln am niedrigsten sind. Die Studie kommt zu dem Schluss, dass die gegenwärtigen monetären Bewertungen „unzureichend“ sind und Regulierung für deren Senkung möglich und dringlich ist.[185][186][187]
- 18. Dezember: Ökologen berichten, dass sich 32 beobachtete brasilianische saisonale Wälder bis ~2013 insgesamt von Kohlenstoffsenken zu -Quellen gewandelt haben.[188][189]

#### Biowissenschaften
- 15. Januar: Mikrobiologen haben nach zwölf Jahren Forschungsarbeit erfolgreich einen sich nur sehr langsam vermehrenden Vertreter der Lokiarchaeota aus Tiefseeschlamm isoliert und anschließend kultiviert. Das Prometheoarchaeum syntrophicum Stamm (en. strain) MK-D1 hat lange „Tentakel“, in denen Partnermikroben nisten, welche ihm womöglich als „Protomitochondrien“ verbesserte Überlebenschancen bei steigendem Sauerstoff ermöglichen konnten und von den Tentakeln – als Vorfahren der Mitochondrien – umschlossen und endogenisiert wurden. In ihrem E3-Modell fand so die Eukaryogenese statt.[190][191][192]
- 24. Januar: Forscher berichten die Entdeckung von zellenlosen Mitochondrien im menschlichen Blut. Mitochondrien sind die „Kraftwerke“ der meisten Zellen der meisten Eukaryoten – sie generieren deren Quelle chemischer Energie, ATP. Laut den Forschern könnten diese losen Mitochondrien in vielen physiologischen – inklusive krankheitsrelevanten – Prozessen involviert sein.[193][194]
- 27. Januar: Forscher berichten die Entwicklung eines Nanopartikels, das innerhalb des Körpers Zellen des Immunsystems – Monozyten und Makrophagen – dazu bringt, Plaques in den Wandschichten arterieller Blutgefäße aufzufressen. Das Partikel enthält Kohlenstoffnanoröhren, welche eine Droge enthalten, die das Gen SHP1 der Blutzellen deaktiviert. Solche Plaques – größtenteils eingelagerten Fette – verursachen Atherosklerose, die derzeit häufigste Todesursache weltweit.[195][196][197]
- 30./31. Januar: Zusammenfassungen von Forschungen zu dem neuartigen Coronavirus SARS-CoV-2 und dessen Ausbruch werden veröffentlicht. Sie enthalten Informationen zu der Übertragbarkeit, der Tödlichkeit, der Inkubationszeit vor dem Auftreten erster Symptome (ca. 2 bis 14 Tage), der weltweiten Kapazität zur und der bisherige Verlauf der Eindämmung, der Dauer zur Verfügbarkeit eines Impfstoffs (wahrscheinlich über 1 Jahr) und ähnlichen Ausbrüchen (SARS).[198][199][200]
- 04. März: Wissenschaftler setzen erstmals CRISPR-Cas9 in einem menschlichen Körper ein. Sie versuchen mittels Genome Editing das Sehvermögen eines Patienten mit Lebersche Kongenitale Amaurose wiederherzustellen, nachdem Tests in menschlichen Zellen, Mäusen und Affen erfolgreich verliefen und sie eine offizielle Genehmigung erhielten. Sie injizieren dazu drei Tropfen mit unter die Retina des Patienten. Die Änderung der DNA ist permanent und – anders als beim Human Germline Engineering – nicht vererbbar.[201][202][203]
- 05. März: Neurowissenschaftler zeigen, dass Ratten das Leid anderer Ratten als negativ empfinden und dabei die gleiche Gehirnregion wie beim Menschen aktiviert wird. Die meisten hörten auf ihre Lieblingssüßigkeiten zu wählen, wenn das dazu führt, dass eine Nachbarsratte einen Stromschlag bekommt. Eine Betäubung der Gehirnregion oder eine höhere Menge der Süßigkeit änderte dieses Verhalten. Moral könnte demnach alte evolutionäre Wurzeln haben.[204][205][206]
- 14. März: Wissenschaftler entwickeln ein CRISPR-Cas13d-basiertes System („PAC-MAN“), das Viren wie SARS-CoV-2 finden und zerstören kann und zu einem System weiterentwickelt werden könnte, das schnell auf neuartige Viren angepasst werden kann.[207][208][209][210]
- 16. März: Wissenschaftler entwickeln eine open source-Plattform für das Design von RNA-Zielsequenzen, um Viren oder menschliche RNA — für temporärere Edits als bei DNA — editieren zu können.[211][212]
- 16. März: Die erste klinische Studie in Phase I eines COVID-19-Impfstoff beginnt.[213][214]
- 20. März: WHO kündigt eine großangelegte Studie (den „Solidarity trial“) für Tests von vier potenziellen Medikamenten zur COVID-19-Behandlung an.[215][216] Diese erweisen sich dadurch später als nicht effektiv.[217][218]
- 23. März: Forscher berichten, dass Kalmare mittels RNA-Editing durch das ADAR2-Enzym Proteinvorlagen auch außerhalb von Gehirnzellen (ihrer Riesenaxone) ändern. In anderen Organismen – wie dem Menschen – werden RNA-„Blaupausen“ der Vorlagen in der DNA nur deutlich in kleinerem Umfang und ausschließlich innerhalb des Zellkerns „nachbearbeitet“. Die Fähigkeit könnte ihnen eine bessere Anpassung an sich ändernde Umwelt ermöglichen und auch für flexiblere, risikoärmere RNA-Editing-Technologien relevant sein.[219][220]
- 06. April: Wissenschaftler berichten die Entdeckung von Stoffwechselgene in, metabolismuslosen, Viren (Nucleocytoviricota), was darauf hindeutet, dass diese den Metabolismus ihrer Wirtszellen ändern.[221][222]
- 27. April: Wissenschaftler melden, Pflanzen mittels Geneditierung eigenständig und permanent heller leuchten zu lassen als jemals zuvor. Dazu fügten sie Gene eines biolumineszenten Pilzes in das Pflanzengenom ein.[223][224]
- 08. Mai: Forscher berichten die Entwicklung von künstlichen Chloroplasten – die Komponenten von Pflanzenzellen, die Photosynthese betreiben. Sie kombinierten dazu ein Photosynthesesystem aus Spinat-Chloroplasten mit einem Bakterienenzym und einem künstlichen Enzym-Netzwerk. Das System ist energieeffizienter als natürliche Chloroplasten und könnte diverse Anwendungsmöglichkeiten haben.[225][226]
- 11. Mai: Forscher berichten die Entwicklung von synthetischen rote Blutzellen, die erstmals alle grundlegenden Eigenschaften und Fähigkeiten von natürlichen roten Blutkörperchen aufweisen. Zudem ermöglichen sie das Aufladen funktioneller Frachten wie Hämoglobin, Nanopartikel, Biosensoren und Medikamente. Rote Blutkörperchen sind die häufigsten Zellen im Blut und transportieren Sauerstoff von der Lunge hin zu Körpergeweben.[227][228]
- 21. Mai: Forscher berichten die Entwicklung eines Systems für eine genaue Messung des Hämoglobin-Inhalts im Blut mittels Smartphone-Fotos des inneren Augenlids. Sie arbeiten an einer App und haben den Quellcode nicht veröffentlicht. Hämoglobin ist der eisenhaltige Proteinkomplex in roten Blutzellen, welcher Sauerstoff transportiert.[229][230][231]
- 01. Juni: Studie: Bei Rabenvögeln ist eine verlängerte Elternschaft und Kindheitsphase von zentraler Bedeutung für die Evolution von Kognition und hat tiefgreifende Konsequenzen für das Lernen und die Intelligenz. Auf evolutionären Zeitspannen führt die längere Entwicklungszeit – inklusive stetiger Lernmöglichkeiten, Sicherheit und Zugang zu Rollenbildern – zu, im Vergleich zu anderen Vogelarten, erweiterten kognitiven Fähigkeiten.[232][233][234]
- 02. Juni: Wissenschaftler demonstrieren ein kontinuierliches chemisches Reaktionsnetzwerk, in welchem simple Stoffe in Wasser und unter Strahlung zu wichtigen Ausgangsstoffen für RNA reagieren. Sie zeigen mit ihrem System, dass einige Voraussetzungen für die natürliche Entstehung von Leben unter Bedingungen der frühen Erde vorhanden sein konnten.[235][236]
- 03. Juni: Forscher zeigen, dass Rotfüchse in und um London domestizierten Hunden ähnlicher werden, während sie sich an die städtische Umgebung anpassen. Sie weisen Unterschiede in Schädelmerkmalen auf, die der Beschreibung der Domestizierung etwa der Hundevorfahren – den ersten domestizierten Tieren – entsprechen.[237][238]
- 04. Juni: Eine Studie zeigt, dass Fruchtfliegen epigenetische Modifikationen vererben, um mit bis dato unbekannten kodierten biologischen Informationen die erfolgreiche Entwicklung des Embryos zu gewährleisten.[239][240]
- 10. Juni: Eine Studie zeigt, dass menschliche Eizellen Spermien bestimmter Männer bevorzugen und das damit eine Art unabhängiger Selektion darstellt.[241][242]
- 11. Juni: Zwei Teams aus Neurowissenschaftlern zeigen, welche Neuronen in Mäusen deren Winterschlaf-ähnlichen Torpor-Zustand kontrollieren und führen diesen Zustand bei auch nicht-kalorienbeschränkten Mäusen sowie bei Torpor-losen Ratten herbei. In diesem Zustand werden die Körpertemperatur, der Herzschlag und die Stoffwechselrate abgesenkt.[243][244][245]
- 12. Juni: Vorläufige Ergebnisse der ersten, 2019 gestarteten, klinischen Studie zur Behandlung von vererbten genetischen Erkrankungen mittels CRISPR-Cas9 außerhalb von China deuten auf einen Erfolg der Behandlung hin.[246][247]
- 08. Juli: Wissenschaftler bearbeiten erstmals die Gene von Mitochondrien mittels eines neuartigen, CRISPR-freien, Geneditors.[248][249]
- 10. Juli: Wissenschaftler berichten, dass ein Leberprotein Vorteile von Sport für Leistung und Gesundheit des Gehirns bewirkt. Sie zeigen, dass die Konzentration des GPLD1-Proteins im Blut nach dem Sport erhöht ist und dass eine verstärkte Produktion dieses Proteins durch die Leber in genetisch modifizierten alten Mäusen deren Gehirn ebenfalls jung und performant hält oder werden lässt. Es erhöhte z. B. BDNF, die Neurogenese und die Gedächtnisleistung.[250][251]
- 17. Juli: Forscher berichten, dass Hefe-Zellen mit den gleichen Genen auf einem von zwei verschiedenen Wegen altern – nukleolarer und mitochondrieller Verfall, ermitteln den molekularbiologischen Mechanismus, der bestimmt, welcher Alterungsprozess angetreten wird, und erstellen mittels Genmodifizierung für erhöhte Sir2-Expression einen dritten Mechanismus mit deutlich verlängerter Lebensspanne.[252][253]
- 28. Juli: Meeresbiologen berichten die Entdeckung von 101,5 Mio. Jahre alten Mikroorganismen in einer Art Winterschlaf ca. 70 m unter dem Meeresboden. Die Mikroben konnten zwei Jahre zuvor im Labor wiedererweckt werden und könnten die langlebigsten bis dato gefundenen Organismen sein.[254][255]
- 26. August: Wissenschaftler berichten, dass extremophile Bakterien der Erde (D. radiodurans) in einem Experiment auf der ISS drei Jahre im All überleben konnten, was beispielsweise die Panspermie-Hypothese bestärkt.[256][257]
- 08. September: Wissenschaftler zeigen, dass in Mäusen eine Unterdrückung der Signalproteine Myostatin und Activin A durch eine Lösung mit einem, mit diesen bindenden Protein (ACVR2B), dazu führt, dass die Mäuse ihre Muskel- und Knochenmasse in der Schwerelosigkeit auf der ISS beibehalten. Die Mäuse hatten durch eine Editierung der Gene, die für die Produktion von Myostatin verantwortlich sind, etwa die doppelte Muskelmasse gewöhnlicher Mäuse. Die Auswirkungen im Mensch sind ähnlich aber größtenteils, mit nur wenig klinischer Forschung zu „ACE-031“, unerforscht.[258][259]
- 08. September: Forscher zeigen mittels Aufzeichnungen neuronaler Aktivität, dass Krähen ein Wahrnehmungsbewusstsein haben[260][261] und dass ihr Pallium eine ähnliche Zellstruktur wie der Neocortex von Säugetieren aufweist.[262][263] Sie untermauern damit die Theorie, dass bewusstes Erleben keinen Neocortex erfordert und die Grundlagen dafür – oder gar allgemein für ein menschenartiges Bewusstsein – bei diesen Vögeln, bereits vor dem letzten gemeinsamen Vorfahren – vor ~320 Mio. Jahren – oder parallel entstanden sind.[260][261]
- 18. September: Forscher berichten die Entwicklung von zwei Systemen für ein potenzielles Stoppen hochgefährlicher Gene Drives, welche mittels CRISPR-Cas9 Genome Editing in Populationen in der freien Wildbahn eingeführt wurden. Der Seniorautor des Artikels weist darauf hin, dass die zwei laut der Studie im Labor getesteten Systeme kein falsches Gefühl der Sicherheit für den Einsatz von Gene Drives geben sollen.[264][265]
- 25. September: Eine Software für synthetische chemische Reaktionsnetzwerke zur Erforschung der Abiogenese wird veröffentlicht.[266][267]
- 28. September: Forscher berichten die genetisch Verbesserung von Proteinen des Ideonella sakaiensis-Bakteriums für eine schnellere Zersetzung von PET, sowie von PEF, was für Recycling relevant sein könnte.[268][269]
- 18. November: Forscher berichten, dass CRISPR-Cas9 zum ersten Mal zur effektiven Behandlung von Krebs in einem lebenden Tier eingesetzt wurde. Sie verwendeten ein Lipid-Nanopartikel-Transportsystem, um Ziel-DNA-Sequenzen – in Form von RNA – an Cas9-Proteine zu liefern. Um gezielt Tumorzellen zu ändern, beschichteten sie die Nanopartikel mit Antikörpern gegen ein wachstumsförderndes Protein, das diese übermäßig produzieren.[270][271]
- 23. November: Eine randomisierte kontrollierte Studie, in der ca. 300 fettleibige Personen nach dem Zufallsprinzip eine von drei Ernährungsweisen zugeteilt bekamen, zeigt, dass eine gezielte zusätzliche Erhöhung des Anteils pflanzlicher Lebensmittel die positiven Effekte der mediterranen Ernährung verstärken kann.[272][273]
- 24. November: Eine Studie zeigt, dass Delfine (Große Tümmler) lernen können, ihre Herzfrequenz entsprechend externer Signale schnell und selektiv zu verlangsamen, um beim Tauchen Sauerstoff zu sparen.[274][275]
- 24. November: Neurowissenschaftler zeigen in einer kleinen randomisierten Doppelblindstudie, dass Flavanole aus Kakaopulver die Sauerstoffversorgung des Gehirns bei suboptimaler zerebrovaskulärer Reaktivität auf CO2 und die kognitive Leistung bei gesunden jungen Erwachsenen verbessern können.[276][277][278]
- 25. November: Biotechnologen entwickeln mikrobielle Reaktoren, die durch Photosynthese Wasserstoff in gewöhnlichen natürlichen Umgebungen erzeugen können. Sie entwickelten dazu Mikrotröpfchen, die Algenzellen absorbieren und zu Kügelchen komprimieren. Ihre Biotechnologie könnte für die Herstellung von Wasserstoffkraftstoff genutzt werden.[279][280]
- 29. November: Ein Team von internationalen Wissenschaftlern erstellt eine Studie, die nahelegt, dass die urzeitliche Atmosphäre der frühen Erde ganz anders war als die Bedingungen, die in den Miller-Urey-Experiment zur Entstehung des Lebens auf der Erde verwendet wurden, und eher der heutigen Atmosphäre der Venus ähnelte.[281][282]
- 02. Dezember: Die Regierung von Singapur erteilt die weltweit erste offizielle Zulassung für ein Kulturfleischprodukt. Das noch teure Fleisch wurde aus Hühnchenzellen in einem Bioreaktor in einer Flüssigkeit aus Aminosäuren, Zucker und Salz gezüchtet.[283][284]
- 02. Dezember: Erstmals wird Mikroplastik in den Plazenten von Frauen mit ungeborenen Babys nachgewiesen.[285][286]
- 11. Dezember: Der erste Ganzgenom-Vergleich zwischen der positiven Selektion von Schimpansen und Bonobos wird veröffentlicht und zeigt eine Selektion für Gene, etwa bezüglich Ernährung und Hormonen wie Oxytocin.[287][288]

#### Anthropologie
- 12. Februar: Wissenschaftler bestätigen die Entdeckung von DNA einer „Geisterpopulation“ in der DNA heutiger Westafrikaner. Nach deren Schätzungen spaltete sich diese Population von den Vorfahren der Neandertaler und modernen Menschen vor 360.000 bis 1 Mio. Jahren ab und kreuzte sich mit ihnen innerhalb der letzten 124.000 Jahren. Bis zu fast 20 % der untersuchten Westafrikaner-DNA wird von dieser DNA ausgemacht.[289][290][291]
- 01. April: Wissenschaftler berichten den Fund und Datierung der ältesten Überreste eines Homo erectus. Die Fossilien sind 2 Mio. Jahre alt und zeigen, dass diese Spezies im selben Zeitraum wie andere, teils aufrecht gehende, Hominini-Gattungen Paranthropus und Australopithecus in Südafrika lebte.[292][293]
- 01. April: Wissenschaftler veröffentlichen durch Proteomanalyse gewonnene genetische Informationen zu Homo antecessor vor ~0,8 Mio. J. und Homo erectus vor 1,8 Mio. Jahren. Die Daten zeigen, dass H. antecessor ein eng verwandter Schwesterzweig zu den darauffolgenden Hominini – inklusive des modernen Menschs und Neandertalers – war.[294][295]
- 29. Mai: Wissenschaftler zeigen auf, wie sich Genome in Europa – der genetische Anteil mesolithischer Jäger und Sammler und neolithischen Bauern – im Laufe der Neolithischen Revolution änderten. Sie lieferten Daten zu den Genomen von 101 Individuen im heutigen Frankreich und Deutschland und stellen die Komplexität der biologischen und kulturellen Interaktionsdynamik während des Neolithikums durch eine höhere Auflösung der regionalen Variationen der Abstammungen dar.[296][297]
- 03. Juni: Die Entdeckung des ältesten und größten bislang bekannten Maya-Bauwerks, der Kultkomplex Aguada Fénix, wird bekanntgegeben. Der ca. 3.000 Jahre alte Komplex zeigt unter anderem die Wichtigkeit von Gemeinschaftsarbeit – wie bei dem früher zeremonieller Komplexe – in der initialen Entstehung der Maya-Kultur auf.[298][299]
- 12. Juni: Früheste Nachweise von Pfeil und Bogen außerhalb von Afrika werden veröffentlicht (~48 ka in Sri Lanka).[300][301]
- 14. August: Wissenschaftler berichten die Entdeckung eines Grasbetts von vor über 200.000 Jahren – deutlich älter als das zuvor bekannte älteste Bett. Die darunter gefundenen Überreste von insektenrepellenten Pflanzen und Asche – oft Überreste von zuvor verbrannten Betten – könnten laut Autoren der Studie für ein schmutzfreies, isolierendes und insektenabweisendes Fundament benutzt worden sein.[302][303][304]
- 16. September: Eine Genanalyse zeichnet ein klareres Bild der Wikinger und der Wikingerzeit.[305][306]
- 15. Oktober: Eine Studie legt nahe, dass zwei Arten der Gattung Homo (Homo erectus und Homo heidelbergensis) kurz vor ihrem Aussterben mehr als die Hälfte ihres Lebensraums, an dessen Klima sie angepasst waren (ihre Klima-Nische) verloren.[307][308][309]

#### Andere
- 26. März: Nachdem eines der ersten und größten öffentlichen Volunteer-Verteiltes System-Projekte SETI@home am 31. März 2020 sein Ende bekannt gab und aufgrund erhöhter Interesses durch die COVID-19-Pandemie, wird das verteilte System Folding@home das erste Computing-System, das ein exaFLOPS erreicht.[310][311][312] Das System simulierte Proteinfaltung für Forschungen zu COVID-19 und erreichte am 13. April eine Geschwindigkeit von ca. 2.43 x86 exaFLOPS – einige Male schneller als der vorherige Rekordhalter, Supercomputer Summit.[313]
- 20. April: Forscher berichten die Entwicklung eines Memristors, der bei elektrischen Spannungen von Aktionspotentialen von unter 100 mV funktioniert. Der „Memory Transistor“[314] aus leitfähigen mikrobiellen Nanodrähten des G. sulfurreducens Bakteriums erlaubt den Betrieb durch Aktionspotenziale von natürlichen Neuronen und kann Biosensor-Signale lokal verarbeiten. Die Technologie könnte für Gehirn-inspiriertes Computing und direkte Kommunikation mit biologischen Gehirnzellen eingesetzt werden.[315][316][317]
- 05. Mai: Studie: Der magnetische Nordpol bewegt sich laut einer Studie innerhalb des nächsten Jahrzehnts aufgrund von Änderungen an der Kern-Mantel-Grenze wahrscheinlich um ca. 500 km Richtung Sibirien.[318][319]
- 09. Juni: Forscher zeigen, dass erhöhte Radioaktivität im Herbst 2017 in Europa allen Anschein nach eine zivile – und keine militärische – WWER-verbundene Ursache hatte.[320][321]
- 11. Juni: Forscher geben bekannt, Bose-Einstein-Kondensat auf der ISS produziert zu haben, was etwa verbesserte Studien der Quantenphysik ermöglichen könnte.[322][323]
- 17. Juni: Forscher geben bekannt, erfolgreich Photonen zweier kabelverbundener Geräte verschränkt und Informationen übertragen zu haben ohne diese über das Kabel zu versenden. Zudem wird die erste Verschränkung von Phononen inklusive einer erfolgreichen scheinbar retrokausaler Löschung von Informationen bekanntgegeben.[324][325][326][327]
- 01. Juli: Wissenschaftler berichten, mittels LIGO erstmals gemessen zu haben, dass Vakuumfluktuationen die Bewegung makroskopischer Objekte menschlicher Größenordnung beeinflussen können.[328][329]
- 08. Juli: Forscher demonstrieren einen modularen, mobilen Chemiker-Roboter, welcher Laborinstrumente bedienen, nahezu ununterbrochen arbeiten und selbstständig, entsprechend experimenteller Ergebnisse, über seine weiteren Aktionen entscheiden kann.[330][331]
- 28. Juli: Der Aufbau des ITER Fusionsreaktorexperiments beginnt mit einer geplanten Fertigstellung 2025.[332]
- 17. August: Forscher zeigen in einem neuen experimentellen Modell, welches Schrödingers Katze und Wigners Freund weiterentwickelt, dass, falls die Quantentheorie auch auf makroskopischeren Ebenen von „Beobachtern“ gültig ist, mindestens eine von drei Schlussfolgerungen zu machen ist, die mit dem modernen Verständnis der Realität nur sehr schwer zu vereinbaren sind und vertiefen damit das Fazit der Bellschen Ungleichung.[333][334][335]
- 16. Oktober: Wissenschaftler berichten die Messung des kürzesten Zeitraums: ein Photon, fliegt in 247 Billiardstel einer Milliardstel einer Sekunde (Zeptosekunden) durch ein Wasserstoffmolekül.[336][337]
- 19. Oktober: Wissenschaftler zeigen, dass die Mikroplastik-Aussetzung bei Gebrauch von Polypropylen-Babyflaschen zwischen 14,5 Tsd. und 4,5 Mio. Fragmenten pro Tag und Person liegt. Höhere Belastungen werden durch wärmere Flüssigkeit ausgelöst und eine ähnliche Aussetzung wird auch bei anderen Polypropylen-Produkten wie Pausen-Boxen vermutet.[338][339]
- 28. Oktober: Eine systematische, groß angelegte, sektorenübergreifende Analyse der Wasser-, Energie- und Bödenunsicherheit in 189 Ländern, die den nationalen und sektoralen Verbrauch mit deren Produktionsquellen verknüpft, zeigt, dass Länder und Sektoren in hohem Maße überbeanspruchten, unsicheren und degradierten Ressourcen ausgesetzt sind, und die wirtschaftliche Globalisierung mit globalen Lieferketten Sicherheit verringert hat. Die Studie kommt zu dem Ergebnis, dass die meisten Länder über den internationalen Handel – vor allem mit entlegenen Produktionsquellen – zu größeren Ressourcenrisiken geführt hat und dass eine Diversifizierung der Handelspartner den Ländern und Sektoren wahrscheinlich nicht helfen wird, diese zu verringern oder ihre Fähigkeit zur Selbstversorgung zu verbessern.[340][341]
- 06. November: Forscher berichten die Entwicklung von Bose-Einstein-Kondensat, das experimentell verifiziert supraleitend ist und einen fließenden Übergang zu BCS-Zuständen aufweist.[342][343]
- 30. November: Ein Unternehmen berichtet, dass sein KI-Algorithmus AlphaFold 2 das Problem der Proteinfaltungs-Vorhersage gelöst hat, nachdem dieser in Tests der globalen CASP Bewertung eine Genauigkeit von über 90 % für die Vorausberechnung 3D-Strukturen gefalteter Proteine erreichte.[344][345][346]
- 01. Dezember: Der chinesische experimentelle Kernfusionsreaktor HL-2M wird erstmals eingeschaltet.[347]
- 03. Dezember: Chinesische Forscher berichten, dass ihr photonisches Quantencomputer-System Jiuzhang Quantenüberlegenheit erreicht hat – also Berechnungen durchführen konnte, die mit klassischen Supercomputern praktisch unlösbar sind.[348][349][350]

### Wissenschaftspreise

#### Nobelpreise
Die Bekanntgabe der Nobelpreisträger des Jahres 2020 fand vom 5. bis zum 12. Oktober statt. Aufgrund der COVID-19-Pandemie wurden die Auszeichnungen am 10. Dezember, dem Todestag Alfred Nobels, in virtuellen Zeremonien vergeben. Berit Reiss-Andersen, die Vorsitzende des norwegischen Nobelkomitees in Oslo, gratulierte dem aus Rom zugeschalteten WFP-Leiter David Beasley. Am späten Nachmittag folgten mit einem vorab aufgezeichneten Gruß von König Carl XVI. Gustaf in Stockholm die virtuellen Zeremonien für die übrigen Preiskategorien. Die Preisträger waren nicht zugeschaltet, wurden aber bei der Übergabe der Urkunden und Medaillen durch schwedische Diplomaten in ihrer jeweiligen Heimat gezeigt. Nach Möglichkeit soll das ausgefallene große Galabuffet, normalerweise der Höhepunkt im schwedischen Gesellschaftskalender, bei der nächsten Verleihung im Jahr 2021 nachgeholt werden.
- Physiologie oder Medizin: Harvey J. Alter, Michael Houghton und Charles M. Rice[352]
- Physik: Roger Penrose, Reinhard Genzel und Andrea Ghez[353]
- Chemie: Emmanuelle Charpentier und Jennifer Doudna[354]
- Literatur: Louise Glück[355]
- Frieden: Welternährungsprogramm der Vereinten Nationen[356]
- Alfred-Nobel-Gedächtnispreis für Wirtschaftswissenschaften: Paul R. Milgrom und Robert B. Wilson[357]

#### Turing Award
- Alfred V. Aho und Jeffrey Ullman für grundlegende Algorithmen und Theorien, die der Implementierung von Programmiersprachen zugrunde liegen, und für die Synthese dieser und Ergebnisse anderer in ihren einflussreichen Büchern, mit denen Generationen von Informatikern ausgebildet wurden.

### Gedenktage

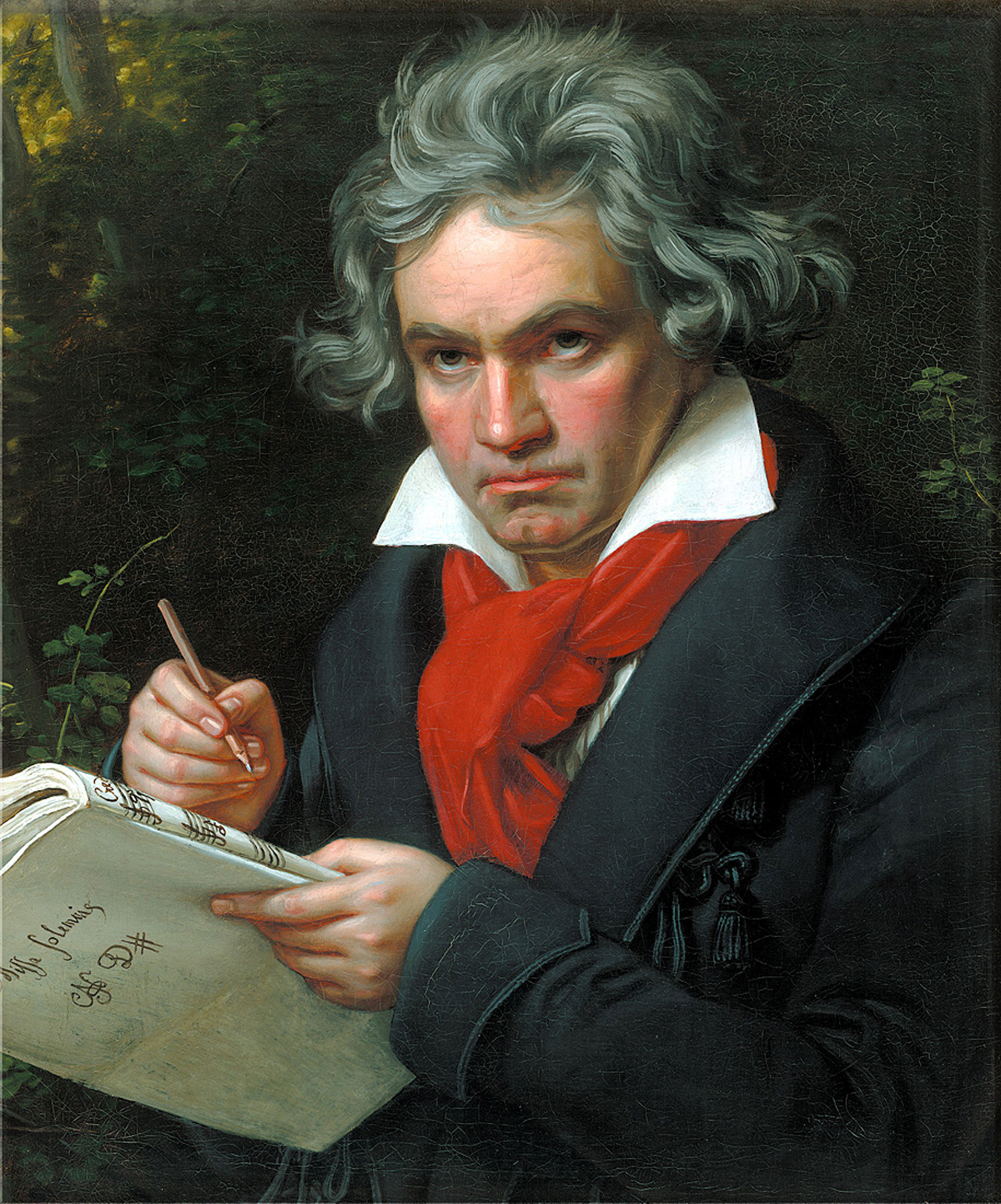
Am 17. Dezember 2020 war der 250. Geburtstag von Ludwig van Beethoven.

- 02. Januar: 100. Geburtstag des britischen Schriftstellers Isaac Asimov
- 20. Januar: 100. Geburtstag des italienischen Filmregisseurs Federico Fellini
- 24. Januar: 100. Todestag des italienischen Malers Amedeo Modigliani
- 20. März: 250. Geburtstag des deutschen Schriftstellers Friedrich Hölderlin
- 30. März: 200. Geburtstag der britischen Schriftstellerin Anna Sewell
- 06. April: 500. Todestag des italienischen Malers Raffael
- 15. April: 100. Geburtstag des deutschen Politikers Richard von Weizsäcker
- 11. Mai: 300. Geburtstag des deutschen Schriftstellers Hieronymus Carl Friedrich von Münchhausen
- 12. Mai: 200. Geburtstag von Florence Nightingale
- 18. Mai: 100. Geburtstag von Johannes Paul II.
- 02. Juni: 100. Geburtstag des deutschen Literaturkritikers Marcel Reich-Ranicki
- 14. Juni: 100. Todestag des deutschen Soziologen Max Weber
- 27. August: 250. Geburtstag des deutschen Philosophen Georg Wilhelm Friedrich Hegel
- 12. September: 100. Geburtstag der deutschen Kabarettistin Lore Lorentz
- 24. September: 100. Todestag des russischen Goldschmiedes Peter Carl Fabergé
- 08. Oktober: 100. Geburtstag des US-amerikanischen Schriftstellers Frank Herbert
- 31. Oktober: 100. Geburtstag des deutschen Fußballspielers Fritz Walter
- 09. November: 100. Geburtstag der iranischen Physikerin und Astronomin Alenoush Terian
- 28. November: 200. Geburtstag des deutschen Philosophen Friedrich Engels
- 17. Dezember: 250. Geburtstag des deutsch/österreichischen Komponisten Ludwig van Beethoven

## Coronavirus
2020 war das Jahr der weltweiten Ausbreitung der vom chinesischen Wuhan ausgehenden COVID-19-Pandemie mit dem neuartigen Coronavirus SARS-CoV-2. Am 30. Januar 2020 stufte die WHO COVID-19 als Gesundheitliche Notlage internationaler Tragweite ein, am 11. März wurde der Ausbruch offiziell zur Pandemie erklärt. Zur selben Zeit reagierten zahlreiche Staaten weltweit mit Einschränkungen des öffentlichen Lebens wie Ausgangssperren und der Absage von Großveranstaltungen, um die Ausbreitung des Virus zu verlangsamen.
Bis Ende Dezember 2020 stieg die Zahl der bestätigten Infektionen auf über 80,1 Millionen weltweit; über 1,7 Millionen Erkrankte waren zu diesem Zeitpunkt gestorben. Auf die USA entfallen mit zu diesem Zeitpunkt knapp 18,8 Millionen Infizierten und über 330.000 Todesfällen mehr als ein Fünftel der weltweit registrierten Fälle und weltweit die meisten Todesfälle. Hier handelt es sich jedoch nur um die bestätigten Fallzahlen, ohne die Dunkelziffer. Berechnungen der Übersterblichkeit des britischen Wirtschaftsmagazins Economist haben ergeben, dass bis August 2020 ca. 1,5 bis 2 Millionen Menschen an den Folgen von COVID-19 verstorben sind und 500 bis 730 Millionen sich infiziert haben. Das sind 9,3 % der Weltbevölkerung.
Nachdem die Infektionszahlen im Sommer etwas gesunken waren, breitete sich die sogenannte „zweite Welle“ mit Beginn des Herbstes weltweit massiv aus. Die „dritte Welle“ mit der Alpha-Variante B.1.1.7 begann etwa im November 2020 in der englischen Grafschaft Kent.

## Jahreswidmungen
Das Organ der Weltgesundheitsorganisation (WHO), die World Health Assembly (WHA), erklärte 2020 zum Internationalen Jahr der Krankenschwester und Hebamme, da in diesem Jahr der 200. Geburtstag von Florence Nightingale begangen wurde.

## Kulturelle Referenzen
- Der Film V wie Vendetta spielt im dystopischen, futuristischen London im Jahr 2020.
- Der Film Mission to Mars spielt im Jahr 2020.
- Die Handlung des Films 2020 – Texas Gladiators spielt im Jahr 2020.
- Die Handlung des Films Die Herrschaft des Feuers spielt im Wesentlichen im Jahre 2020.
- Die Handlung des Films Valerian – Die Stadt der tausend Planeten beginnt im Jahr 2020.
- Die Handlung des Videospiels Crysis beginnt im Jahr 2020.

## Geboren
10. Mai: Charles von Luxemburg, luxemburgischer Thronfolger

## Gestorben

### Januar
- 01. Januar: Don Larsen, US-amerikanischer Baseballspieler (* 1929)
- 01. Januar: David Stern, US-amerikanischer Basketballfunktionär (* 1942)
- 02. Januar: Veronika Fitz, deutsche Volksschauspielerin (* 1936)
- 02. Januar: John Baldessari, US-amerikanischer Künstler (* 1931)
- 03. Januar: Qasem Soleimani, iranischer General (* 1957)
- 04. Januar: Sepp Achatz, deutscher Skilangläufer (* 1931)
- 05. Januar: Hans Tilkowski, deutscher Fußballtorwart und -trainer (* 1935)
- 07. Januar: Neil Peart, kanadischer Schlagzeuger und Texter der Rockband Rush (* 1952)
- 08. Januar: María del Pilar von Spanien, spanische Adelige (* 1936)
- 08. Januar: Geri Nasarski, deutsche Fernsehjournalistin (* 1944)
- 10. Januar: Wolfgang Dauner, deutscher Musiker (* 1935)
- 10. Januar: Alun Jones, Baron Chalfont, britischer Politiker (* 1919)
- 10. Januar: Guido Messina, italienischer Radrennfahrer (* 1931)
- 10. Januar: Qabus ibn Said, omanischer Sultan (* 1940)
- 15. Januar: Ferdinand Schmidt-Modrow, deutscher Schauspieler (* 1985)
- 16. Januar: Christopher Tolkien, britischer Mediävist und Autor (* 1924)
- 17. Januar: John Hine, britischer Automobilrennfahrer (* 1933)
- 17. Januar: Oswald Oberhuber, österreichischer Maler und Bildhauer (* 1931)
- 20. Januar: Wolfgang J. Fuchs, deutscher Sachbuchautor, freier Journalist und Comicexperte (* 1945)
- 20. Januar: Joseph Hannesschläger, deutscher Schauspieler und Musiker (* 1962)
- 21. Januar: Hédi Baccouche, tunesischer Politiker (* 1930)
- 21. Januar: Terry Jones, britischer Komiker, Filmregisseur und Schriftsteller (* 1942)
- 21. Januar: Tengis Sigua, georgischer Politiker (* 1934)
- 23. Januar: Gudrun Pausewang, deutsche Schriftstellerin (* 1928)
- 24. Januar: Fang-hua Li, chinesische Physikerin (* 1932)
- 24. Januar: Rob Rensenbrink, niederländischer Fußballspieler (* 1947)
- 24. Januar: Pete Stark, US-amerikanischer Politiker (* 1931)
- 24. Januar: Wes Wilson, US-amerikanischer Künstler (* 1937)
- 26. Januar: Kobe Bryant, US-amerikanischer Basketballspieler (* 1978)
- 27. Januar: Lina Ben Mhenni, tunesische Hochschuldozentin, Bloggerin und Journalistin (* 1983)
- 27. Januar: Olaf Bernstengel, deutscher Puppenspieler (* 1952)
- 31. Januar: Anne Cox Chambers, US-amerikanische Diplomatin und Unternehmerin (* 1919)
- 31. Januar: Mary Higgins Clark, US-amerikanische Schriftstellerin (* 1927)

### Februar
- 02. Februar: Mike Hoare, irischer Söldner und Autor (* 1919)
- 02. Februar: Mike Moore, neuseeländischer Politiker (* 1949)
- 03. Februar: Eberhard Lochmann, deutscher Brigadegeneral (* 1933)
- 03. Februar: Walentyna Schewtschenko, sowjetisch-ukrainische Politikerin (* 1935)
- 04. Februar: Kamau Brathwaite, barbadischer Schriftsteller (* 1930)
- 04. Februar: Daniel arap Moi, kenianischer Politiker (* 1924)
- 05. Februar: Stanley Cohen, US-amerikanischer Biochemiker und Nobelpreisträger (* 1922)
- 05. Februar: Kirk Douglas, US-amerikanischer Schauspieler (* 1916)
- 06. Februar: Jhon Jairo Velásquez, kolumbianischer Auftragsmörder (* 1962)
- 07. Februar: Orson Bean, US-amerikanischer Schauspieler (* 1928)
- 07. Februar: Lucille Eichengreen, US-amerikanische Holocaust-Überlebende (* 1925)
- 07. Februar: Nexhmije Pagarusha, jugoslawische bzw. kosovarische Sängerin (* 1933)
- 11. Februar: Joseph Vilsmaier, deutscher Filmregisseur (* 1939)
- 15. Februar: Karl Ludwig Schweisfurth, deutscher Unternehmer und Pionier der ökologischen Lebensmittelherstellung (* 1930)
- 16. Februar: Hartmut Goethe, deutscher Schiffs- und Tropenmediziner (* 1923)
- 17. Februar: Andrew Weatherall, britischer Musiker, Musikproduzent und DJ (* 1963)
- 17. Februar: Sonja Ziemann, deutsche Schauspielerin, Tänzerin und Sängerin (* 1926)
- 18. Februar: José Fernando Bonaparte, argentinischer Paläontologe (* 1928)
- 19. Februar: Inessa Koslowskaja, russische Neurophysiologin und Raumfahrtmedizinerin (* 1927)
- 19. Februar: Pop Smoke, US-amerikanischer Rapper und Songwriter (* 1999)
- 24. Februar: Mario Bunge, argentinischer Philosoph (* 1919)
- 24. Februar: Diana Serra Cary, US-amerikanische Filmschauspielerin (* 1918)
- 24. Februar: Katherine Johnson, US-amerikanische Mathematikerin (* 1918)
- 25. Februar: Dmitri Jasow, sowjetischer Politiker und Militär (* 1924)
- 25. Februar: Husni Mubarak, ägyptischer Politiker und Staatspräsident (* 1928)
- 25. Februar: Marie-Luise Nikuta, deutsche Mundartsängerin (* 1938)
- 26. Februar: Nexhmije Hoxha, albanische Politikerin (* 1921)
- 27. Februar: Burkhard Driest, deutscher Schauspieler und Autor (* 1939)
- 28. Februar: Freeman Dyson, britisch-US-amerikanischer Physiker und Mathematiker (* 1923)

### März
- 01. März: Ernesto Cardenal, nicaraguanischer Politiker und Dichter (* 1925)
- 01. März: Eberhard Figgemeier, deutscher Sportjournalist (* 1947)
- 02. März: Tabea Blumenschein, deutsche Schauspielerin, Regisseurin und Autorin (* 1952)
- 02. März: Ulay, deutscher Künstler (* 1943)
- 04. März: Javier Pérez de Cuéllar, peruanischer Diplomat und Politiker (* 1920)
- 04. März: Robert Schawlakadse, sowjetischer Leichtathlet und Olympiasieger (* 1933)
- 06. März: Henri Richard, kanadischer Eishockeyspieler (* 1936)
- 06. März: McCoy Tyner, US-amerikanischer Musiker (* 1938)
- 08. März: Max von Sydow, schwedischer Schauspieler (* 1929)
- 11. März: Burkhard Hirsch, deutscher Politiker (* 1930)
- 13. März: Horst Felbermayr senior, österreichischer Unternehmer und Autorennfahrer (* 1945)
- 13. März: Dana Zátopková, tschechische Speerwerferin und Ehefrau von Emil Zátopek (1922–2000)
- 15. März: Vittorio Gregotti, italienischer Architekt (* 1927)
- 17. März: Eduard Weniaminowitsch Limonow, russischer Schriftsteller (* 1943)
- 17. März: Manuel Serifo Nhamadjo, guinea-bissauischer Politiker (* 1958)
- 17. März: Betty Williams, nordirische Friedensaktivistin und Nobelpreisträgerin (* 1943)
- 18. März: Alfred Worden, US-amerikanischer Astronaut (* 1932)
- 20. März: Kenny Rogers, US-amerikanischer Country-Sänger und Songwriter (* 1938)
- 20. März: Borislav Stanković, jugoslawischer Basketballfunktionär (* 1925)
- 21. März: Hellmut Stern, deutscher Musiker und Autor (* 1928)
- 24. März: Alfred Gomolka, deutscher Politiker (* 1942)
- 24. März: Terrence McNally, US-amerikanischer Dramatiker (* 1938)
- 24. März: Albert Uderzo, französischer Zeichner (* 1927)
- 26. März: Michel Hidalgo, französischer Fußballspieler und -trainer (* 1933)
- 26. März: Jimmy Wynn, US-amerikanischer Baseballspieler (* 1942)
- 27. März: Hamed Karoui, tunesischer Politiker (* 1927)
- 27. März: Joseph Lowery, US-amerikanischer Pfarrer und Bürgerrechtler (* 1921)
- 28. März: Barbara Rütting, deutsche Schauspielerin, Autorin und Politikerin (* 1927)
- 28. März: Thomas Schäfer, deutscher Politiker (* 1966)
- 29. März: Philip Warren Anderson, US-amerikanischer Physiker und Nobelpreisträger (* 1923)
- 29. März: Krzysztof Penderecki, polnischer Komponist (* 1933)
- 30. März: Manolis Glezos, griechischer Politiker und Widerstandskämpfer (* 1922)
- 30. März: Hau Pei-tsun, taiwanisch-chinesischer Politiker und Militär (* 1919)
- 30. März: Bill Withers, US-amerikanischer Sänger (* 1938)
- 30. März: Joachim Yhombi-Opango, kongolesischer Politiker (* 1939)
- 31. März: Abd al-Halim Chaddam, syrischer Politiker (* 1932)

### April
- 01. April: Nur Hassan Hussein, somalischer Politiker (* 1938)
- 01. April: Rüdiger Nehberg, deutscher Aktivist für Menschenrechte (* 1935)
- 01. April: Adam Schlesinger, US-amerikanischer Musiker (* 1967)
- 02. April: Oskar Fischer, deutscher Politiker (* 1923)
- 02. April: Astrid N. Heiberg, norwegische Psychiaterin (* 1936)
- 04. April: Rafael Leonardo Callejas, honduranischer Politiker (* 1943)
- 05. April: Honor Blackman, britische Schauspielerin (* 1925)
- 05. April: Margaret Burbidge, britisch-US-amerikanische Astrophysikerin (* 1919)
- 05. April: Mahmud Dschibril, libyscher Politiker (* 1952)
- 06. April: William R. Polk, US-amerikanischer Historiker und politischer Berater (* 1929)
- 08. April: Georges Hacquin, belgischer Autorennfahrer (* 1924)
- 08. April: Valeriu Muravschi, moldawischer Politiker (* 1949)
- 09. April: Ernst-Georg Schwill, deutscher Schauspieler (* 1939)
- 11. April: John Horton Conway, britischer Mathematiker (* 1937)
- 11. April: Justus Dahinden, Schweizer Architekt (* 1925)
- 11. April: Edem Kodjo, togoischer Politiker (* 1938)
- 12. April: Stirling Moss, britischer Automobilrennfahrer (* 1929)
- 14. April: Markus Raetz, Schweizer Künstler (* 1941)
- 15. April: Allen Daviau, US-amerikanischer Kameramann (* 1942)
- 15. April: John Houghton, britischer Klimaforscher (* 1931)
- 15. April: Horst Müller, deutscher Pädagoge, Laienspielleiter, Theater-Regisseur und Autor (* 1929)
- 16. April: Ulrich Kienzle, deutscher Journalist, Publizist und Nahostexperte (* 1936)
- 16. April: Luis Sepúlveda, chilenischer Schriftsteller und politischer Aktivist (* 1949)
- 18. April: Leon Boden, deutscher Schauspieler und Synchronsprecher (* 1958)
- 18. April: Richard Wadani, österreichischer Deserteur der Wehrmacht und politischer Aktivist (* 1922)
- 20. April: Hein Bollow, deutscher Jockey und Galopptrainer (* 1920)
- 21. April: Abdel Rahim el-Kib, libyscher Politiker (* 1950)
- 21. April: Donald Kennedy, US-amerikanischer Biologe und Herausgeber (* 1931)
- 21. April: Teruyuki Okazaki, japanischer Karateka, Träger des 10. Dan (* 1931)
- 21. April: Laisenia Qarase, fidschianischer Politiker (* 1941)
- 21. April: Florian Schneider-Esleben, deutscher Musiker (* 1947)
- 21. April: Craig Shergold, britischer Krebspatient und Grußkarten-Empfänger (* 1979)
- 22. April: Hartwig Gauder, deutscher Leichtathlet (Geher) und Olympiasieger (* 1954)
- 23. April: Norbert Blüm, deutscher Politiker (CDU) und Publizist (* 1935)
- 25. April: Per Olov Enquist, schwedischer Schriftsteller (* 1934)
- 26. April: Otto Mellies, deutscher Schauspieler und Synchronsprecher (* 1931)
- 29. April: Giacomo Dalla Torre del Tempio di Sanguinetto, Großmeister des Malteserordens (* 1944)
- 29. April: Denis Goldberg, südafrikanischer Bürgerrechtler (* 1933)
- 29. April: Irrfan Khan, indischer Schauspieler (* 1967)
- 29. April: Jānis Lūsis, sowjetischer Speerwerfer und Olympiasieger (* 1939)
- 29. April: Maj Sjöwall, schwedische Schriftstellerin und Übersetzerin (* 1935)
- 30. April: Tony Allen, nigerianischer Musiker (* 1940)
- 30. April: Sam Lloyd, US-amerikanischer Schauspieler (* 1963)00.

### Mai
- 01. Mai: Sabine Zimmermann, deutsche Fernsehmoderatorin (* 1951)
- 04. Mai: Manfred Paul, deutscher Evangelist, Seelsorger, Leiter zweier Missionswerke und Autor (* 1938)
- 05. Mai: Millie Small, jamaikanische Musikerin (* 1946)
- 08. Mai: Roy Horn, deutscher Zauberkünstler und Dompteur (* 1944)
- 09. Mai: Pascal FEOS, deutscher Discjockey und Musikproduzent (* 1968)
- 09. Mai: Roger Bruns, deutscher Eishockeyspieler (* 1972)
- 09. Mai: Little Richard, US-amerikanischer Rock-’n’-Roll-Sänger und Pianist (* 1932)
- 11. Mai: Jerry Stiller, US-amerikanischer Schauspieler (* 1927)
- 12. Mai: Astrid Kirchherr, deutsche Fotografin und Künstlerin (* 1938)
- 12. Mai: Michel Piccoli, französischer Theater- und Filmschauspieler (* 1925)
- 13. Mai: Rolf Hochhuth, deutscher Dramatiker (* 1931)
- 13. Mai: Aen Sauerborn, deutsche Malerin, Bildhauerin und Objektkünstlerin (* 1933)
- 15. Mai: Fred Willard, US-amerikanischer Schauspieler (* 1933)
- 16. Mai: Henny Brenner, deutsche Schriftstellerin (* 1924)
- 17. Mai: Alexandre Malempré, belgisch-deutscher Trompeter (* 1939)
- 17. Mai: Peter Thomas, deutscher Filmkomponist, Dirigent und Arrangeur (* 1925)
- 18. Mai: Hanna Seiffert, deutsche Schauspielerin (* 1930)
- 21. Mai: Markus Klaer, deutscher Politiker (* 1968)
- 21. Mai: Gerd Strack, deutscher Fußballspieler (* 1955)
- 21. Mai: Oliver E. Williamson, US-amerikanischer Wirtschaftswissenschaftler und Nobelpreisträger (* 1932)
- 22. Mai: Mory Kanté, guineischer Musiker (* 1950)
- 22. Mai: Albert Memmi, tunesisch-französischer Schriftsteller und Soziologe (* 1920)
- 22. Mai: Jerry Sloan, US-amerikanischer Basketballspieler und -trainer (* 1942)
- 25. Mai: George Floyd, US-amerikanisches Opfer von Polizeigewalt (* 1973)
- 25. Mai: Renate Krößner, deutsche Schauspielerin (* 1945)
- 25. Mai: Paolo Marzotto, italienischer Unternehmer und Autorennfahrer (* 1930)
- 26. Mai: Irm Hermann, deutsche Schauspielerin (* 1942)
- 26. Mai: Albert Lipfert, deutscher Tierarzt und Politiker (* 1930)
- 27. Mai: John D. Gearhart, US-amerikanischer Stammzellforscher (* 1943)
- 27. Mai: Larry Kramer, US-amerikanischer Autor und Dramatiker (* 1935)
- 28. Mai: Bob Weighton, britischer Altersrekordler (* 1908)
- 29. Mai: Alfred Kolleritsch, österreichischer Schriftsteller (* 1931)
- 29. Mai: Abderrahmane Youssoufi, marokkanischer Politiker (* 1924)
- 31. Mai: Christo, bulgarisch-US-amerikanischer Aktionskünstler (* 1935)

### Juni
- 02. Juni: Werner Böhm, deutscher Musiker (* 1941)
- 02. Juni: Wes Unseld, US-amerikanischer Basketballspieler (* 1946)
- 07. Juni: Manfred Andrae, deutscher Schauspieler, Synchronsprecher und Dokumentarfilmer (* 1933)
- 08. Juni: Klaus Berger, deutscher Theologe (* 1940)
- 08. Juni: Pierre Nkurunziza, burundischer Politiker (* 1964)
- 08. Juni: Bonnie Pointer, US-amerikanische Sängerin (* 1950)
- 11. Juni: Emmanuel Issoze-Ngondet, gabunischer Politiker (* 1961)
- 14. Juni: Keith Tippett, britischer Jazz-Pianist (* 1947)
- 17. Juni: Willie Thorne, englischer Snookerspieler (* 1954)
- 18. Juni: Claus Biederstaedt, deutscher Schauspieler und Synchronsprecher (* 1928)
- 18. Juni: Sergei Nikititsch Chruschtschow, russisch-amerikanischer Raumfahrtingenieur und Politikwissenschaftler (* 1935)
- 18. Juni: Vera Lynn, britische Sängerin (* 1917)
- 19. Juni: Ian Holm, britischer Schauspieler (* 1931)
- 19. Juni: Carlos Ruiz Zafón, spanischer Schriftsteller (* 1964)
- 21. Juni: Jürgen Holtz, deutscher Schauspieler und bildender Künstler (* 1932)
- 22. Juni: Juan Fernández, spanischer Autorennfahrer (* 1930)
- 22. Juni: Joel Schumacher, US-amerikanischer Filmregisseur und Drehbuchautor (* 1939)
- 25. Juni: Peter Toschek, deutscher Physiker (* 1933)
- 29. Juni: Gernot Endemann, deutscher Schauspieler und Synchronsprecher (* 1942)
- 29. Juni: Carl Reiner, US-amerikanischer Schauspieler, Komiker und Filmregisseur (* 1922)

### Juli
- 01. Juli: Heinrich Fink, deutscher Theologe, Hochschullehrer und Politiker (* 1935)
- 01. Juli: Georg Ratzinger, deutscher Priester und Kirchenmusiker. Bruder von Benedikt XVI. (* 1924)
- 02. Juli: Tilo Prückner, deutscher Schauspieler und Autor (* 1940)
- 03. Juli: Lore Krainer, österreichische Kabarettistin, Sängerin, Komponistin und Autorin (* 1930)
- 04. Juli: Frithjof Vierock, deutscher Schauspieler (* 1943)
- 05. Juli: Willi Holdorf, deutscher Leichtathlet (Zehnkampf) und Fußballtrainer (* 1940)
- 06. Juli: Ennio Morricone, italienischer Komponist und Dirigent (* 1928)
- 08. Juli: Amadou Gon Coulibaly, ivorischer Politiker (* 1959)
- 08. Juli: Finn Christian Jagge, norwegischer Skirennläufer (* 1966)
- 08. Juli: Naya Rivera, US-amerikanische Schauspielerin, Sängerin und Model (* 1987)
- 08. Juli: William Wolff, deutsch-britischer Journalist und Rabbiner (* 1927)
- 08. Juli: Flossie Wong-Staal, chinesisch-US-amerikanische Virologin und Molekularbiologin (* 1946)
- 09. Juli: Park Won-soon, südkoreanischer Jurist und Politiker (* 1956)
- 10. Juli: Miloš Jakeš, tschechoslowakischer Politiker (* 1922)
- 13. Juli: Grant Imahara, US-amerikanischer Ingenieur und Fernsehmoderator (* 1970)
- 13. Juli: Zindzi Mandela, südafrikanische Lyrikerin und Politikerin (* 1960)
- 14. Juli: Gabriele Buschmeier, deutsche Musikwissenschaftlerin (* 1955)
- 14. Juli: Noël Martin, britisch-jamaikanischer Bauunternehmer, Opfer rechter Gewalt in Deutschland (* 1959)
- 16. Juli: Delphine Zanga Tsogo, kamerunische Autorin und Politikerin (* 1935)
- 17. Juli: John Lewis, US-amerikanischer Politiker und Bürgerrechtler (* 1940)
- 20. Juli: Neil Crang, australischer Autorennfahrer (* 1949)
- 20. Juli: Wiktor Alexandrowitsch Tschischikow, russischer Illustrator (* 1935)
- 21. Juli: Andrew Mlangeni, südafrikanischer Anti-Apartheid-Aktivist (* 1925)
- 22. Juli: Alexander Gussew, russischer Eishockeyspieler und -trainer (* 1947)
- 22. Juli: Stephan Trepte, deutscher Rockmusiker (* 1950)
- 24. Juli: Benjamin William Mkapa, tansanischer Politiker (* 1938)
- 24. Juli: Regis Philbin, US-amerikanischer Fernsehmoderator (* 1931)
- 25. Juli: Peter Green, britischer Bluesrock-Gitarrist (* 1946)
- 26. Juli: Olivia de Havilland, britisch-amerikanische Schauspielerin (* 1916)
- 26. Juli: Lluís Serrahima i Villavecchia, katalanischer Schriftsteller und Liedermacher (* 1931)
- 26. Juli: Hans-Jochen Vogel, deutscher Politiker (* 1926)
- 27. Juli: Owen Arthur, barbadischer Politiker (* 1949)
- 28. Juli: Gisèle Halimi, französische Anwältin und Politikerin (* 1927)
- 30. Juli: Lee Teng-hui, taiwanischer Politiker (* 1923)
- 31. Juli: Alan Parker, britischer Regisseur und Drehbuchautor (* 1944)00.
- 31. Juli: Andreas Schubert, deutscher Fernfahrer, Fuhrunternehmer und Bodybuilder (* 1975)

### August
- 03. August: John Hume, nordirischer Politiker und Friedensnobelpreisträger (* 1937)
- 04. August: Frances E. Allen, US-amerikanische Informatikerin (* 1932)
- 07. August: Adin Steinsaltz, israelischer Rabbiner (* 1937)
- 09. August: Fips Asmussen, deutscher Komiker und Alleinunterhalter (* 1938)
- 11. August: Trini Lopez, US-amerikanischer Pop-Sänger (* 1937)
- 18. August: Ben Cross, britischer Schauspieler (* 1947)
- 19. August: Helmut Hubacher, Schweizer Politiker, Autor und Kolumnist (* 1926)
- 20. August: Branko Kostić, jugoslawischer Politiker (* 1939)
- 24. August: Pascal Lissouba, kongolesischer Politiker (* 1931)
- 24. August: Erika Richter, deutsche Dramaturgin (* 1938)
- 24. August: Wolfgang Uhlmann, deutscher Schachspieler (* 1935)
- 28. August: Chadwick Boseman, US-amerikanischer Schauspieler (* 1976)
- 29. August: Uli Stein, deutscher Cartoonist und Fotograf (* 1946)
- 31. August: Pranab Mukherjee, indischer Politiker (* 1935)

### September
- 02. September: David Graeber, US-amerikanischer Anthropologe (* 1961)
- 03. September: Birol Ünel, deutscher Schauspieler (* 1961)
- 05. September: Jiří Menzel, tschechischer Regisseur und Schauspieler (* 1938)
- 09. September: George Bizos, südafrikanischer Menschenrechtsanwalt (* 1927)
- 09. September: Shere Hite, US-amerikanische bzw. deutsche Sexualwissenschaftlerin (* 1942)
- 10. September: Diana Rigg, britische Schauspielerin (* 1938)
- 10. September: Norbert Schultze junior, deutscher Komponist und Regisseur (* 1942)
- 11. September: Christian Poncelet, französischer Politiker (* 1928)
- 14. September: William H. Gates, Sr., US-amerikanischer Anwalt, Philanthrop und Buchautor (* 1925)
- 15. September: Moussa Traoré, malischer Präsident (* 1936)
- 18. September: Ruth Bader Ginsburg, US-amerikanische Juristin und Richterin am Supreme Court (* 1933)
- 18. September: Joachim Kunert, deutscher Regisseur (* 1929)
- 19. September: John Turner, kanadischer Politiker (* 1929)
- 20. September: Ken Blaiklock, britischer Geodät und Polarforscher (* 1927)
- 21. September: Arthur Ashkin, US-amerikanischer Physiker und Nobelpreisträger (* 1922)
- 21. September: Michael Lonsdale, französisch-britischer Schauspieler (* 1931)
- 22. September: Michael Gwisdek, deutscher Schauspieler und Regisseur (* 1942)
- 23. September: Juliette Gréco, französische Chansonsängerin und Schauspielerin (* 1927)
- 27. September: Wolfgang Clement, deutscher Politiker (* 1940)
- 29. September: Hans Rudolf Güdemann, deutscher Architekt und Stadtplaner (* 1938)
- 29. September: Sabah al-Ahmad al-Dschabir as-Sabah, kuwaitischer Emir (* 1929)

### Oktober
- 01. Oktober: Maud Hansson, schwedische Schauspielerin (* 1937)
- 04. Oktober: Günter de Bruyn, deutscher Schriftsteller (* 1926)
- 05. Oktober: Karlheinz Drechsel, deutscher Musikjournalist und Jazzmusiker (* 1930)
- 05. Oktober: Ruth Klüger, deutsch-US-amerikanische Literaturwissenschaftlerin und Schriftstellerin (* 1931)
- 06. Oktober: Herbert Feuerstein, deutscher Kabarettist (* 1937)
- 06. Oktober: Johnny Nash, US-amerikanischer Sänger (* 1940)
- 06. Oktober: Eddie Van Halen, niederländisch-US-amerikanischer Musiker (* 1955)
- 07. Oktober: Mario J. Molina, mexikanischer Chemiker und Nobelpreisträger (* 1943)
- 08. Oktober: Ali Khalif Galaid, somalischer Politiker (* 1941)
- 08. Oktober: Charles Moore, US-amerikanischer Hürdenläufer und Olympiasieger (* 1929)
- 11. Oktober: Erich Gusko, deutscher Kameramann (* 1930)
- 12. Oktober: Aldo Brovarone, italienischer Automobildesigner (* 1926)
- 12. Oktober: Conchata Ferrell, US-amerikanische Schauspielerin (* 1943)
- 14. Oktober: Rhonda Fleming, US-amerikanische Schauspielerin und Sängerin (* 1923)
- 14. Oktober: Herbert Kretzmer, südafrikanischer Liedtexter (* 1925)
- 14. Oktober: Kuniwo Nakamura, palauischer Politiker (* 1943)
- 15. Oktober: Bhanu Athaiya, indische Kostümbildnerin (* 1926)
- 16. Oktober: José Alvarez-Brill, deutscher Musiker, Komponist und Produzent (* 1963)
- 16. Oktober: Anthony Chisholm, US-amerikanischer Schauspieler (* 1943)
- 18. Oktober: René Felber, Schweizer Politiker (* 1933)
- 19. Oktober: Horst Beseler, deutscher Schriftsteller (* 1925)
- 19. Oktober: Spencer Davis, britischer Rockmusiker (* 1939)
- 23. Oktober: Jerry Jeff Walker, US-amerikanischer Sänger (* 1942)
- 24. Oktober: Izzat Ibrahim ad-Duri, irakischer Politiker (* 1942)
- 25. Oktober: Lee Kun-hee, südkoreanischer Manager, CEO des Samsung-Konzerns (* 1942)
- 25. Oktober: Thomas Oppermann, deutscher Politiker, Vizepräsident des Deutschen Bundestags (* 1954)
- 25. Oktober: Horst H. Vollmer, deutscher Hörspielregisseur und -sprecher (* 1935)
- 27. Oktober: Cornelius Weiss, deutscher Chemiker und Politiker (* 1933)
- 30. Oktober: Amfilohije Radović, serbisch-orthodoxer Metropolit von Montenegro und dem Küstenland (* 1938)
- 30. Oktober: Mesut Yılmaz, türkischer Politiker (* 1947)
- 31. Oktober: Sean Connery, britischer Schauspieler (* 1930)

### November
- 01. November: Stephan Orlac, deutscher Schauspieler (* 1931)
- 02. November: Dietrich Adam, deutscher Schauspieler (* 1953)
- 02. November: Rajko Đurić, jugoslawischer bzw. serbischer Autor und Politiker (* 1947)
- 02. November: Roy Edwards, US-amerikanischer Politiker (* 1954)
- 02. November: Ahmed Laraki, marokkanischer Politiker (* 1931)
- 03. November: Justin Sonder, deutscher Holocaustüberlebender (* 1925)
- 04. November: Ken Hensley, britischer Keyboarder, Gitarrist und Sänger (* 1945)
- 06. November: King Von, US-amerikanischer Rapper (* 1994)
- 07. November: Anneliese Friedmann, deutsche Verlegerin (* 1927)
- 09. November: Amadou Toumani Touré, malischer Politiker (* 1948)
- 10. November: Saeb Erekat, palästinensischer Politiker (* 1955)
- 11. November: Chalifa bin Salman Al Chalifa, bahrainischer Politiker (* 1935)
- 12. November: Masatoshi Koshiba, japanischer Physiker und Nobelpreisträger (* 1926)
- 12. November: Jerry Rawlings, ghanaischer Politiker (* 1947)
- 12. November: Gernot Roll, deutscher Kameramann und Regisseur (* 1939)
- 14. November: Jay E. Adams, US-amerikanischer reformierter Theologe, Psychologe und Autor (* 1929)
- 16. November: Walid al-Muallim, syrischer Politiker und Diplomat (* 1941)
- 16. November: Bruce Swedien, US-amerikanischer Toningenieur (* 1934)
- 18. November: Michel Robin, französischer Schauspieler (* 1930)
- 19. November: Harald Ringstorff, deutscher Politiker und Ministerpräsident von Mecklenburg-Vorpommern (* 1939)
- 20. November: Daniel Cordier, französischer Widerstandskämpfer, Kunsthändler und Historiker (* 1920)
- 20. November: Udo Walz, deutscher Friseur (* 1944)
- 22. November: Geert Müller-Gerbes, deutscher Pressereferent, Journalist und Fernsehmoderator (* 1937)
- 23. November: Karl Dall, deutscher Fernsehmoderator, Sänger, Schauspieler und Komiker (* 1941)
- 23. November: David Dinkins, US-amerikanischer Politiker (* 1927)
- 24. November: Mamadou Tandja, nigrischer Politiker (* 1938)
- 25. November: Diego Maradona, argentinischer Fußballspieler und -trainer (* 1960)
- 25. November: James Wolfensohn, australisch-US-amerikanischer Ökonom (* 1933)
- 26. November: Sadiq al-Mahdi, sudanesischer Politiker (* 1935)
- 28. November: David Prowse, britischer Schauspieler (* 1935)
- 29. November: Papa Bouba Diop, senegalesischer Fußballspieler (* 1978)

### Dezember
- 02. Dezember: Valéry Giscard d’Estaing, französischer Politiker (* 1926)
- 02. Dezember: Zafarullah Khan Jamali, pakistanischer Politiker (* 1944)
- 06. Dezember: Tabaré Vázquez, uruguayischer Politiker (* 1940)
- 07. Dezember: Chuck Yeager, US-amerikanischer Testpilot und Weltkriegsveteran (* 1923)
- 09. Dezember: Wjatschaslau Kebitsch, belarussischer Politiker (* 1936)
- 09. Dezember: Paolo Rossi, italienischer Fußballspieler (* 1956)
- 10. Dezember: Tommy Lister, US-amerikanischer Wrestler und Schauspieler (* 1958)
- 10. Dezember: Barbara Windsor, britische Schauspielerin (* 1937)
- 11. Dezember: Gotthilf Fischer, deutscher Chorleiter (* 1928)
- 12. Dezember: John le Carré, britischer Schriftsteller (* 1931)
- 12. Dezember: Jack Steinberger, US-amerikanischer Physiker und Nobelpreisträger (* 1921)
- 12. Dezember: Fikre Selassie Wogderess, äthiopischer Politiker (* 1945)
- 13. Dezember: Ambrose Dlamini, eswatinischer Politiker (* 1968)
- 16. Dezember: Lotte Brainin, österreichische Widerstandskämpferin und Holocaustüberlebende (* 1920)
- 16. Dezember: Flavio Cotti, Schweizer Politiker (* 1939)
- 17. Dezember: Pierre Buyoya, burundischer Politiker (* 1949)
- 18. Dezember: Òscar Ribas Reig, andorranischer Politiker (* 1936)
- 19. Dezember: Mekere Morauta, papua-neuguineischer Politiker (* 1946)
- 20. Dezember: Dietrich Weise, deutscher Fußballspieler und -trainer (* 1934)
- 22. Dezember: Claude Brasseur, französischer Schauspieler (* 1936)
- 22. Dezember: Edmund M. Clarke, US-amerikanischer Informatiker (* 1945)
- 22. Dezember: Mohamed Moustafa Mero, syrischer Politiker (* 1941)
- 23. Dezember: James Gunn, US-amerikanischer Schriftsteller (* 1923)
- 24. Dezember: Ivry Gitlis, israelisch-französischer Violinist (* 1922)
- 26. Dezember: Milka Babović, jugoslawische Sprint- und Hürdenläuferin sowie Journalistin (* 1928)
- 26. Dezember: George Blake, britischer Doppelagent (* 1922)
- 26. Dezember: Brodie Lee, US-amerikanischer Wrestler (* 1979)
- 29. Dezember: Pierre Cardin, französischer Modeschöpfer und Unternehmer (* 1922)
- 29. Dezember: Margot Wicki-Schwarzschild, deutsche Holocaustüberlebende (* 1931)
- 30. Dezember: Samuel Little, US-amerikanischer Serienmörder (* 1940)
- 30. Dezember: Walther Tröger, deutscher Sportfunktionär (* 1929)
- 31. Dezember: Robert Hossein, französischer Schauspieler und Regisseur (* 1927)

### Galerie der Verstorbenen
(Die Jahreszahlen beziehen sich auf das Aufnahmejahr)

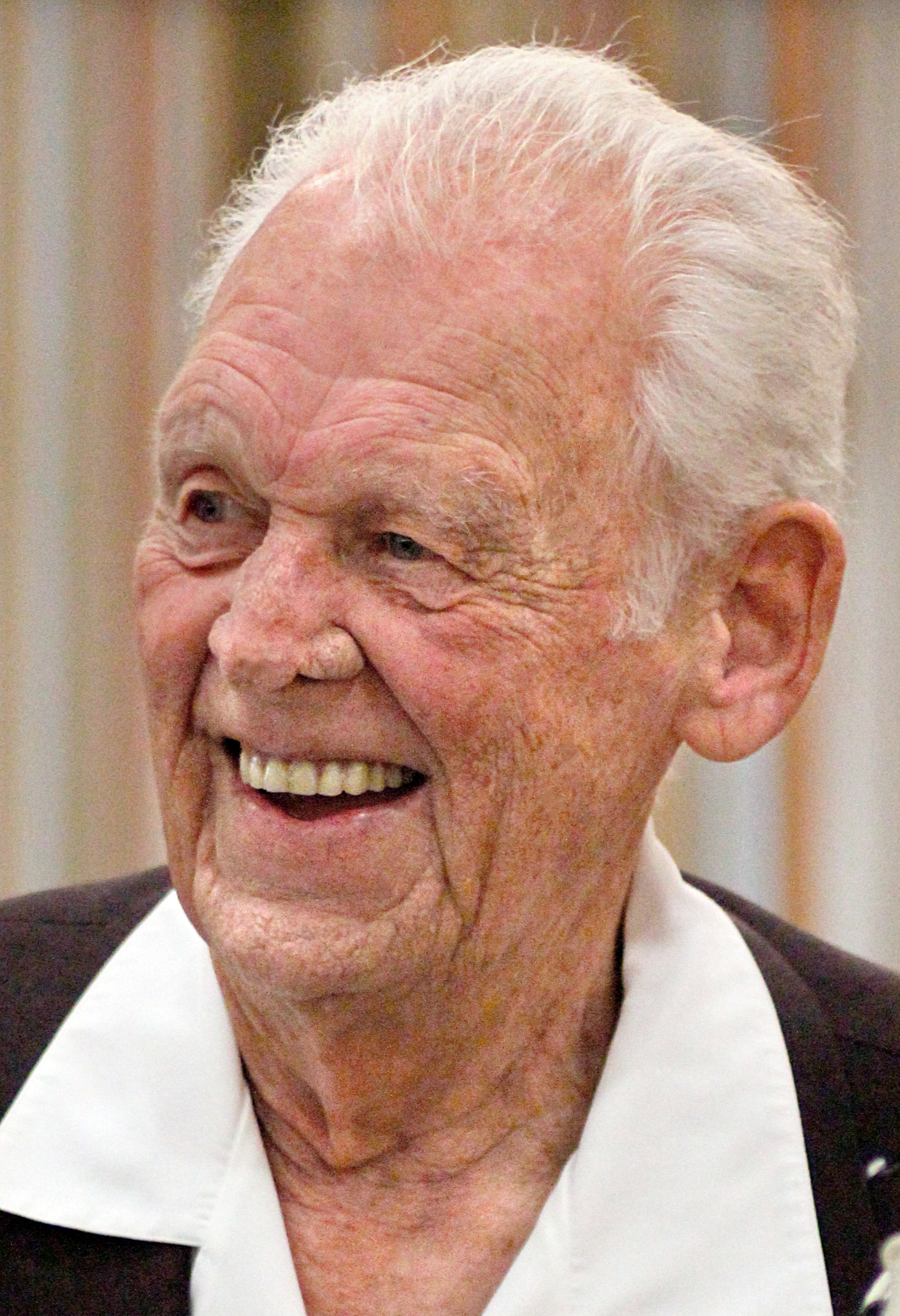
1. Januar: Don Larsen (2013) (90)
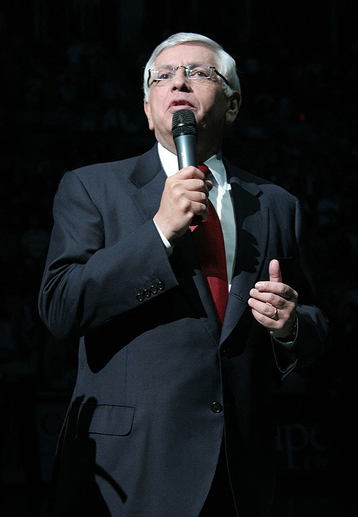
1. Januar: David Stern (2007) (77)
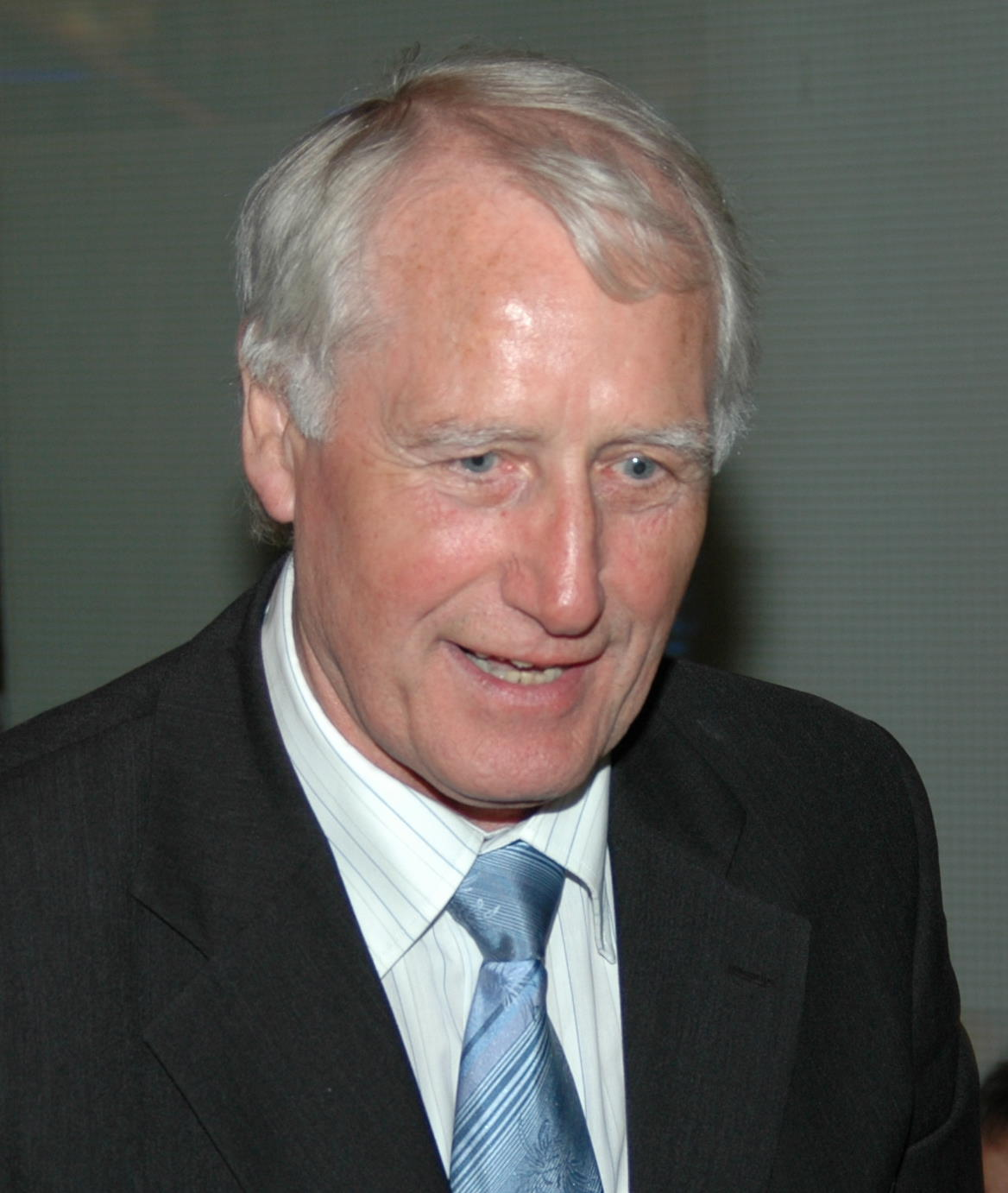
5. Januar: Hans Tilkowski (2005) (84)
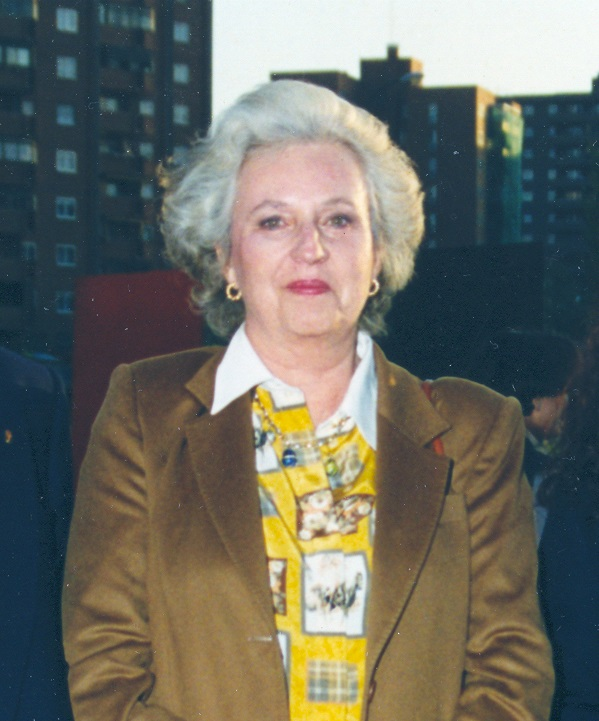
8. Januar: María del Pilar von Spanien (2013) (83)
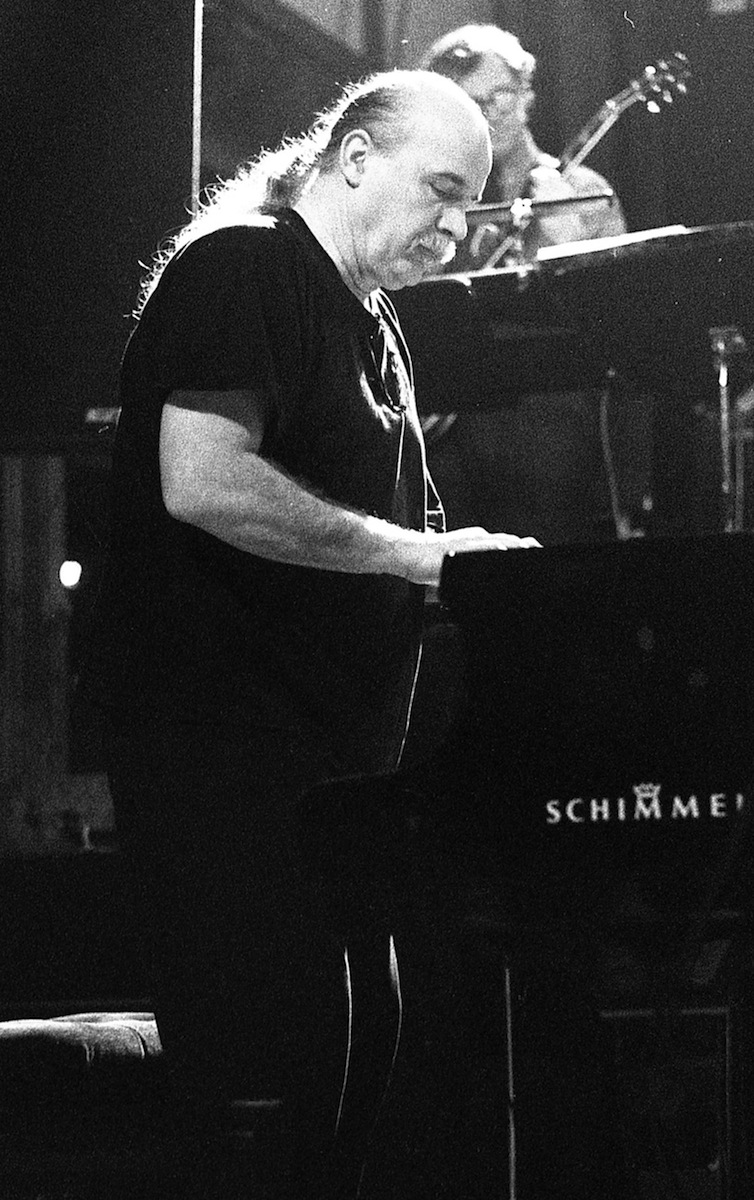
10. Januar: Wolfgang Dauner (1992) (84)
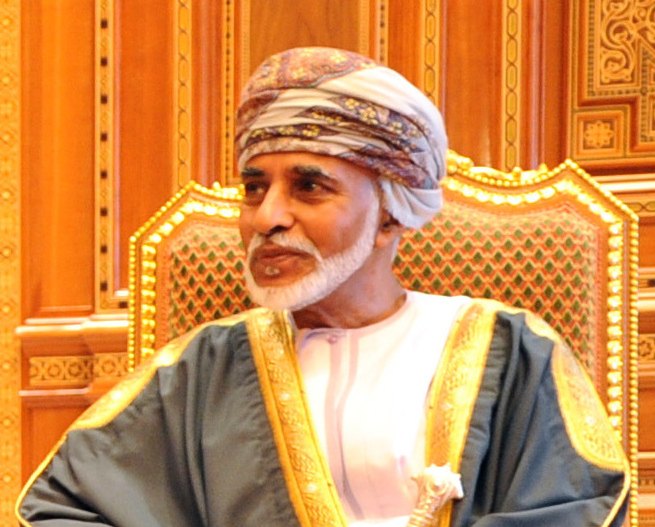
10. Januar: Qabus ibn Said (2013) (79)
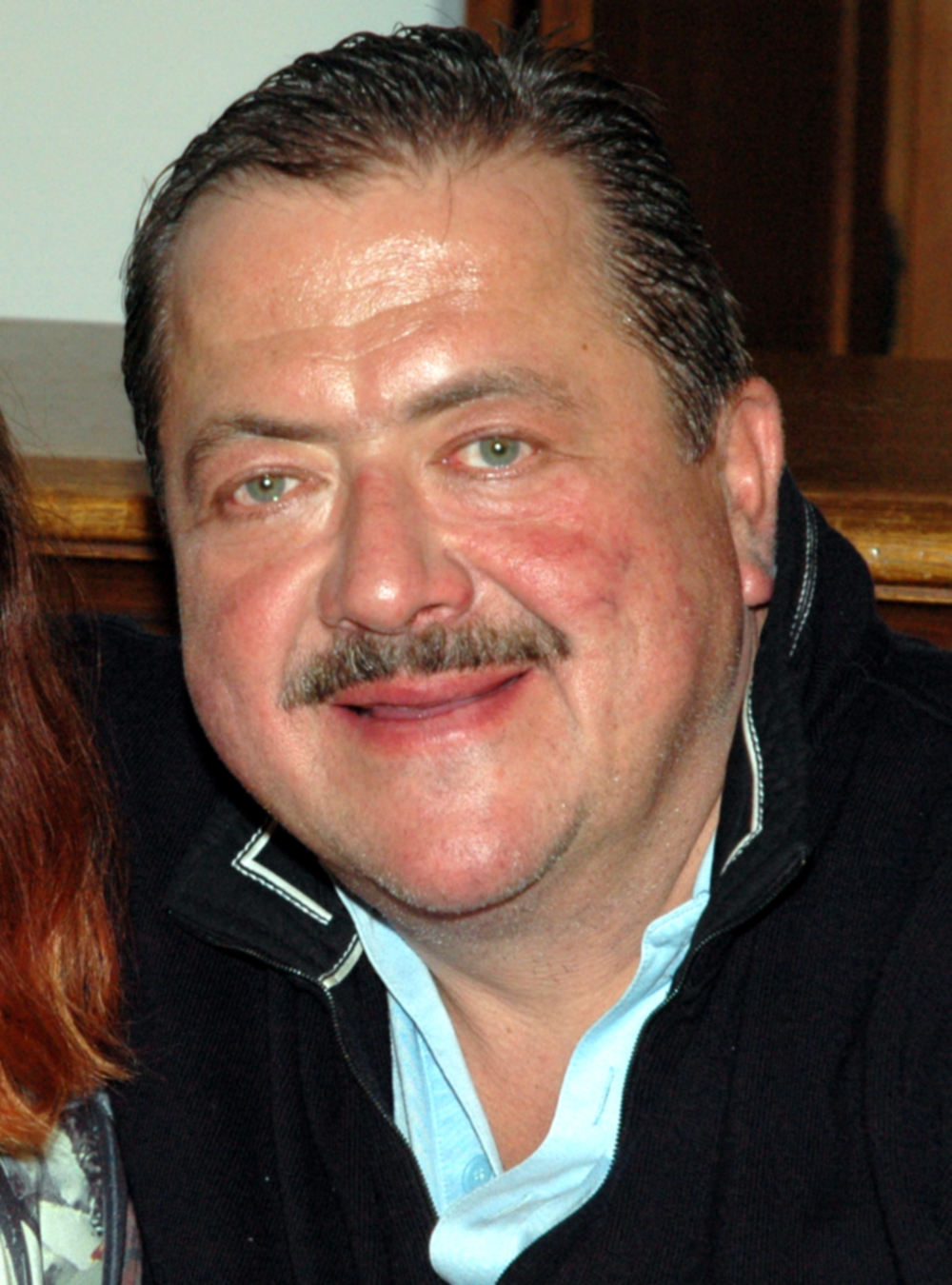
20. Januar: Joseph Hannesschläger (2011) (57)
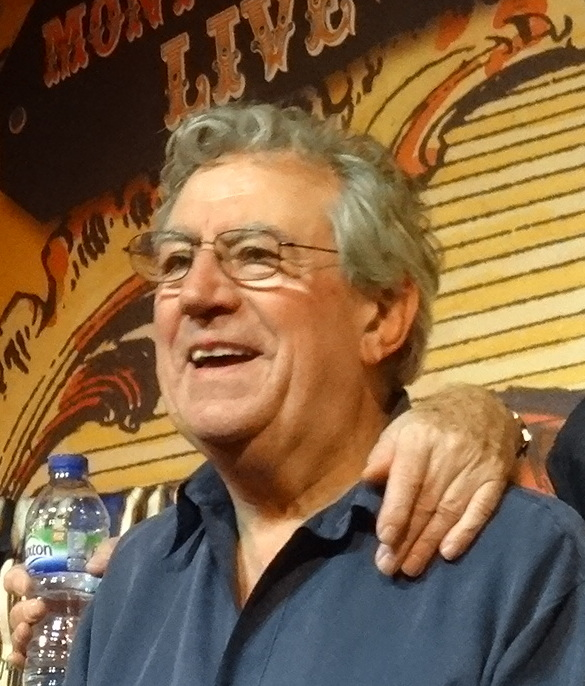
21. Januar: Terry Jones (2014) (77)
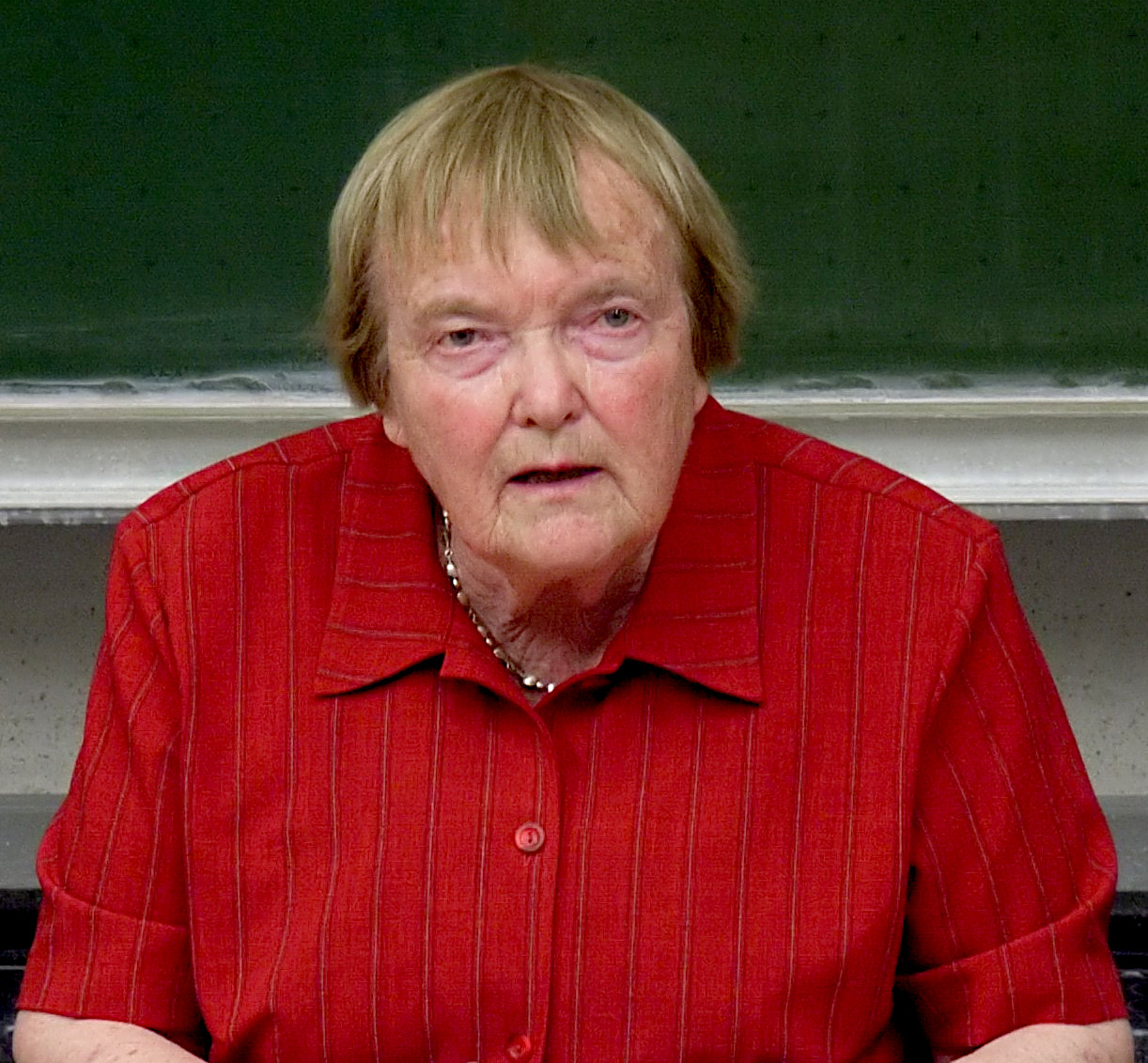
23. Januar: Gudrun Pausewang (2008) (91)
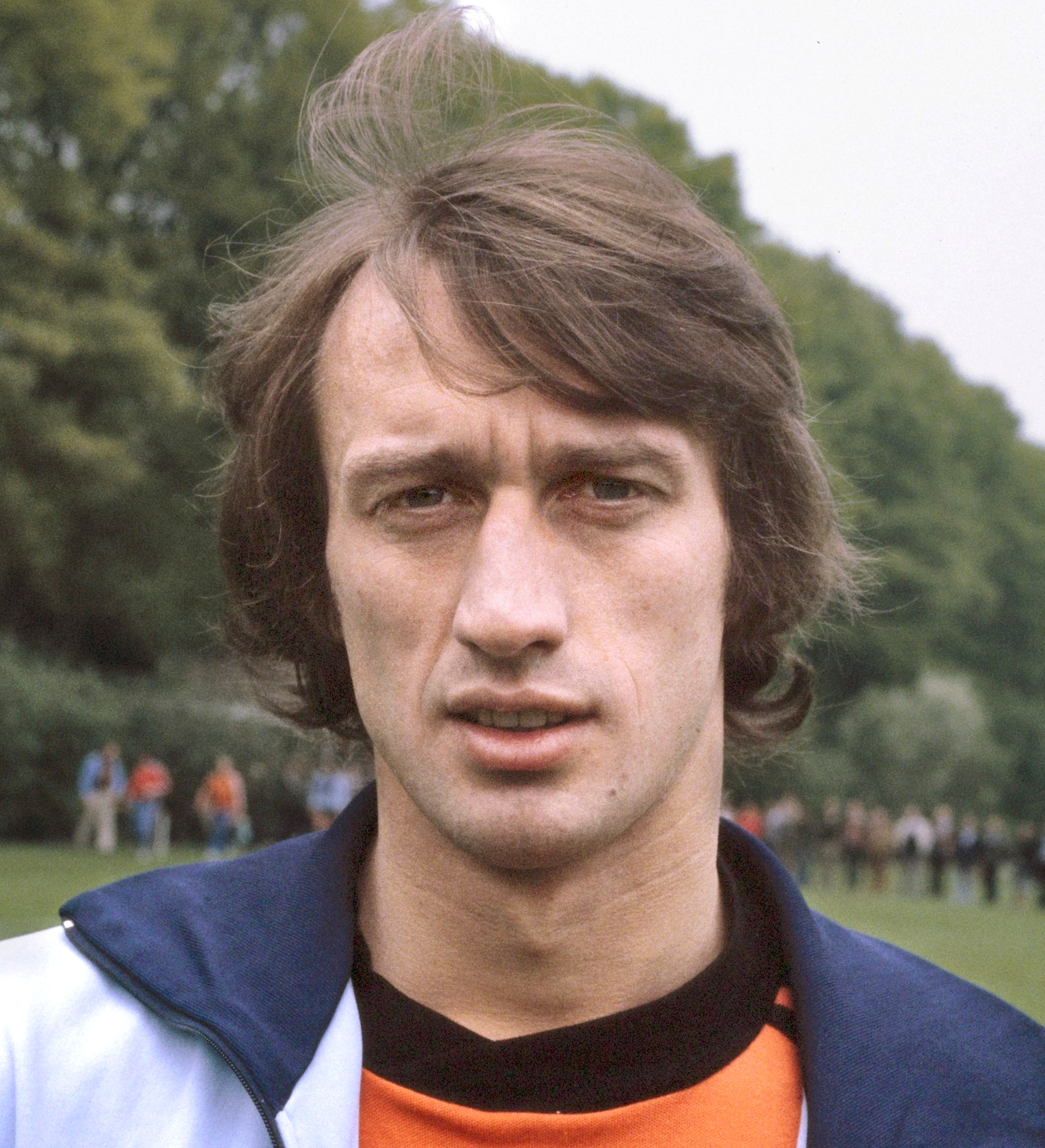
24. Januar: Rob Rensenbrink (1978) (72)
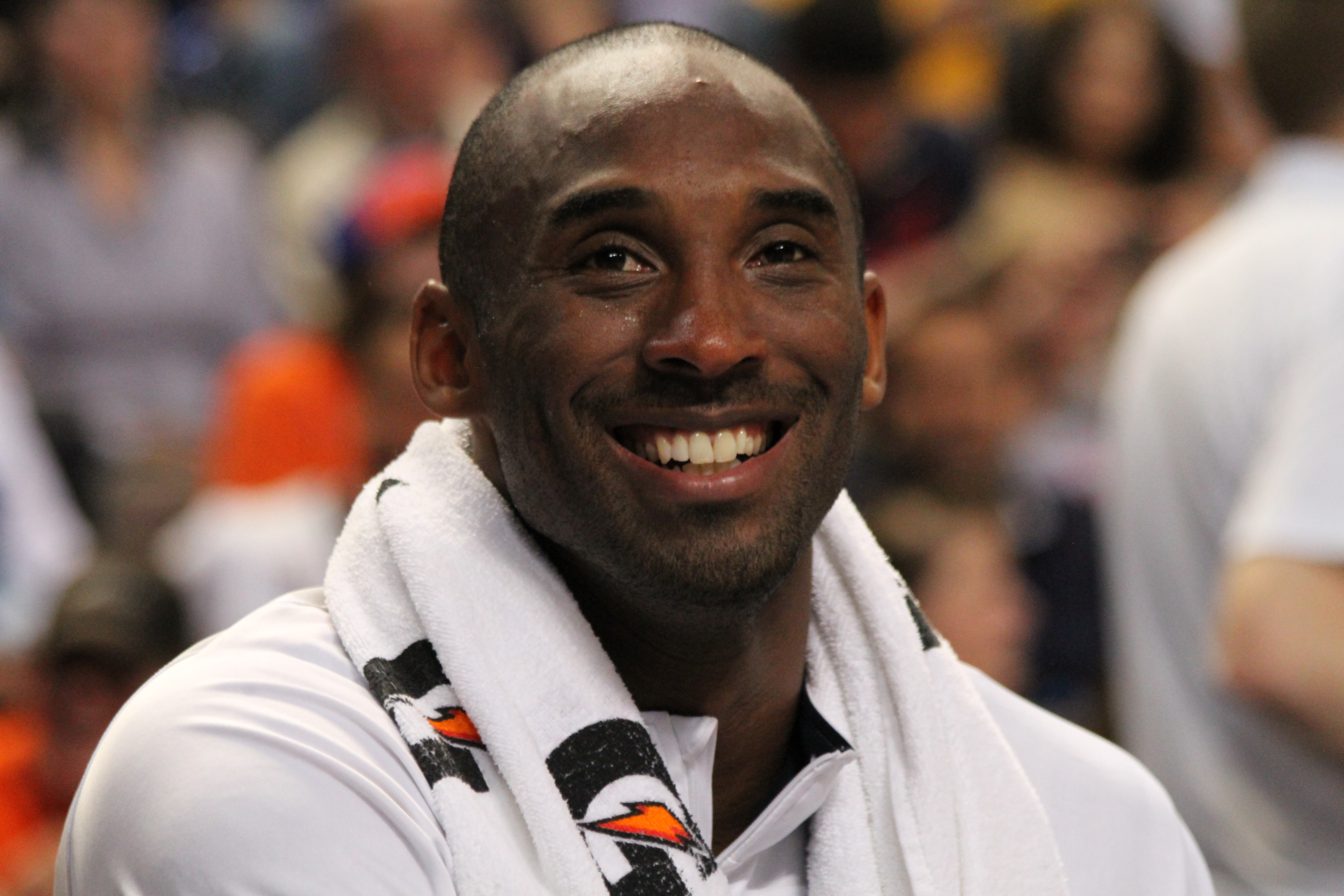
26. Januar: Kobe Bryant (2012) (41)
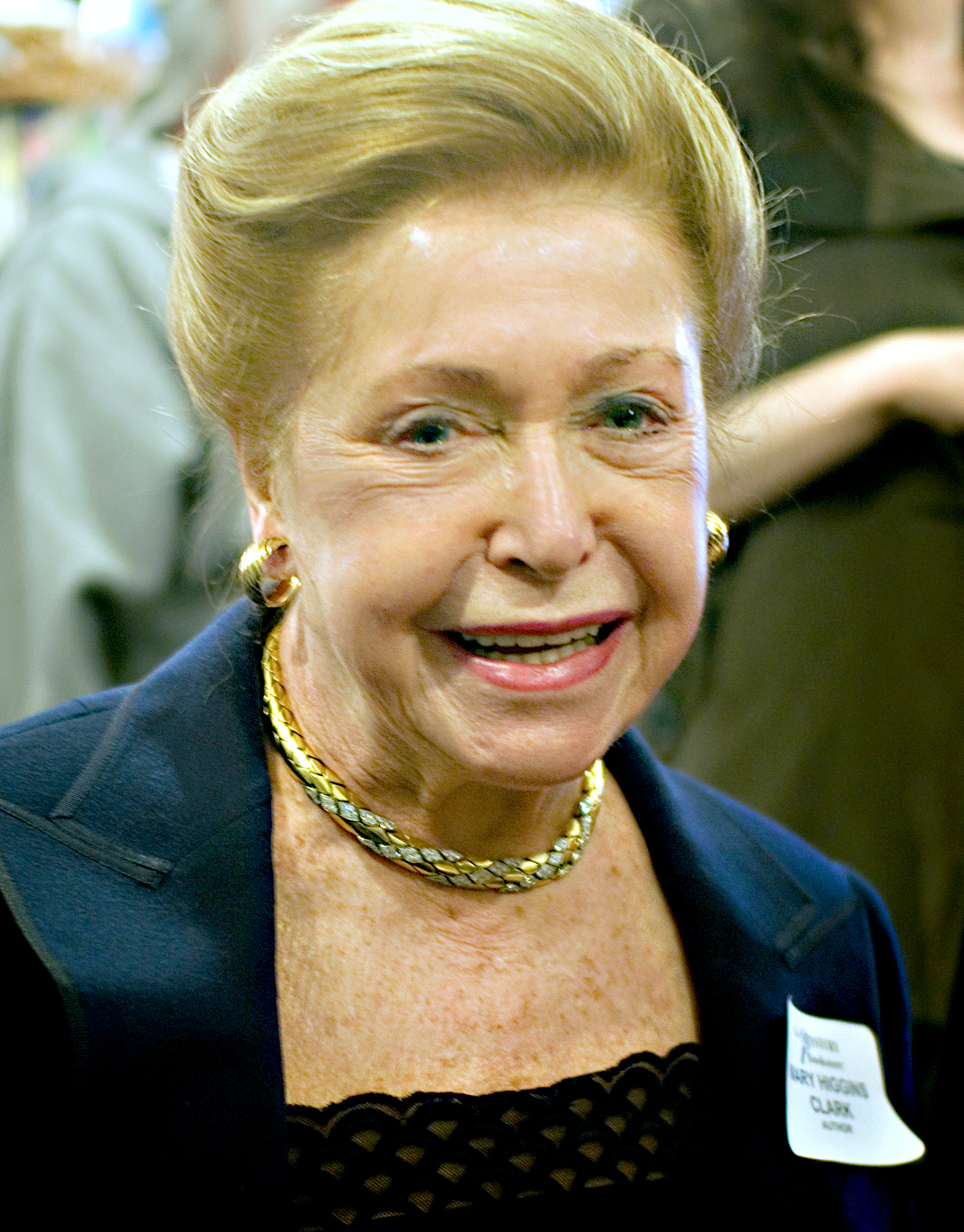
31. Januar: Mary Higgins Clark (2009) (95)
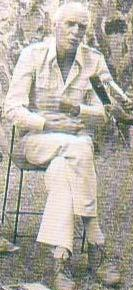
2. Februar: Mike Hoare (1981)
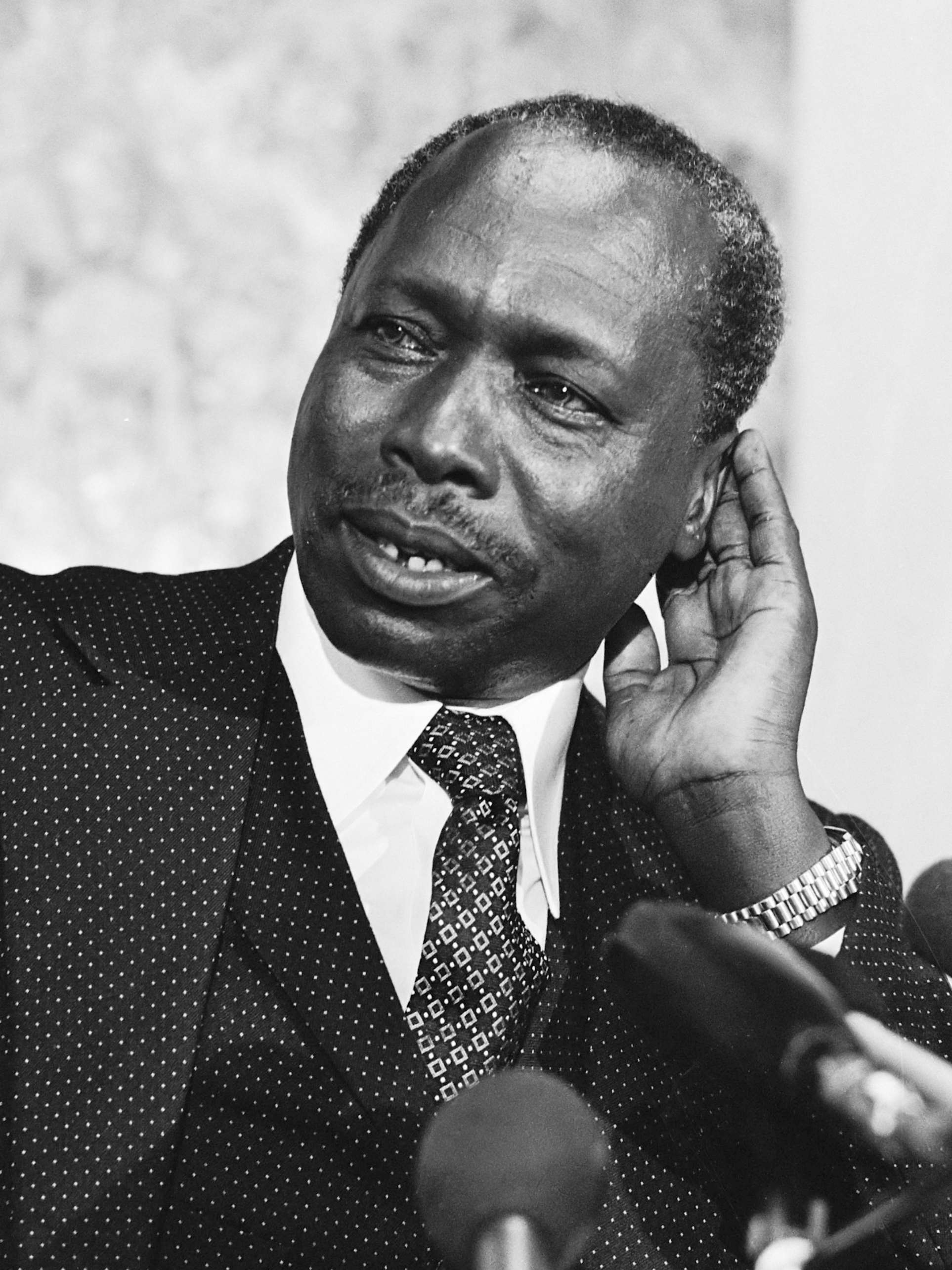
4. Februar: Daniel arap Moi (1979) (95)
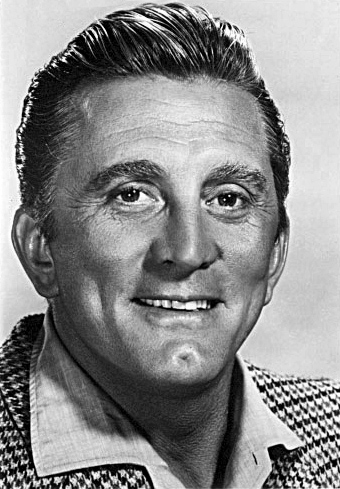
5. Februar: Kirk Douglas (1969) (103)
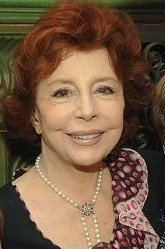
17. Februar: Sonja Ziemann (2006) (94)
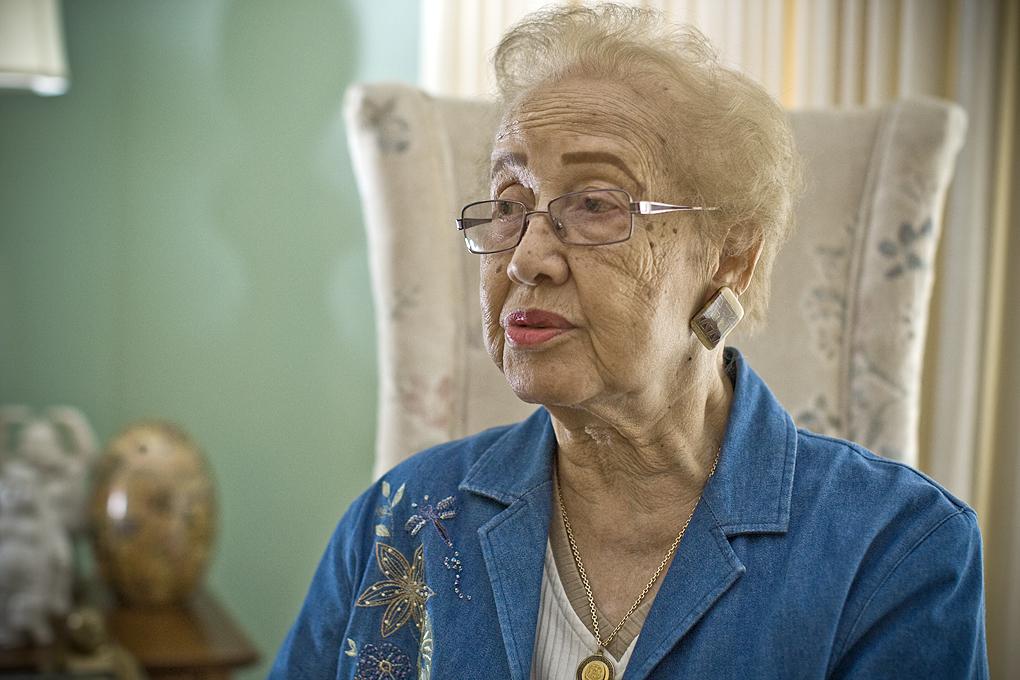
24. Februar: Katherine Johnson (2008) (101)
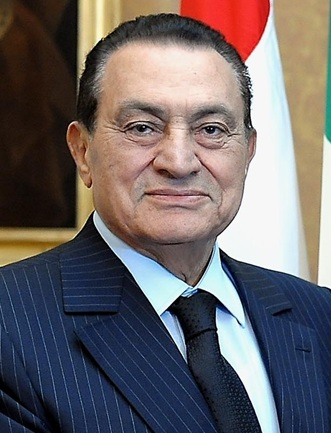
25. Februar: Husni Mubarak (2009) (91)
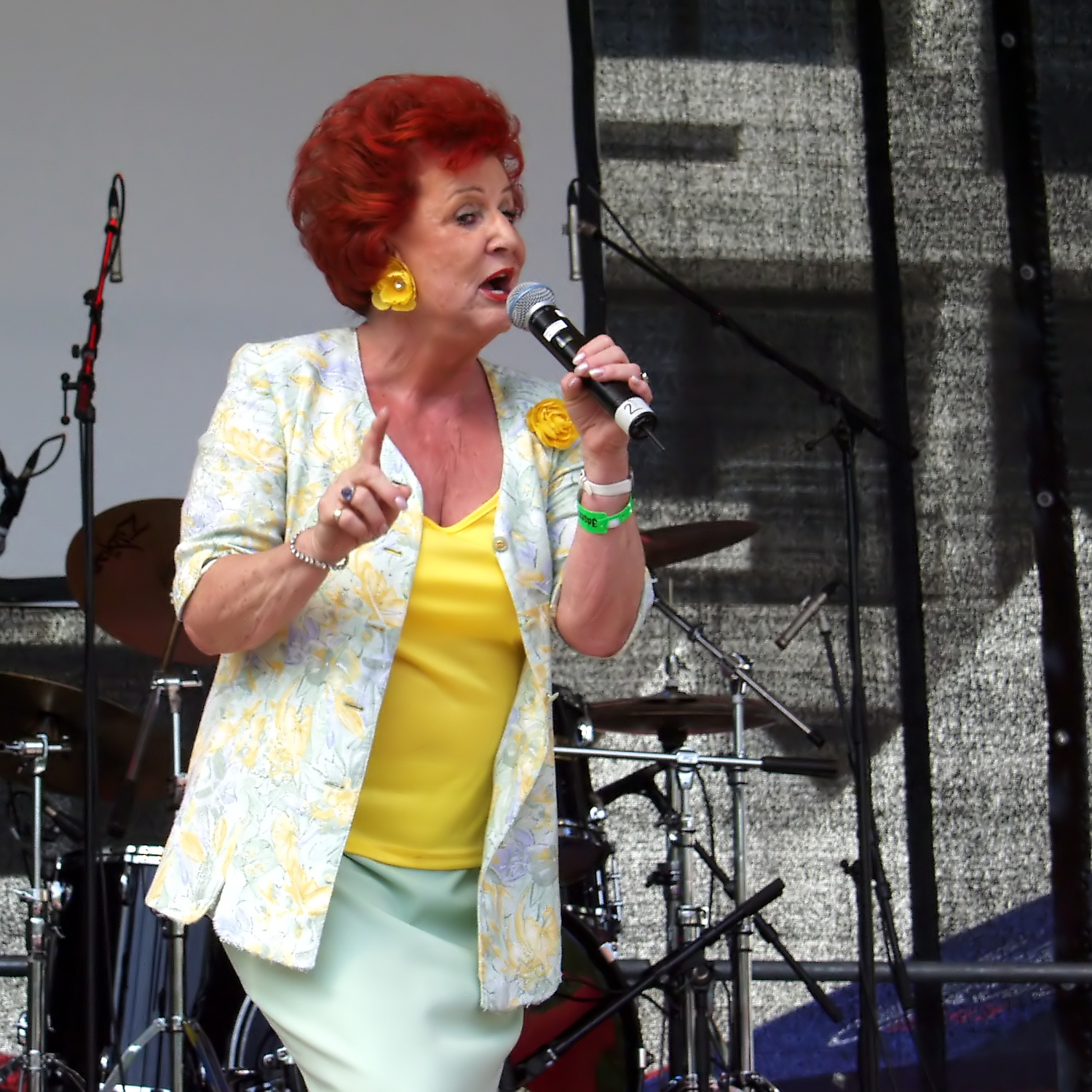
25. Februar: Marie-Luise Nikuta (2006) (81)
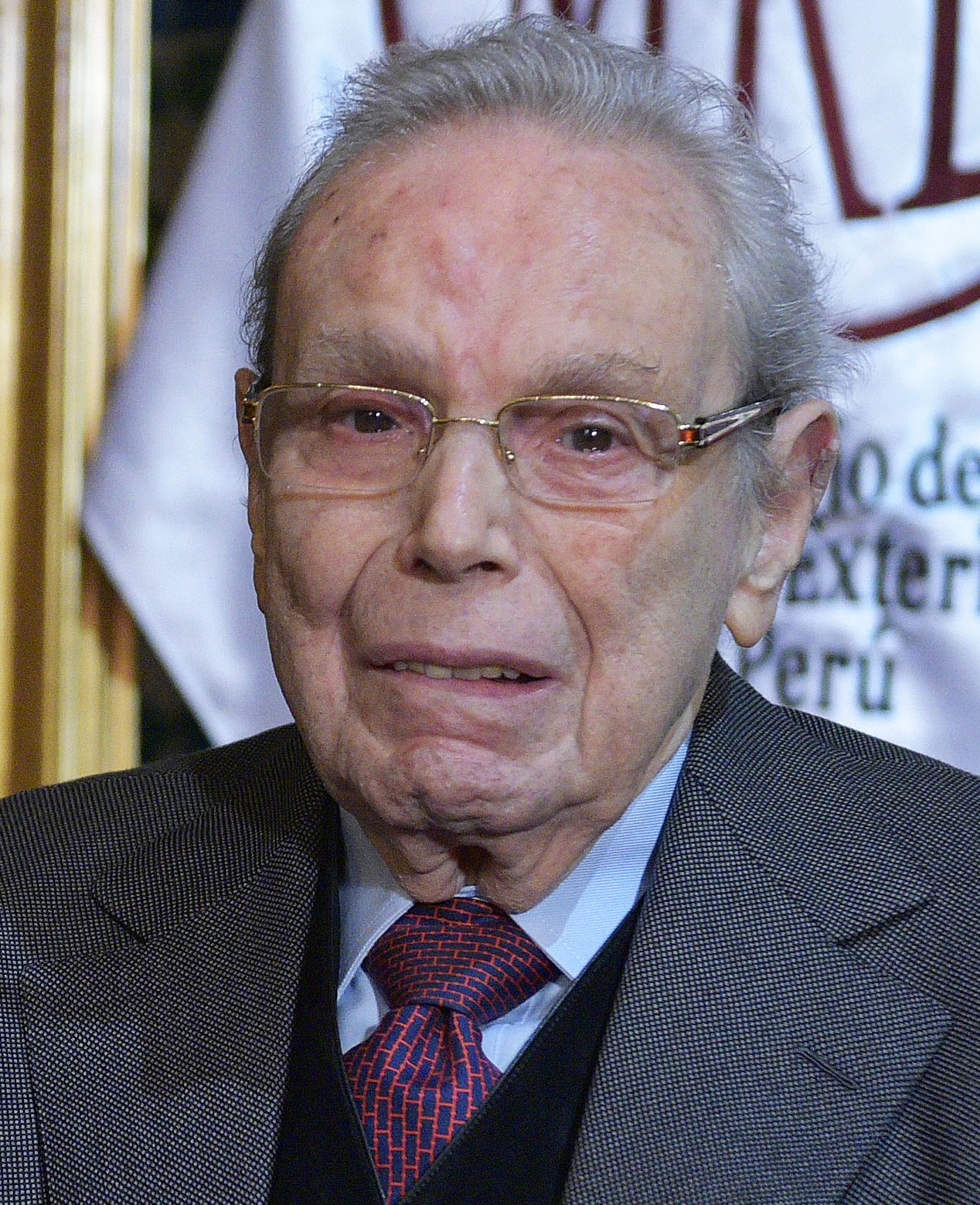
4. März: Javier Pérez de Cuéllar (2015) (100)
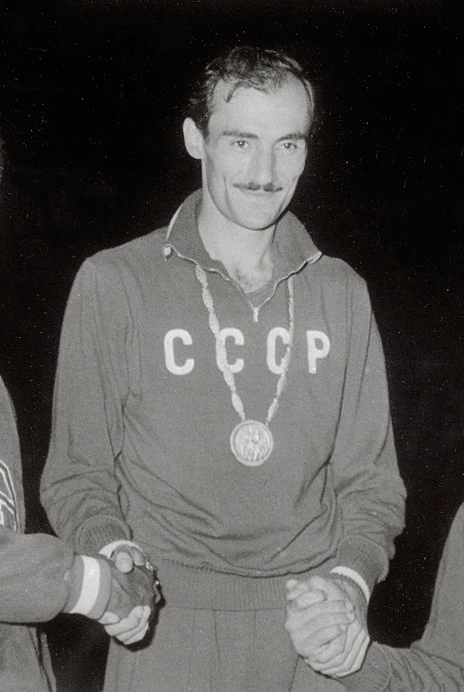
4. März: Robert Schawlakadse (1960) (86)
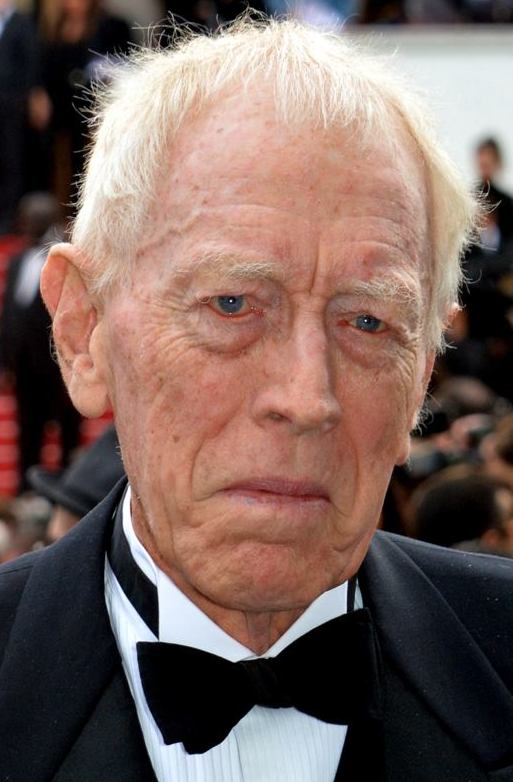
8. März: Max von Sydow (2016) (90)
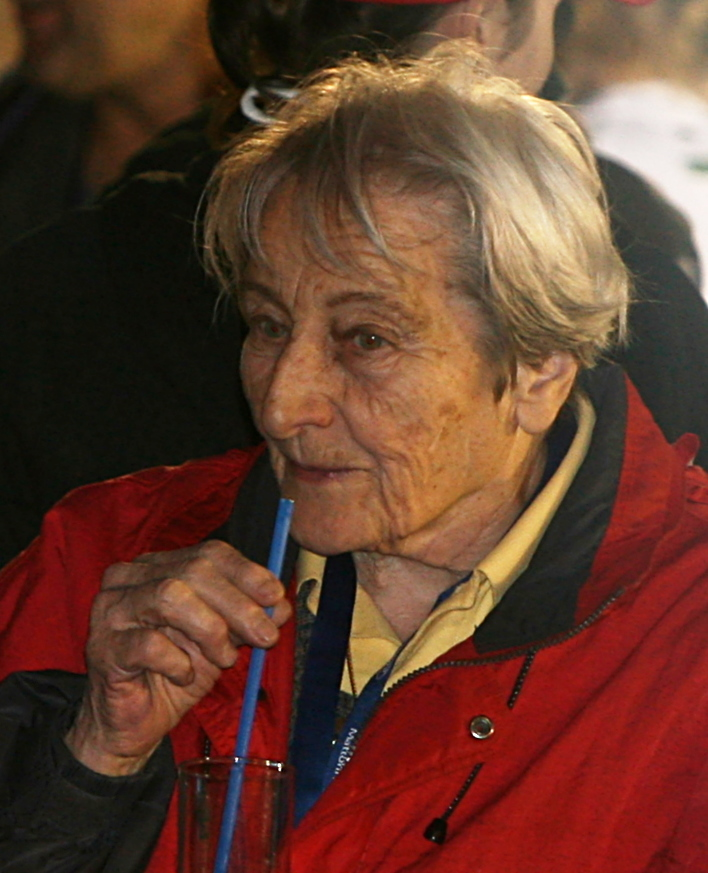
13. März: Dana Zátopková (2007) (97)
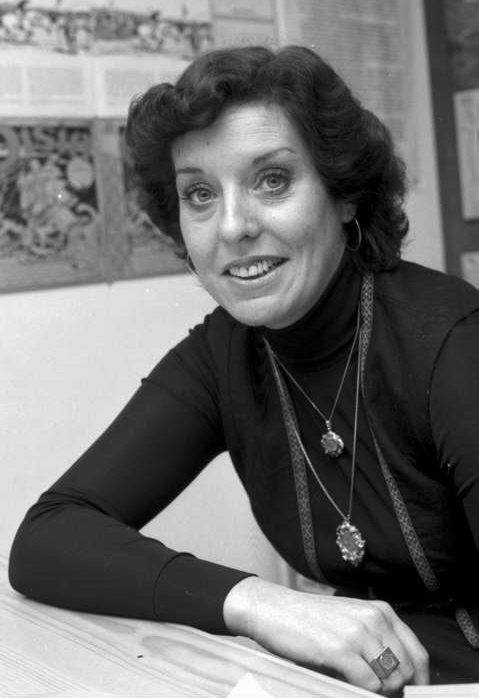
17. März: Betty Williams (1978) (76)
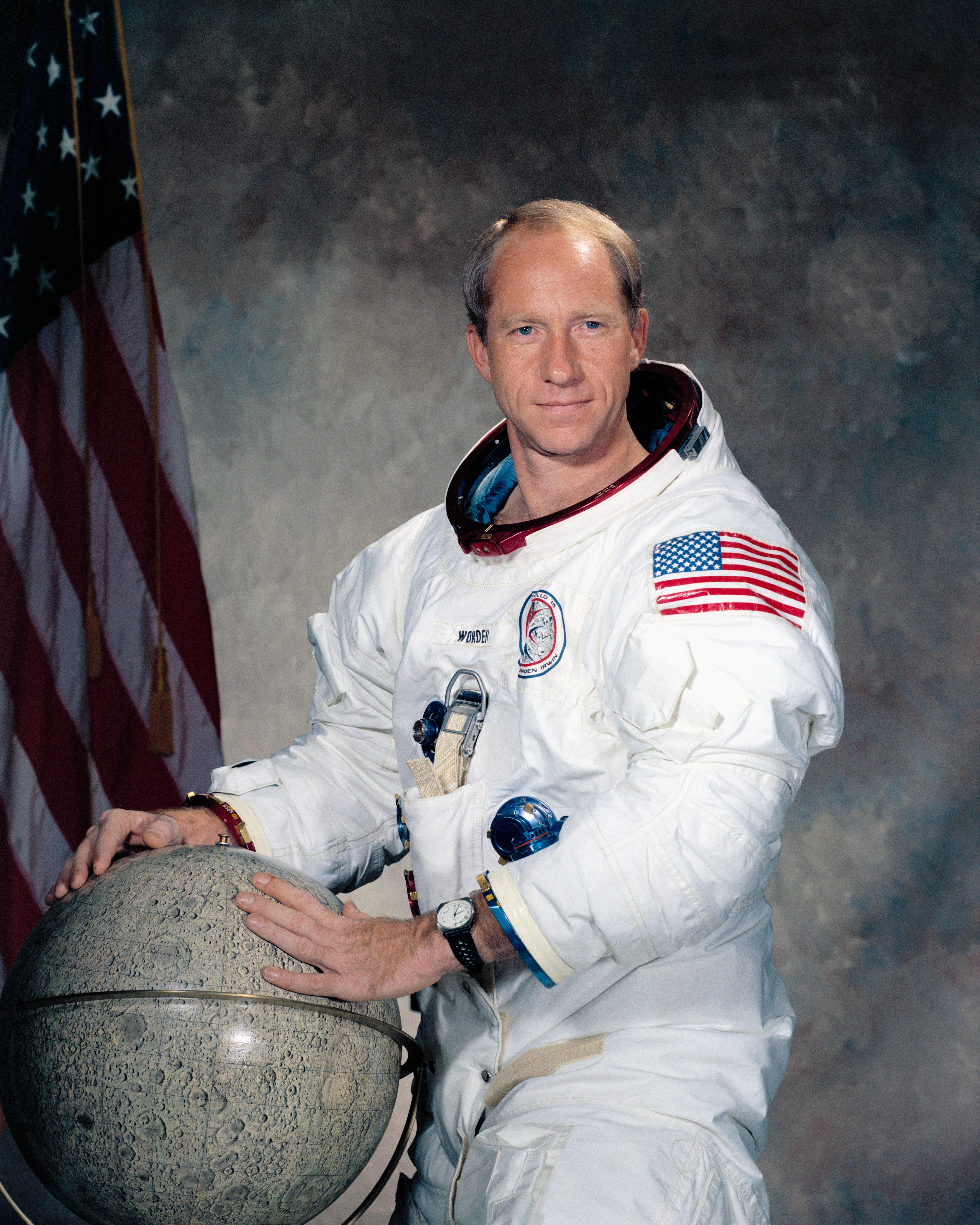
18. März: Alfred Worden (1971) (88)
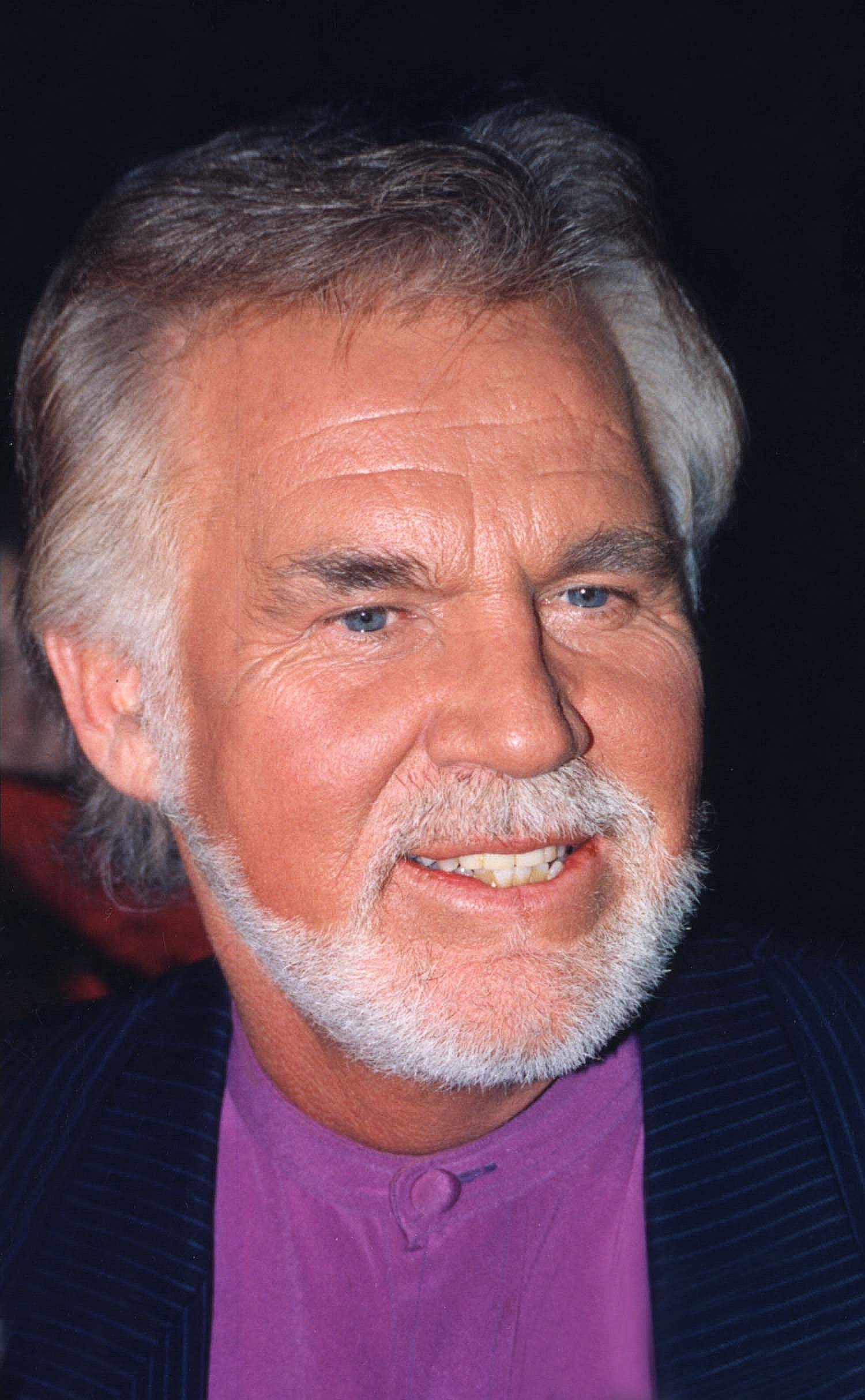
20. März: Kenny Rogers (1997) (81)
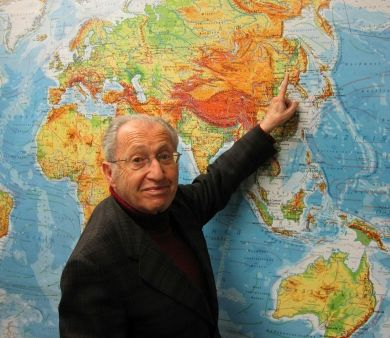
21. März: Hellmut Stern (2011) (91)
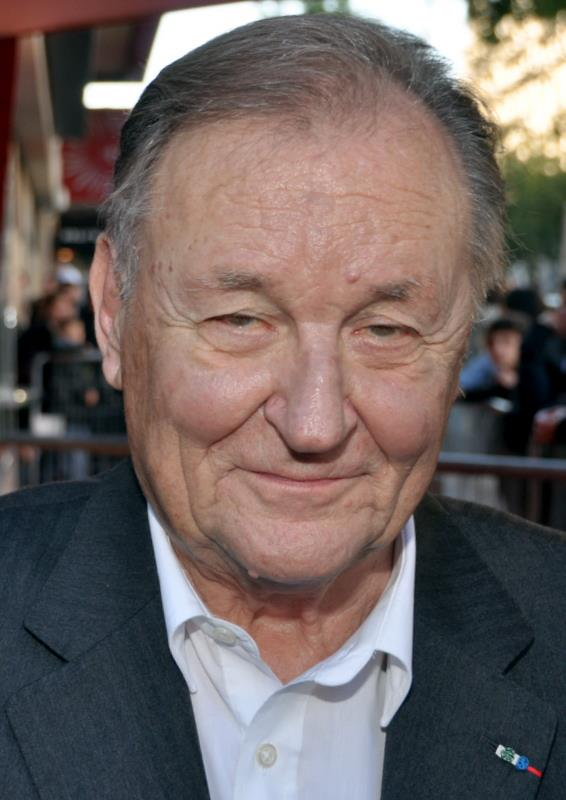
24. März: Albert Uderzo (2012) (92)
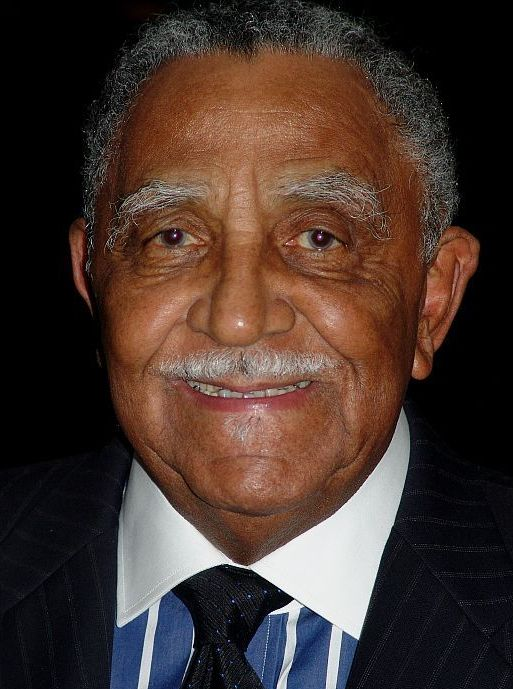
27. März: Joseph Lowery (2000) (98)
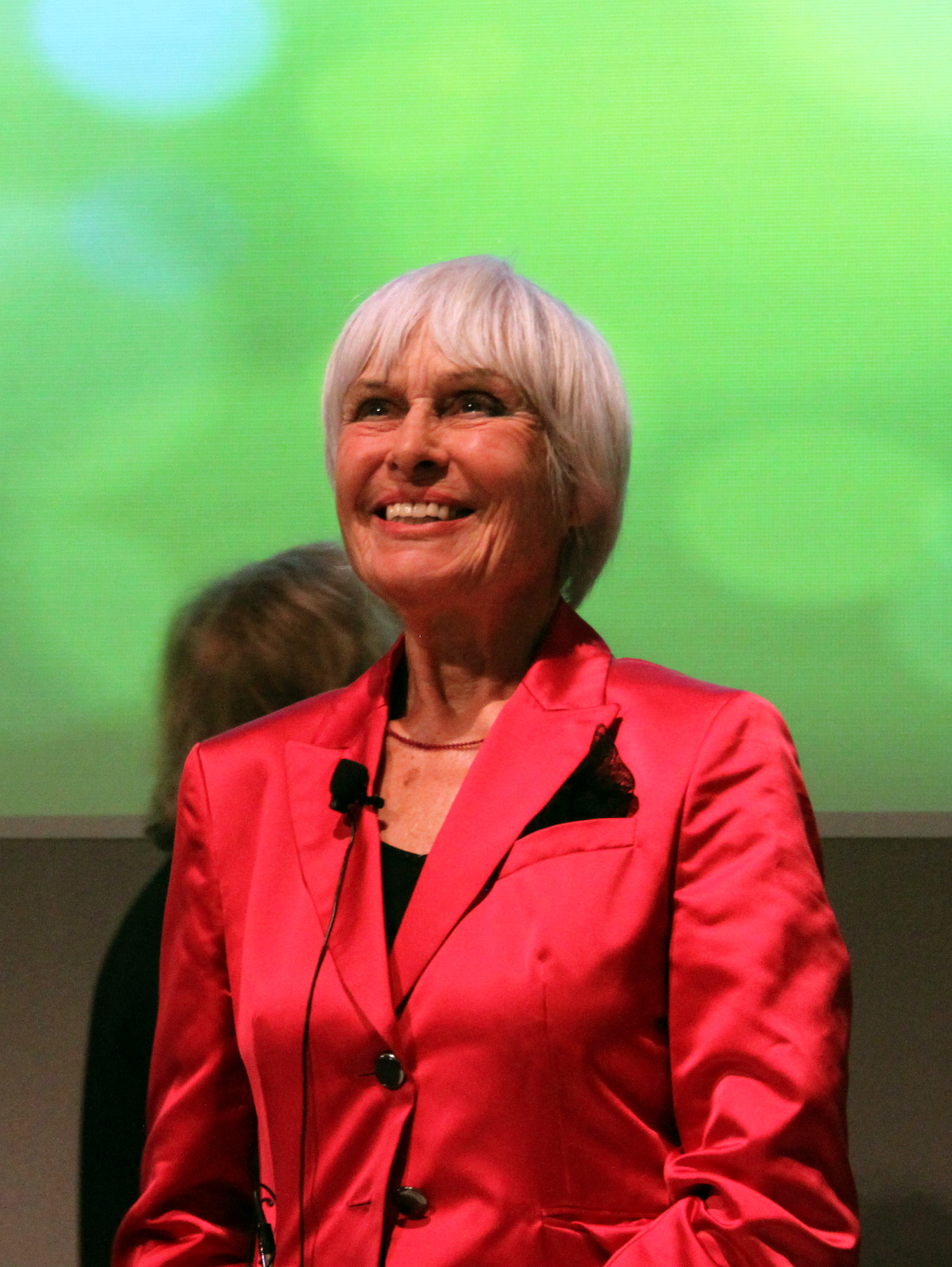
28. März: Barbara Rütting (2014) (92)
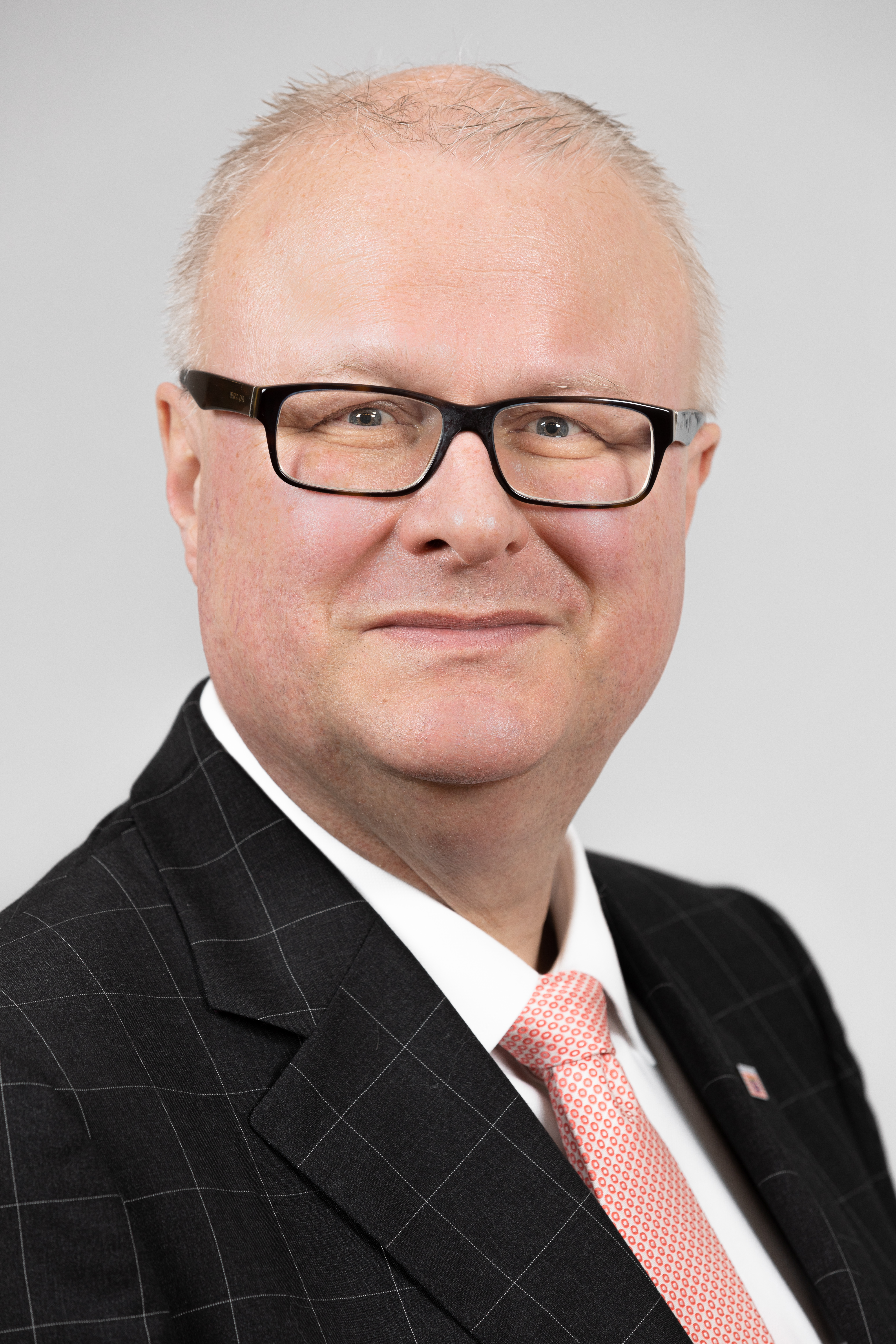
28. März: Thomas Schäfer (2019) (54)
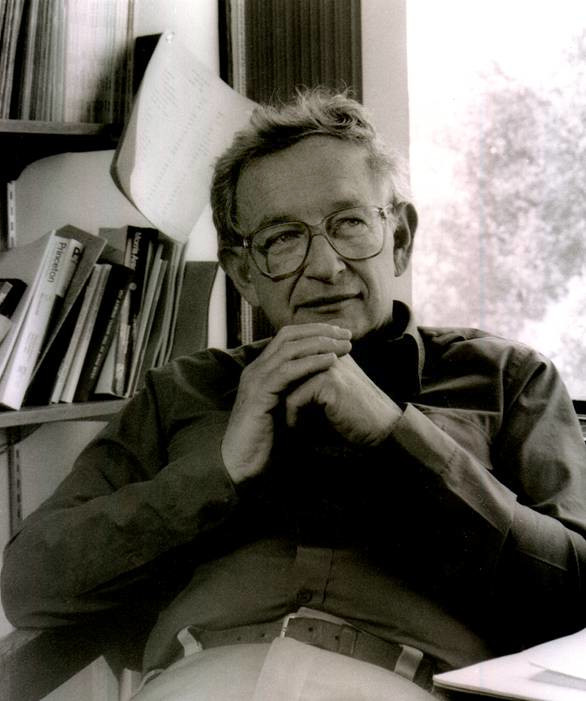
29. März: Philip Warren Anderson (1977) (96)
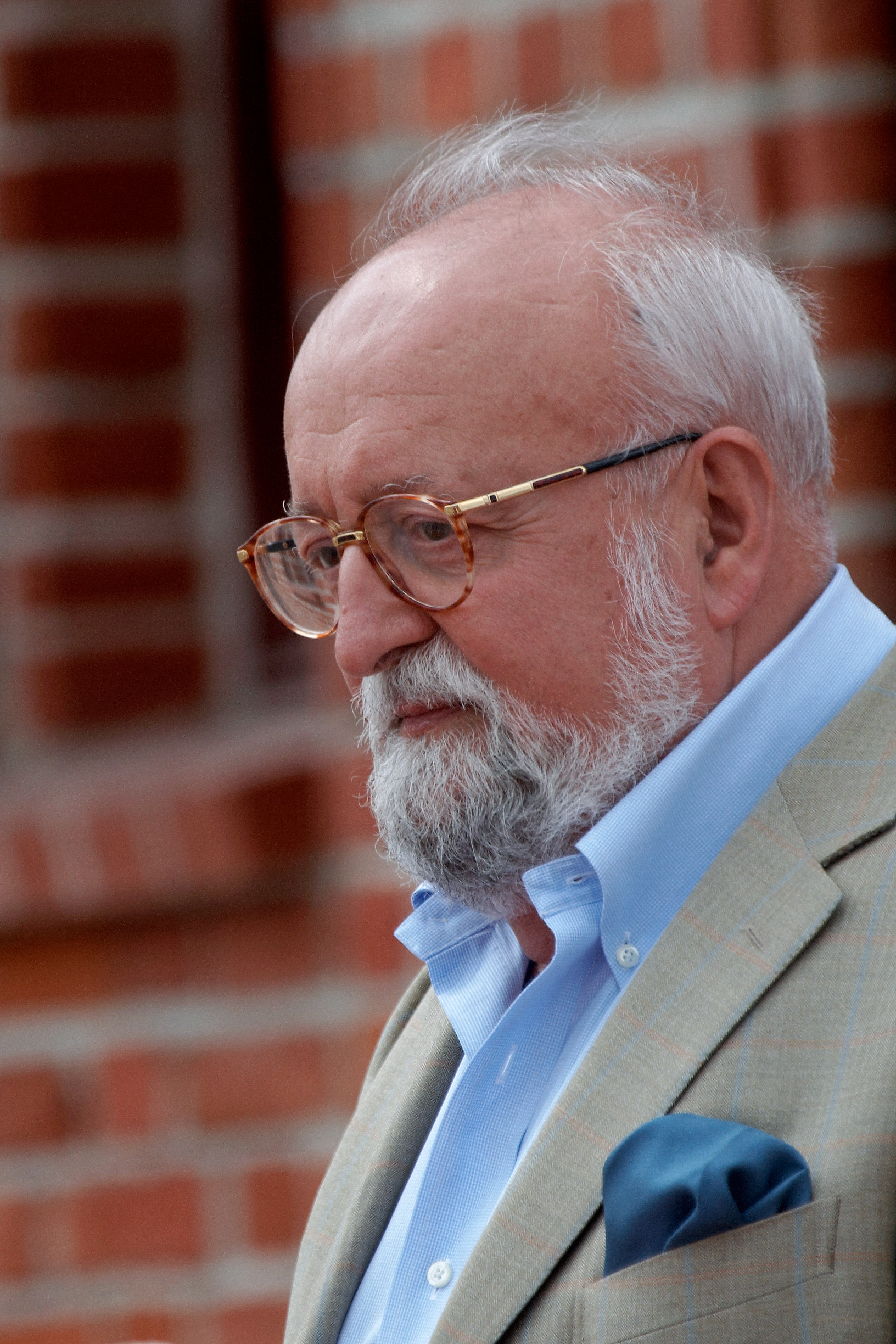
29. März: Krzysztof Penderecki (2008) (86)
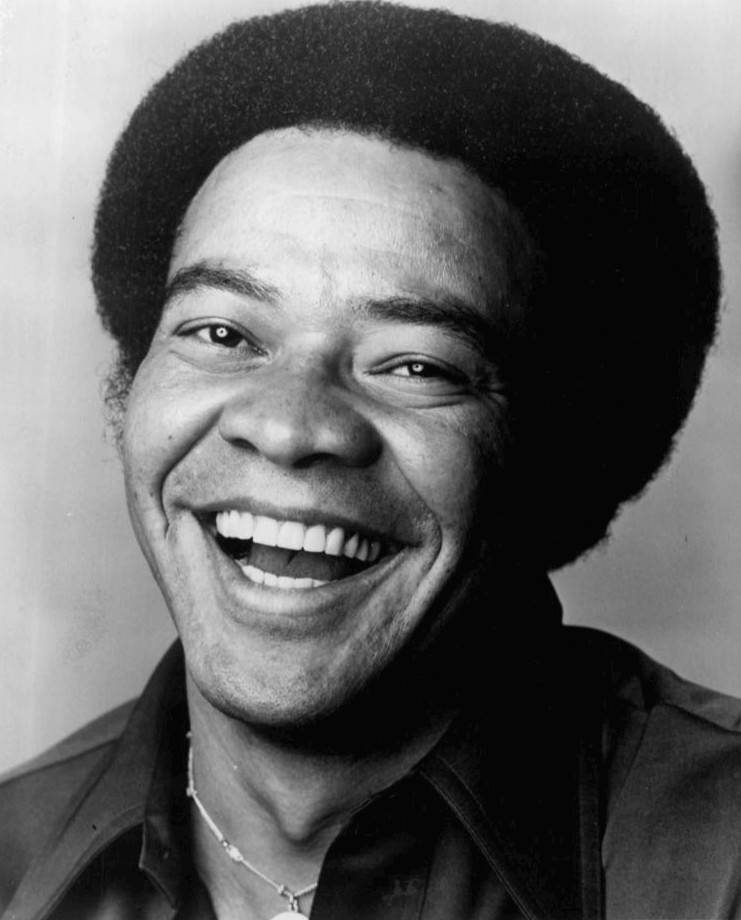
30. März: Bill Withers (1976) (81)
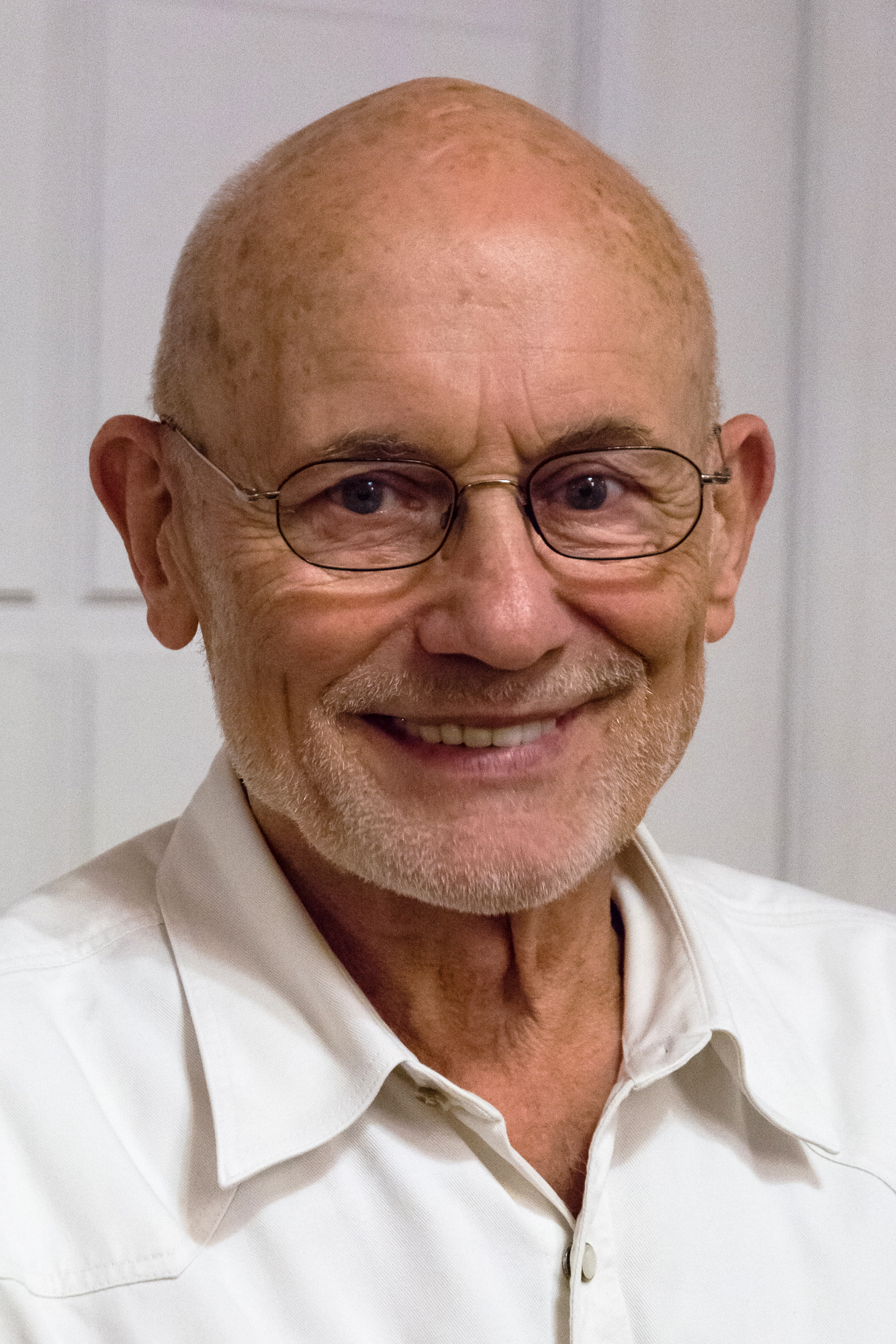
1. April: Rüdiger Nehberg (2014) (84)
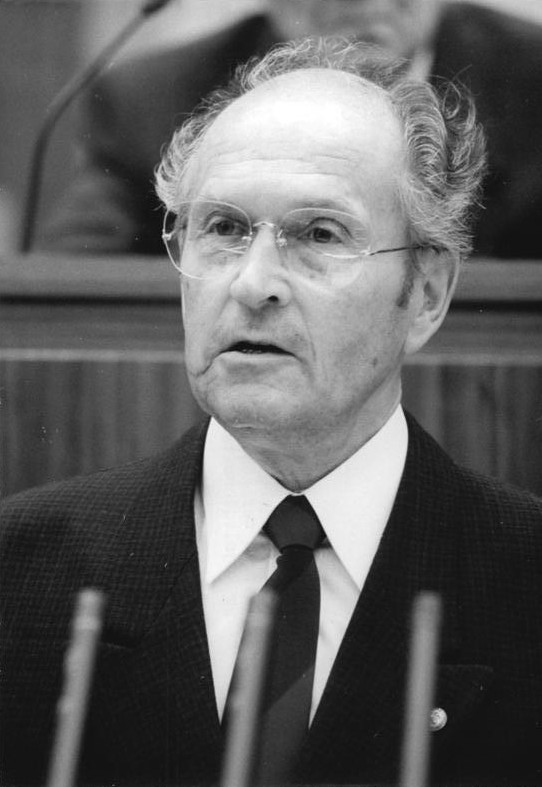
2. April: Oskar Fischer (1989) (97)
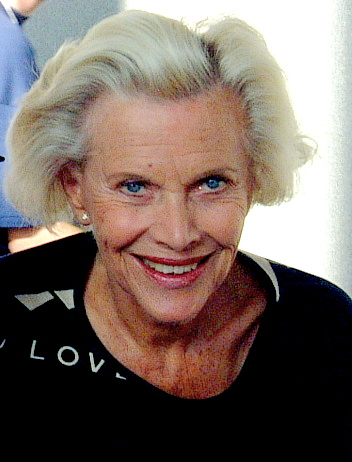
5. April: Honor Blackman (2000) (94)
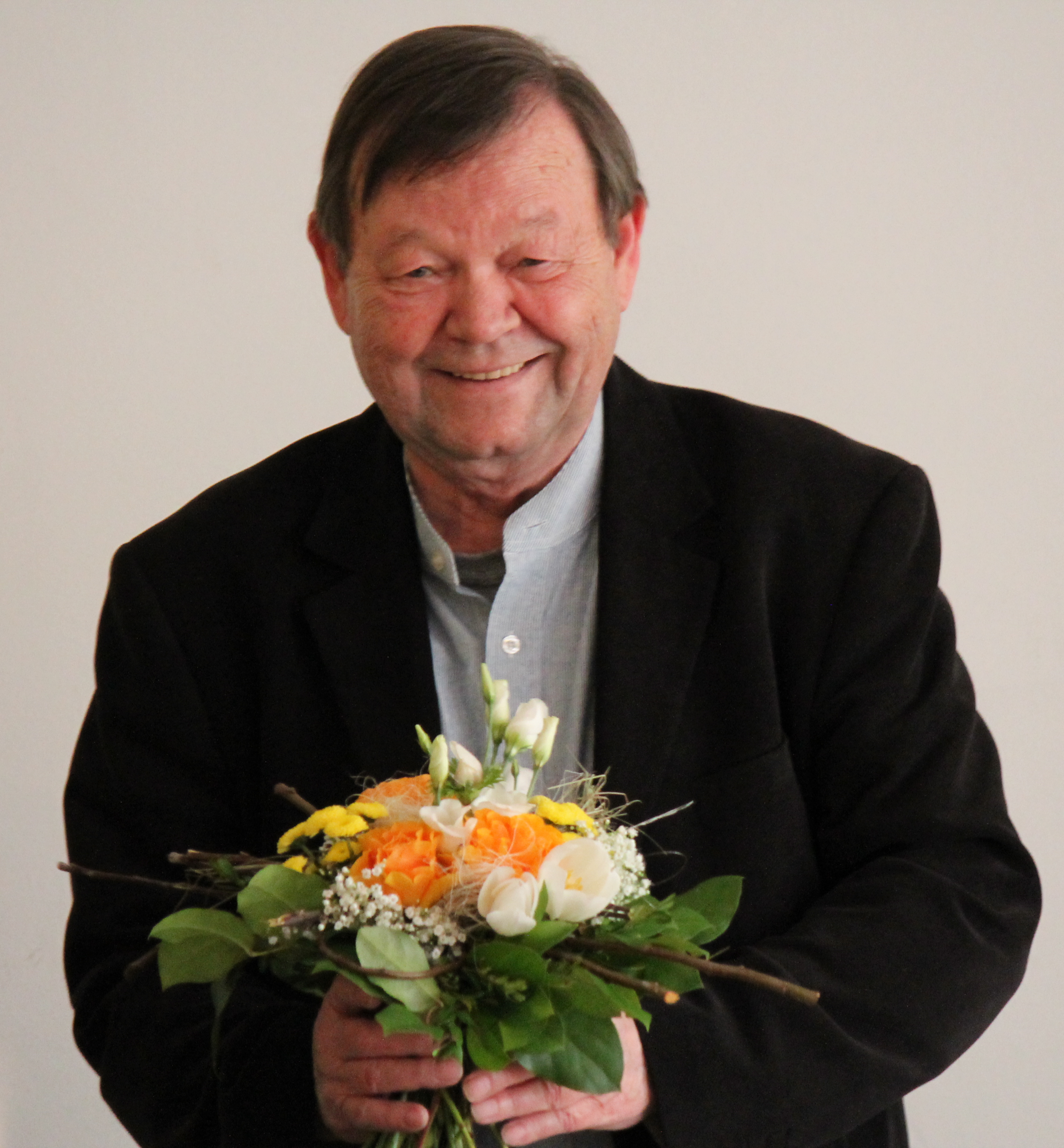
9. April: Ernst-Georg Schwill (2013) (81)
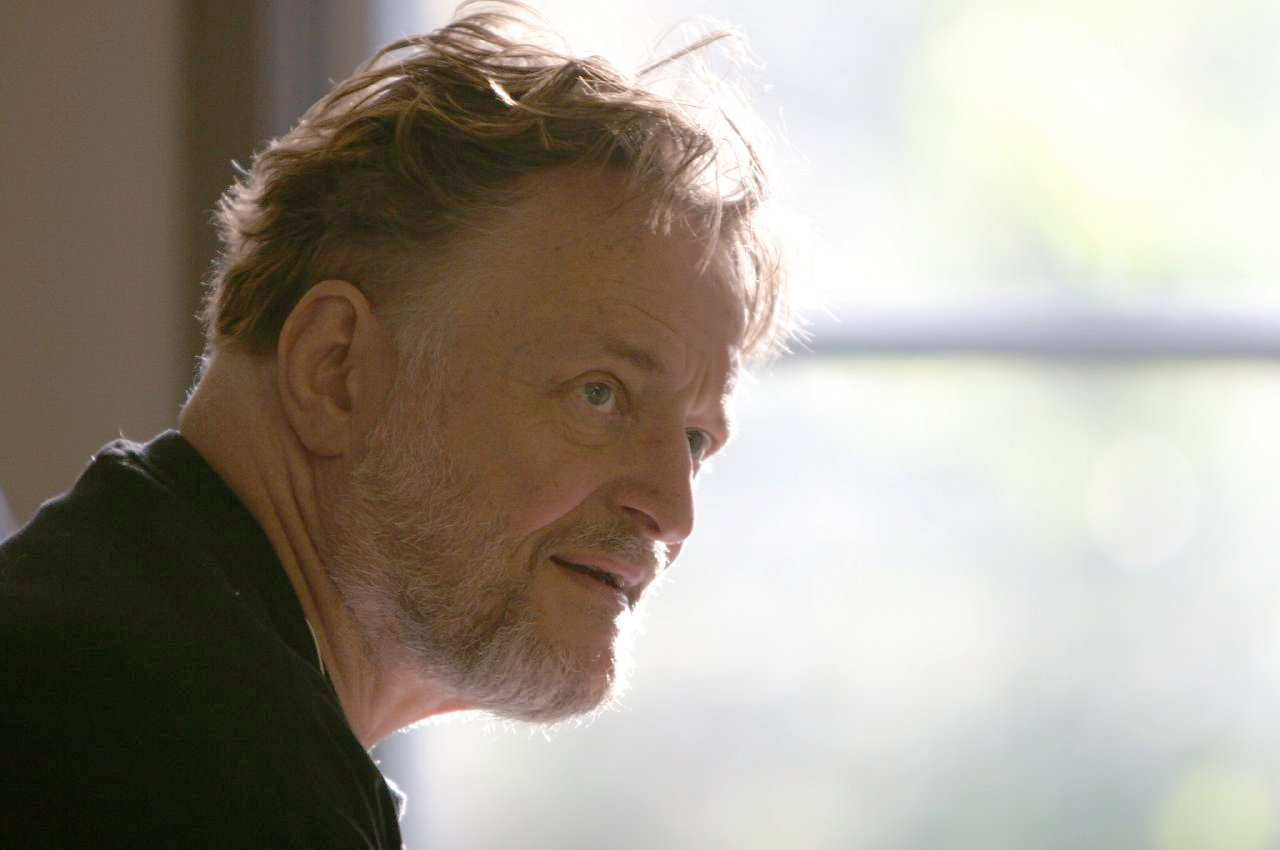
11. April: John Horton Conway (2005) (82)
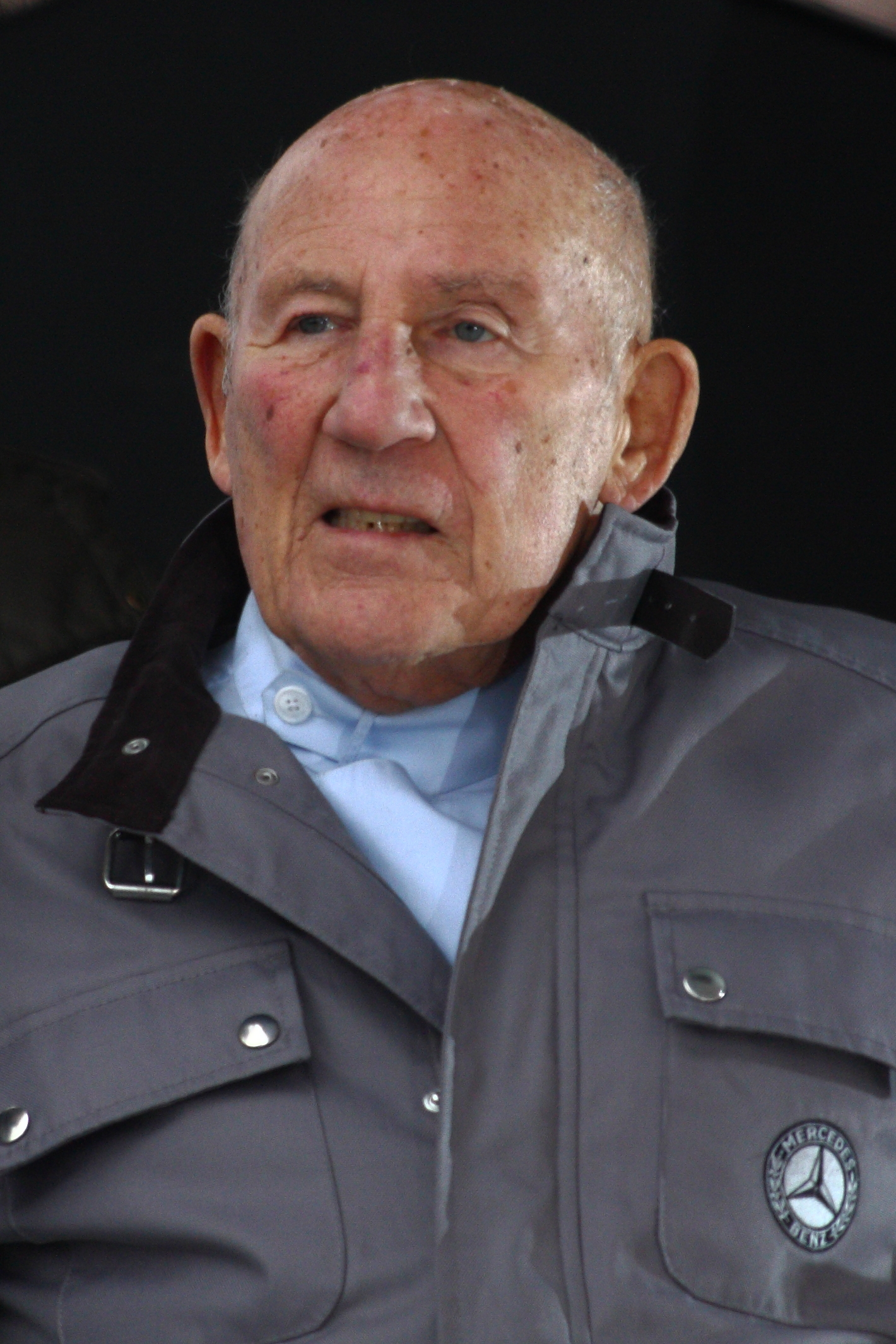
12. April: Stirling Moss (2014) (90)
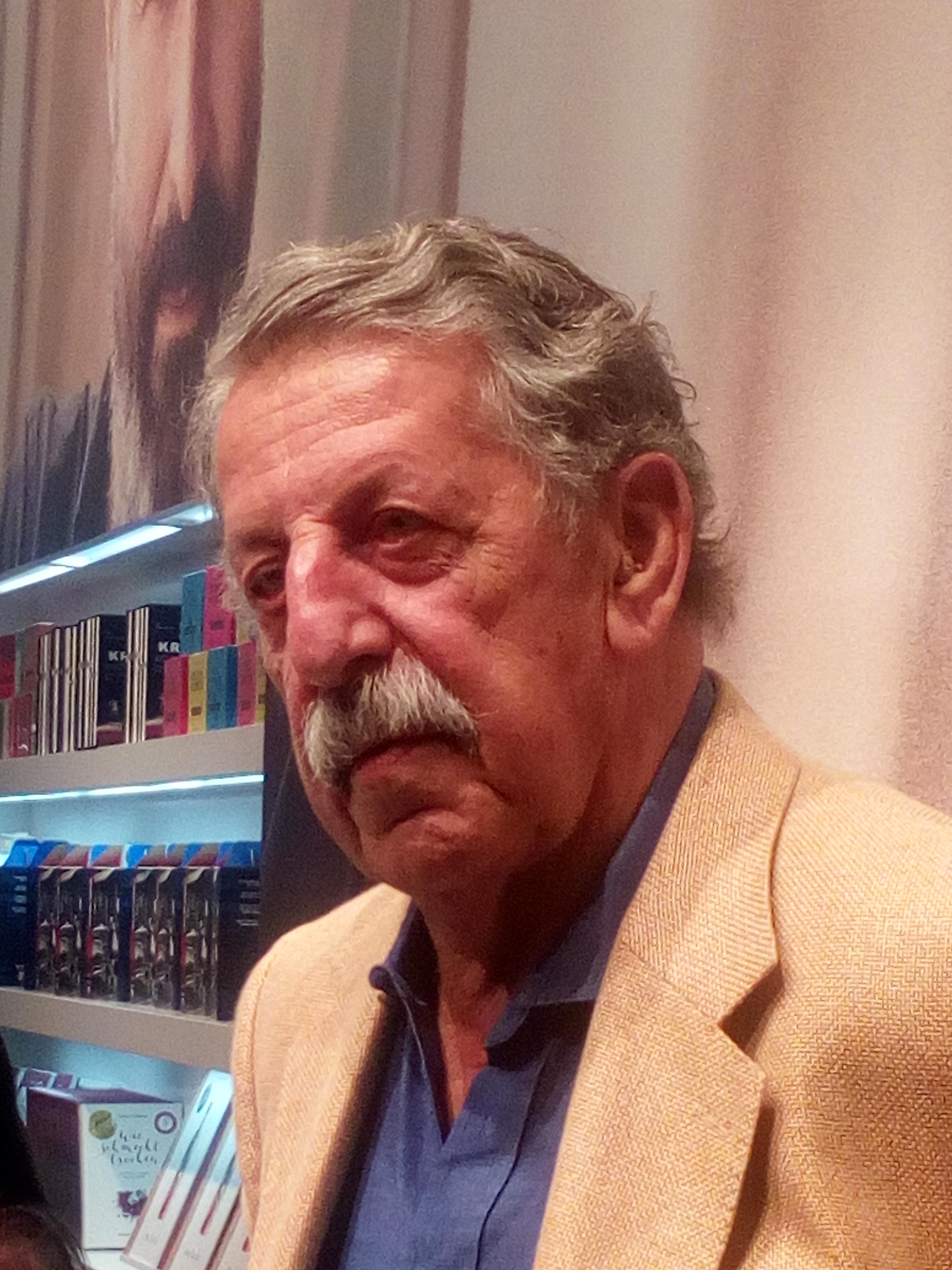
16. April: Ulrich Kienzle (2017) (83)
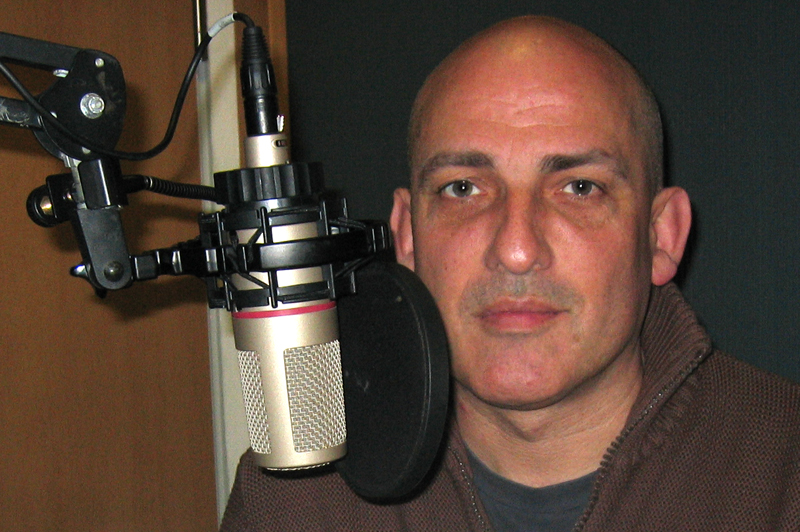
18. April: Leon Boden (2008) (61)
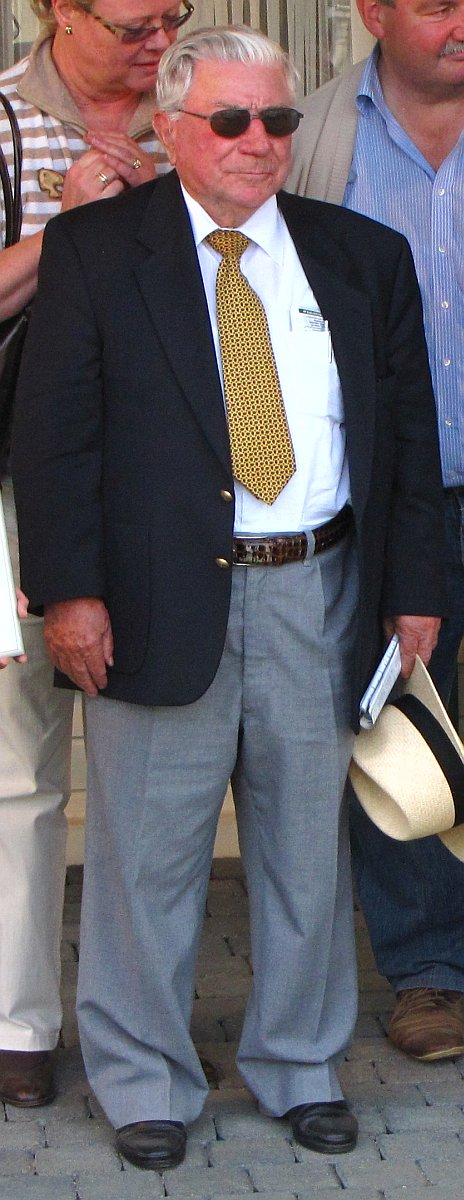
20. April: Hein Bollow (2011) (99)
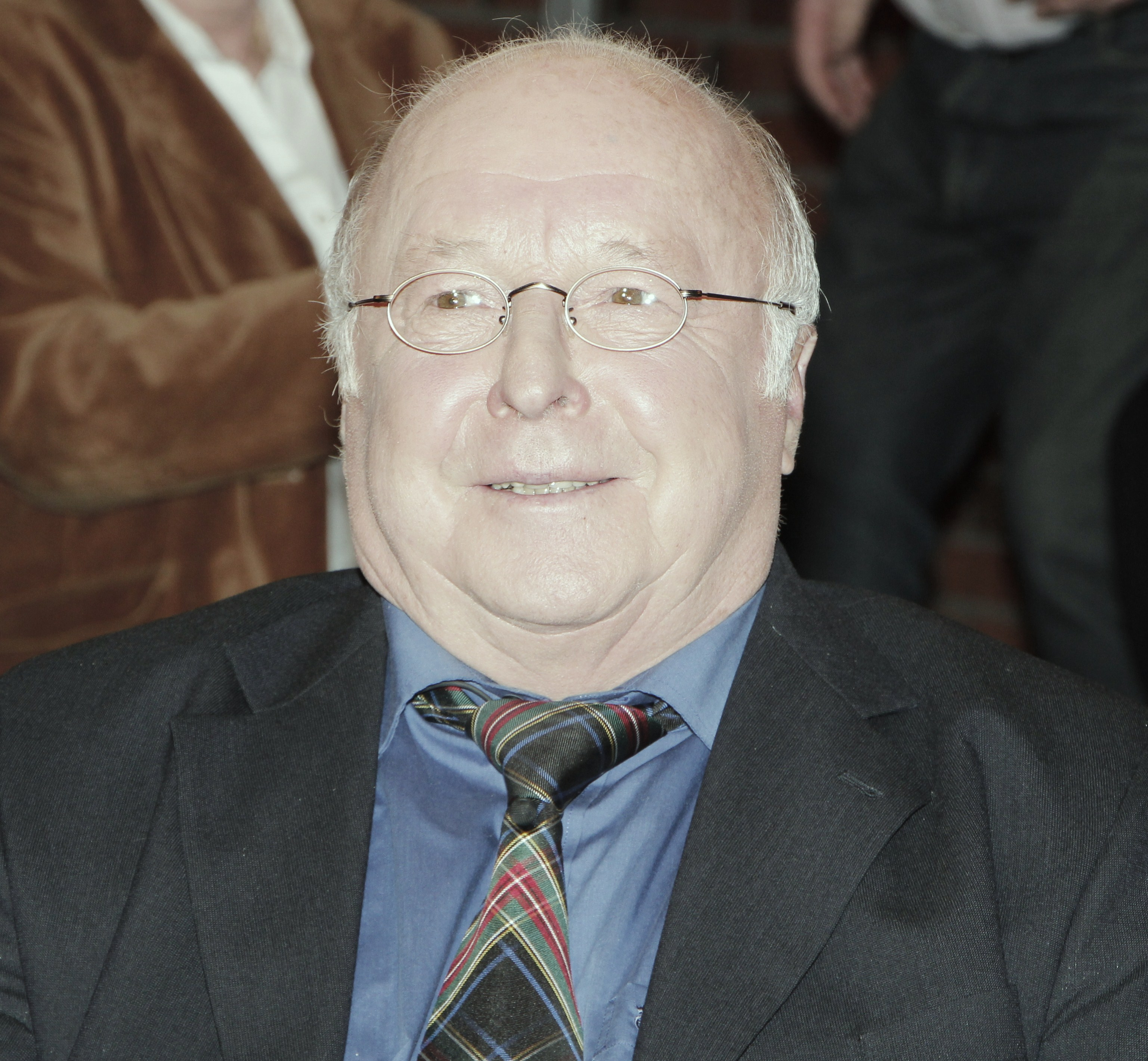
23. April: Norbert Blüm (2011) (84)
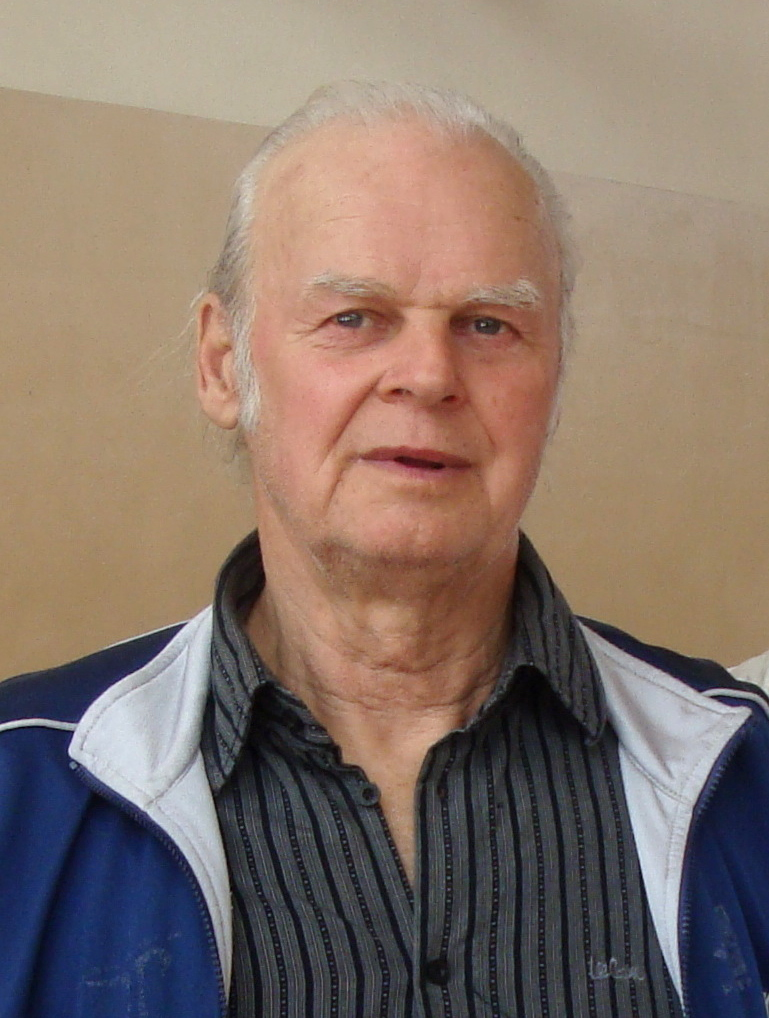
29. April: Jānis Lūsis (2011) (80)
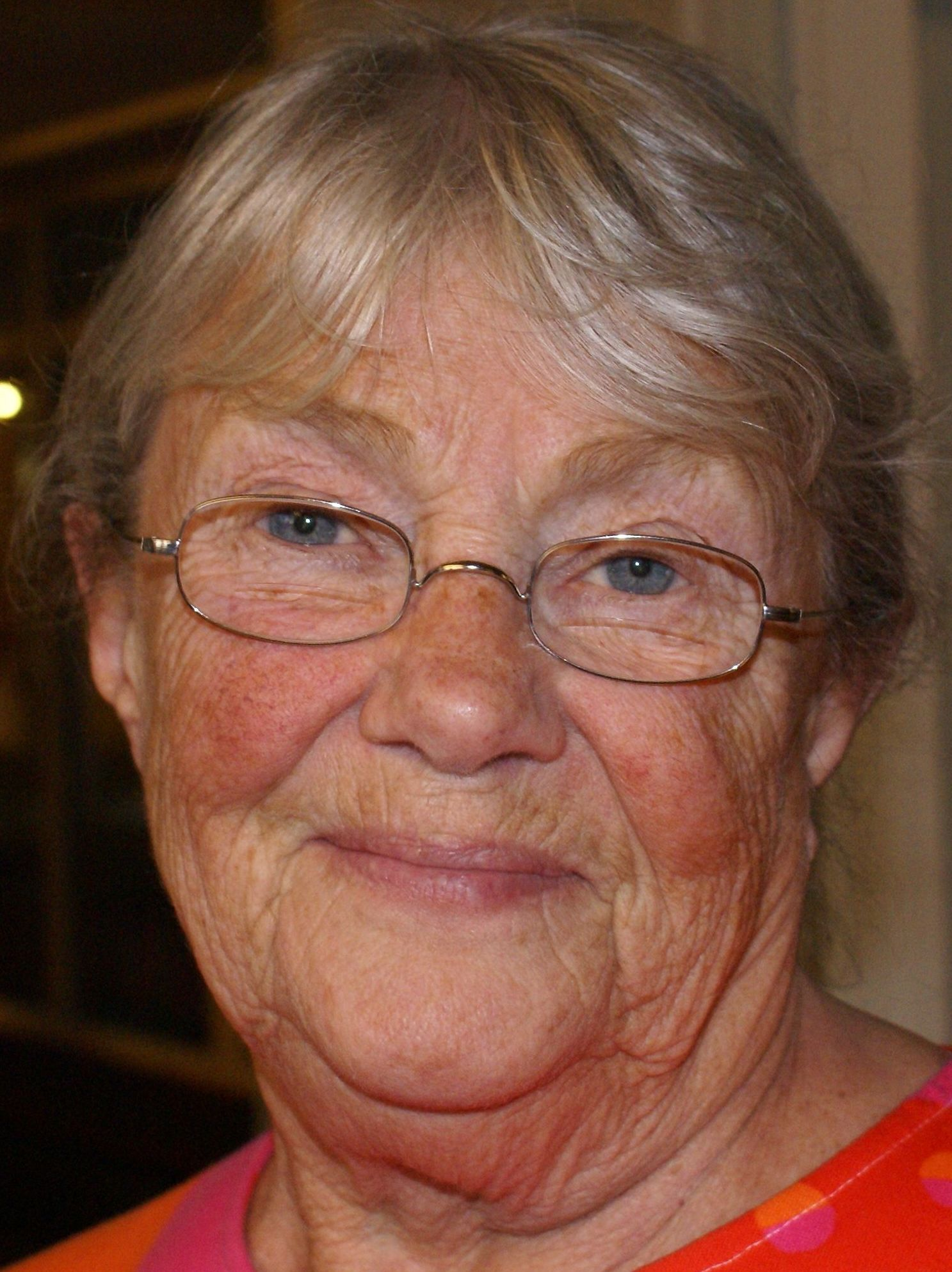
29. April: Maj Sjöwall (2009) (84)
8. Mai: Roy Horn (Jahr unbekannt) (75)
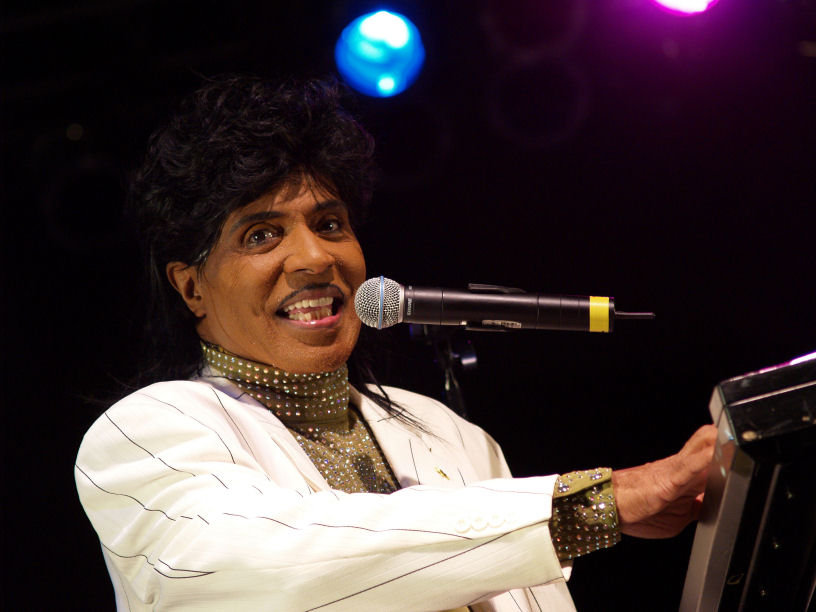
9. Mai: Little Richard (2007) (87)
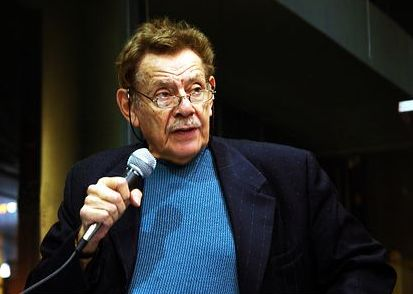
11. Mai: Jerry Stiller (2005) (92)
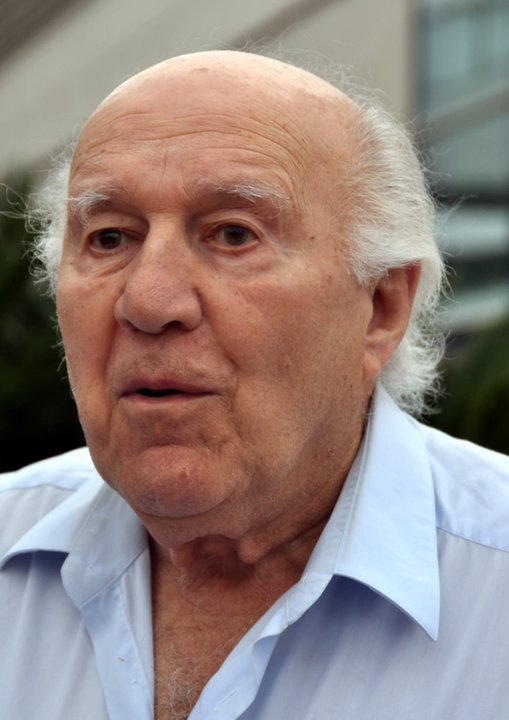
12. Mai: Michel Piccoli (2011) (94)
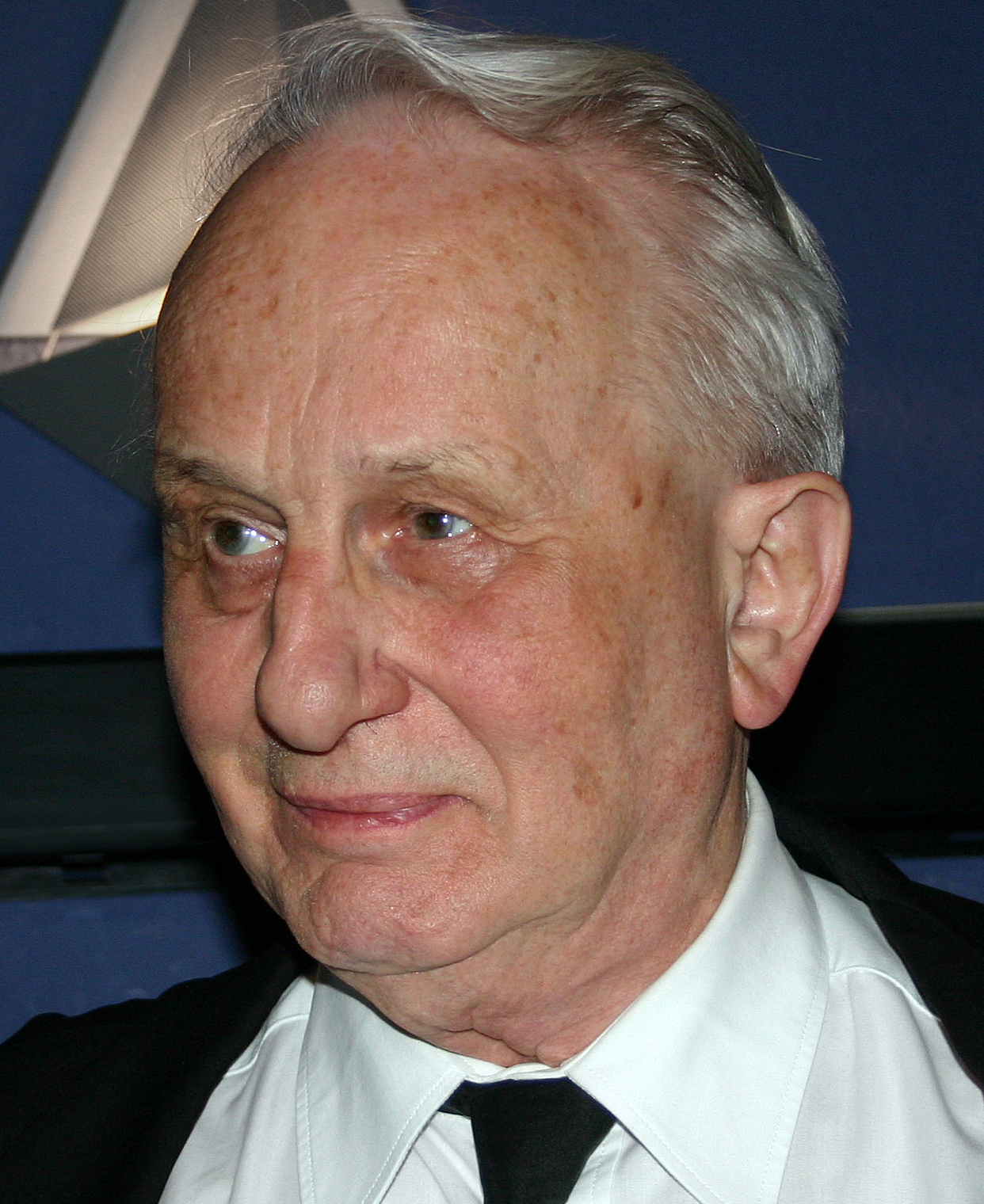
13. Mai: Rolf Hochhuth (2005) (89)
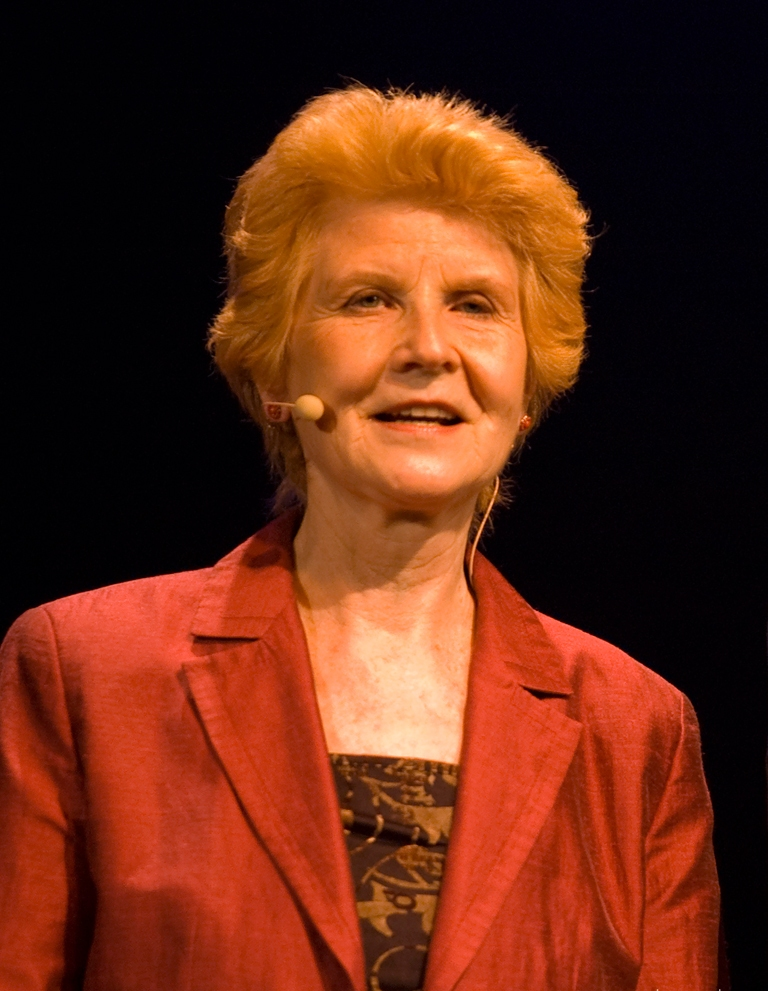
26. Mai: Irm Hermann (2008) (77)
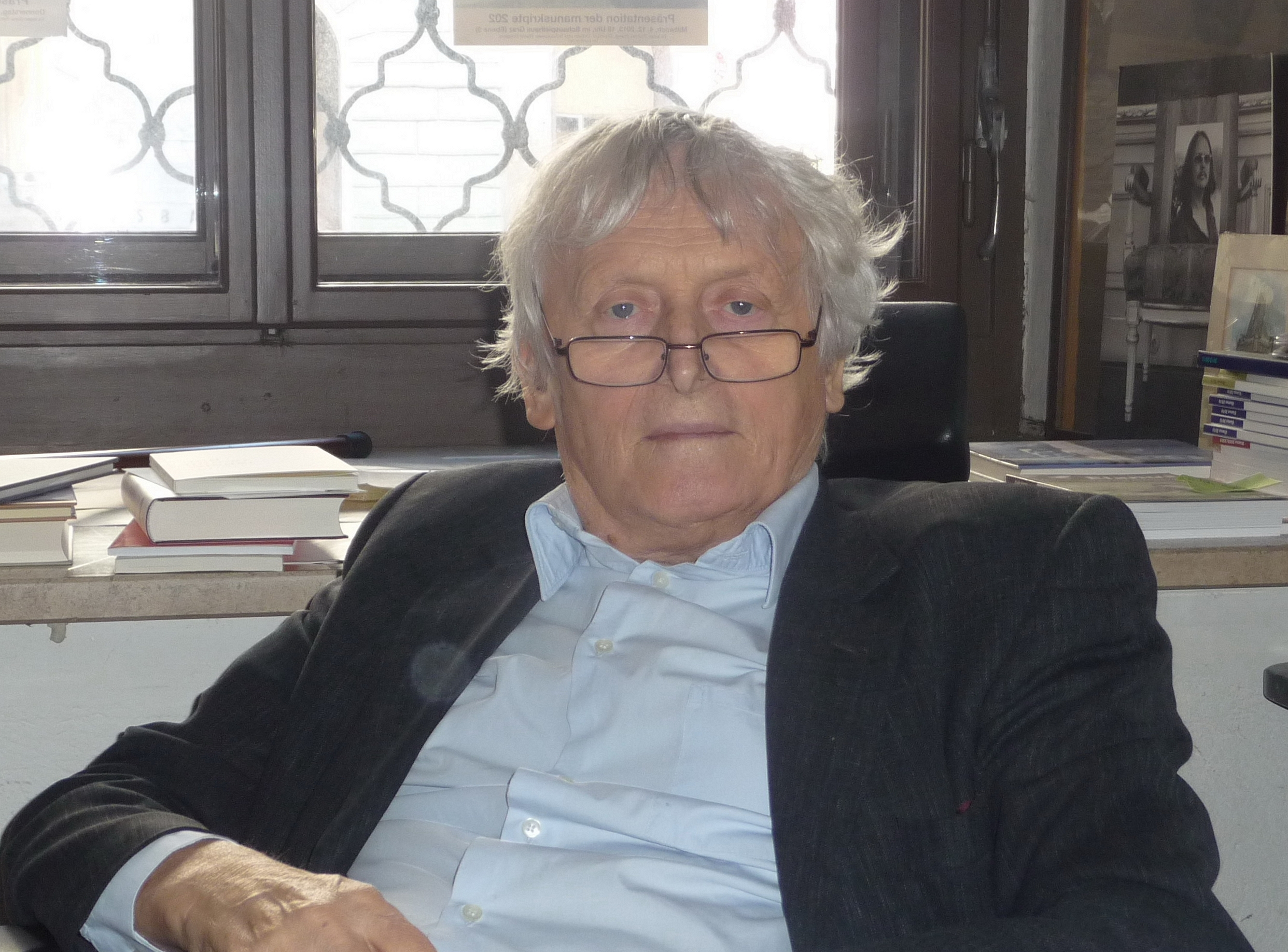
29. Mai: Alfred Kolleritsch (2014) (89)
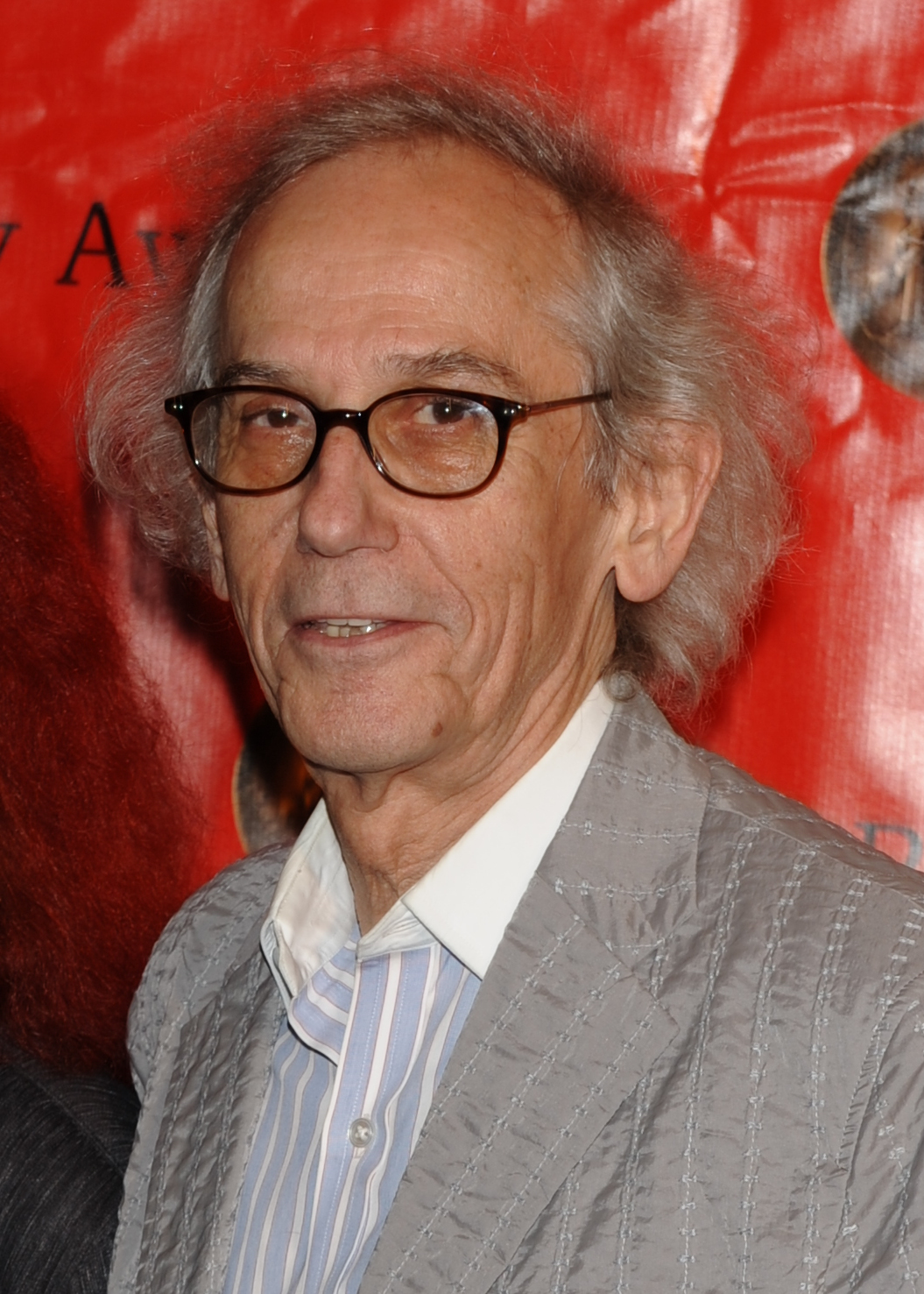
31. Mai: Christo (2009) (84)
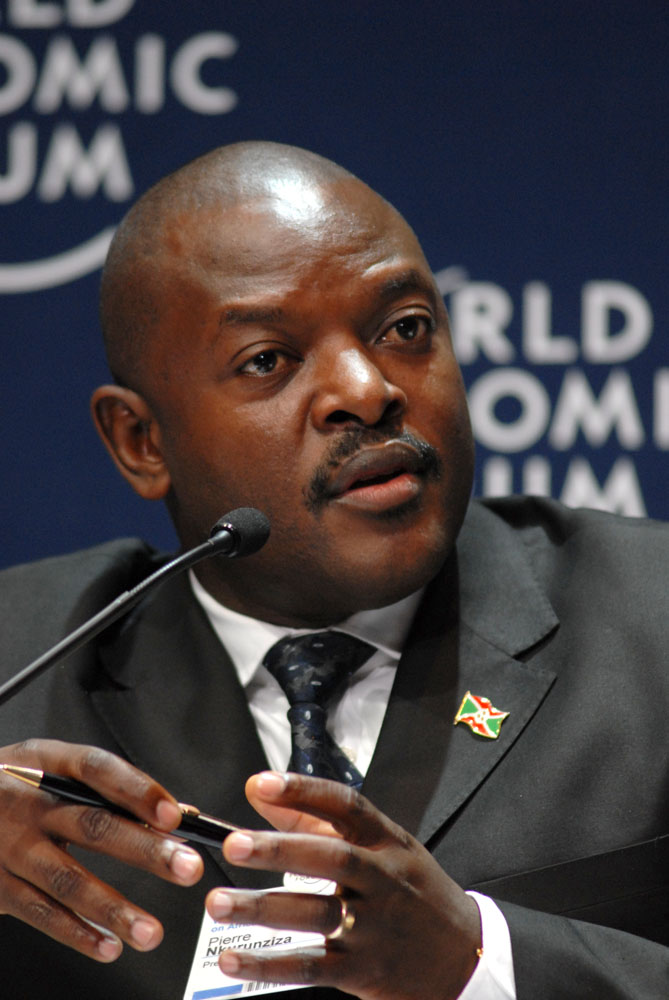
8. Juni: Pierre Nkurunziza (2008) (55)
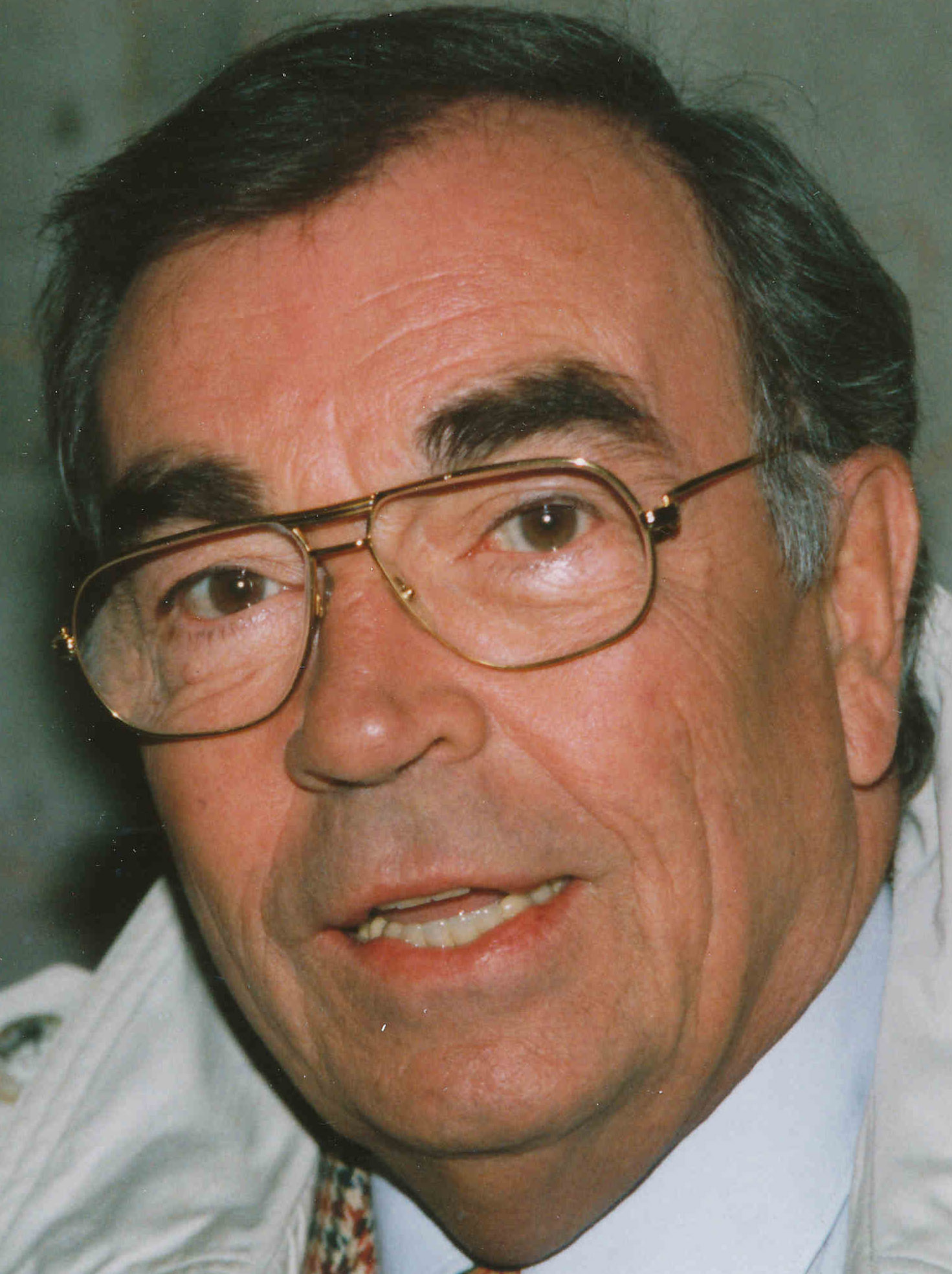
18. Juni: Claus Biederstaedt (2010) (91)
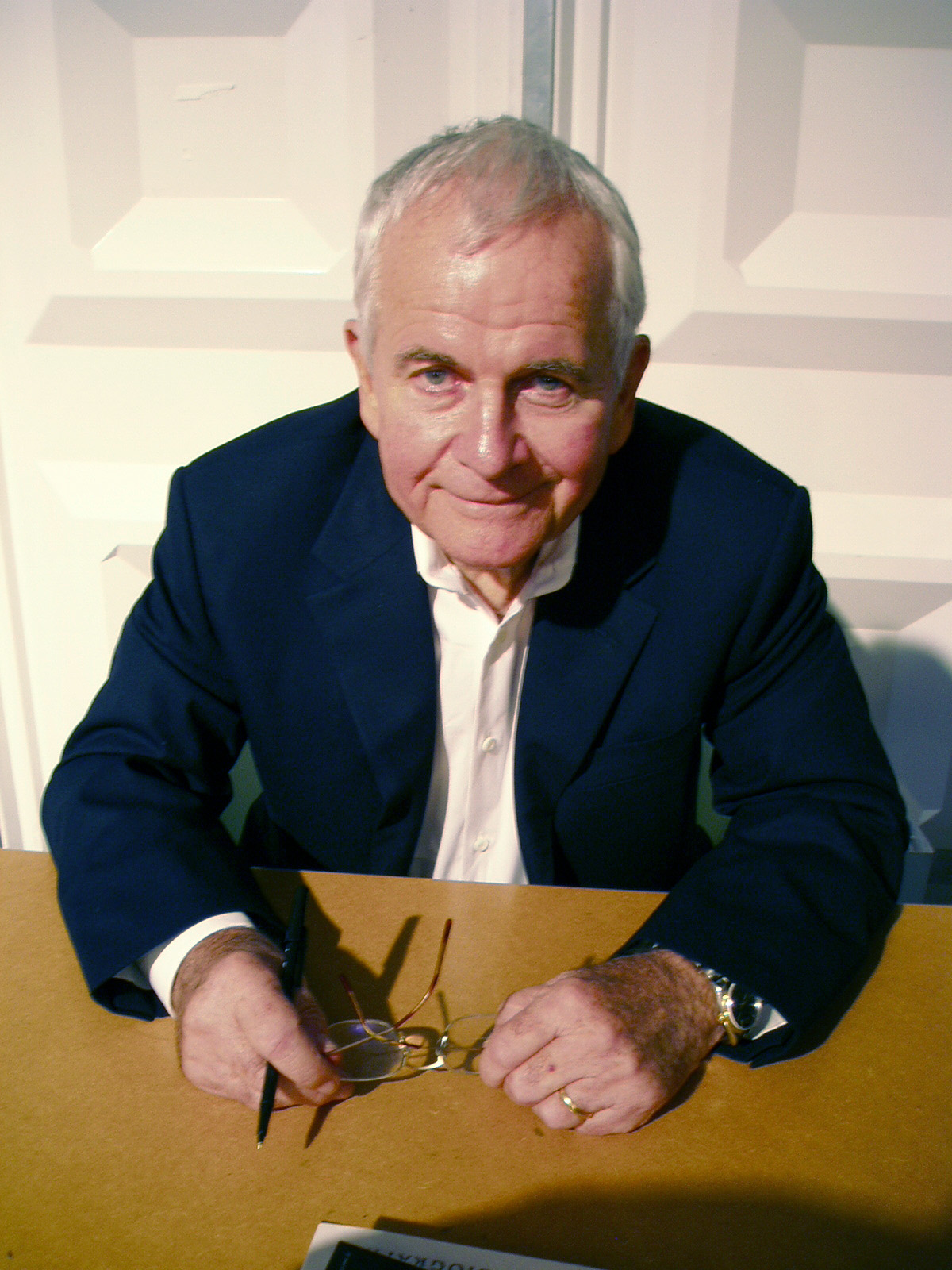
19. Juni: Ian Holm (2004) (88)
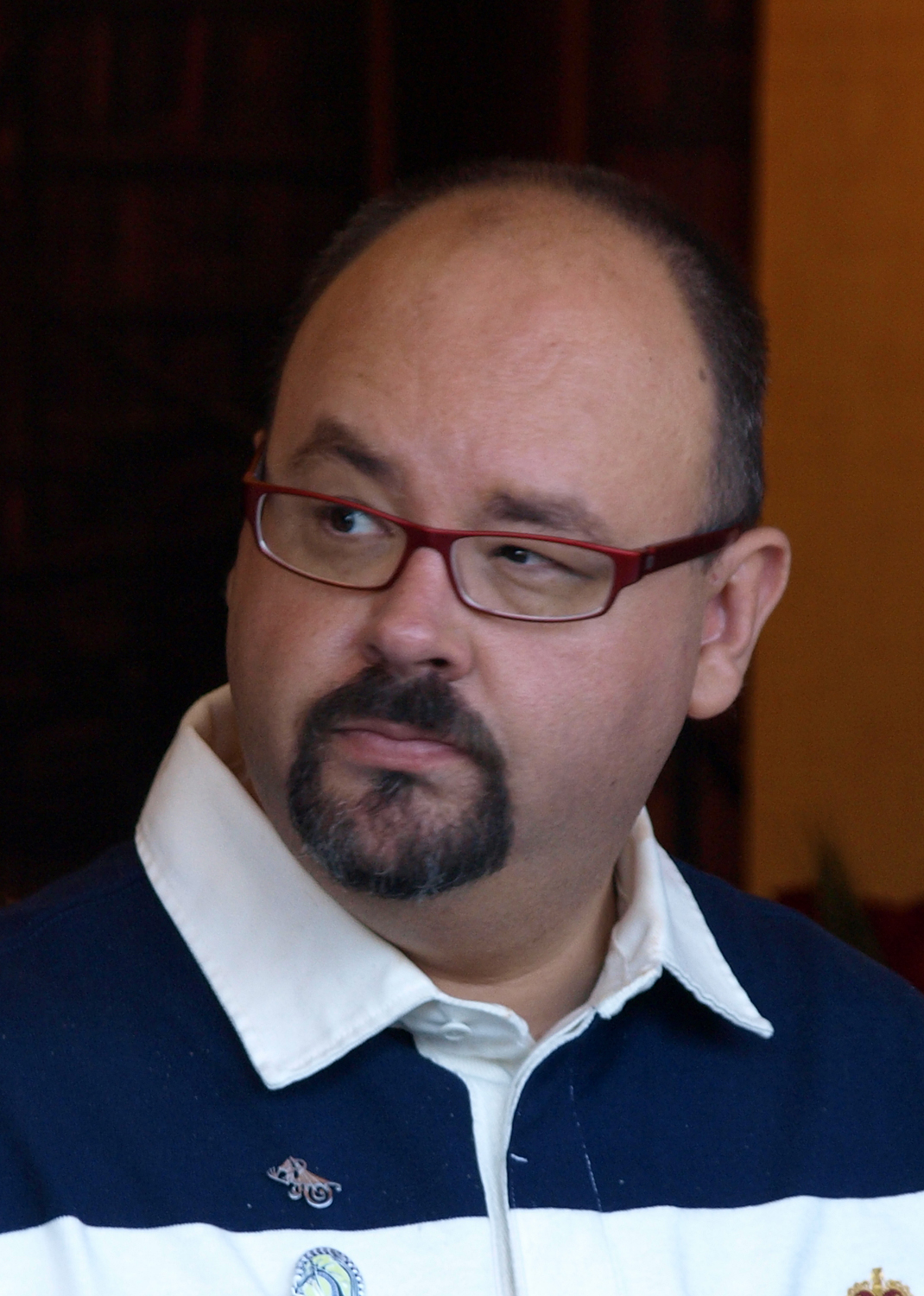
19. Juni: Carlos Ruiz Zafón (2008) (55)
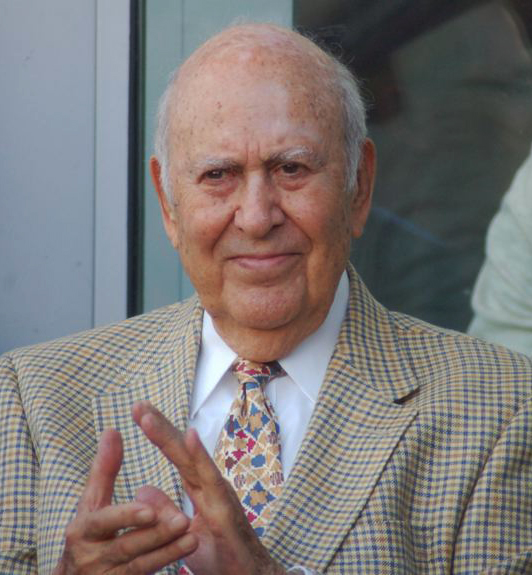
29. Juni: Carl Reiner (2011) (98)
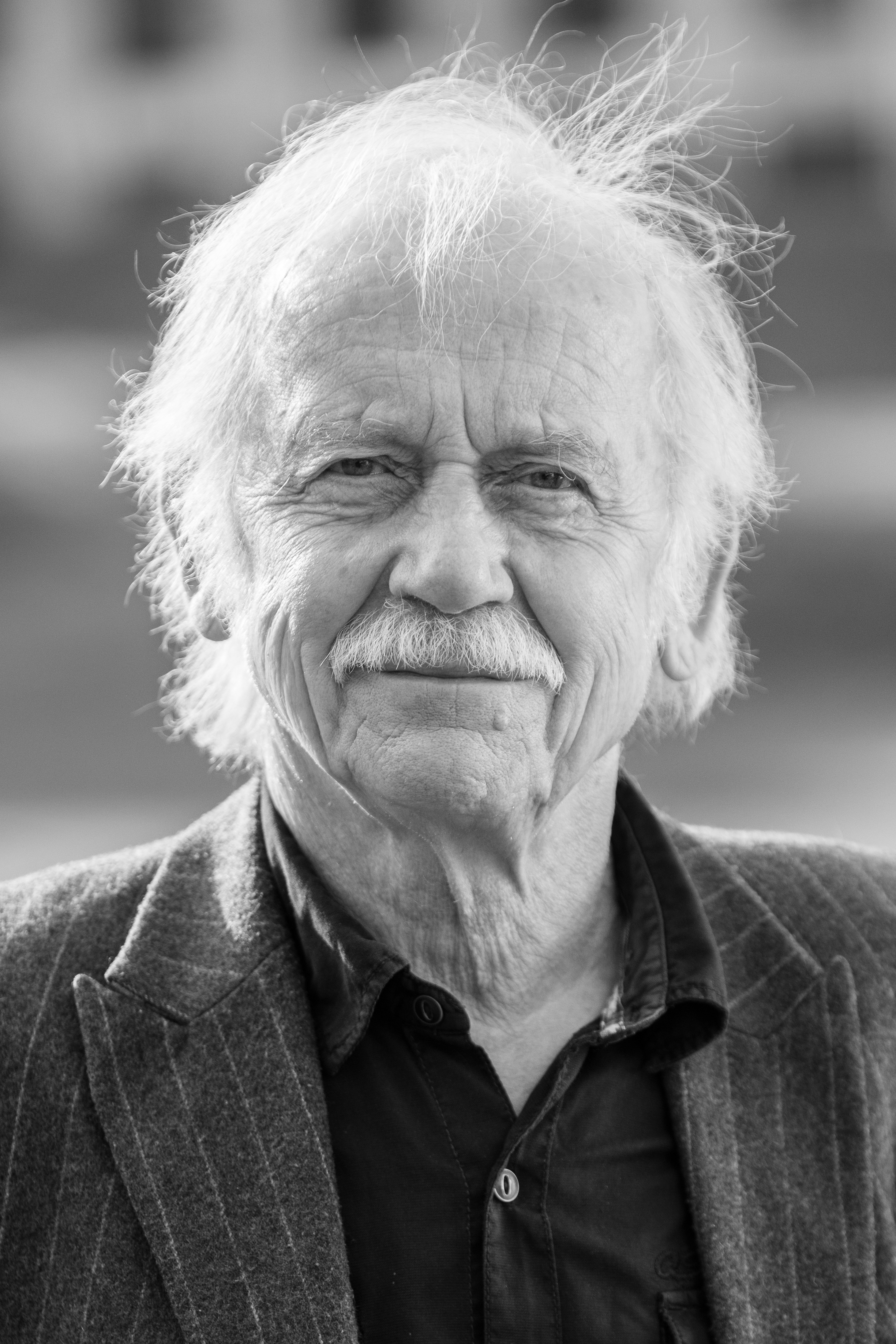
2. Juli: Tilo Prückner (2018) (79)
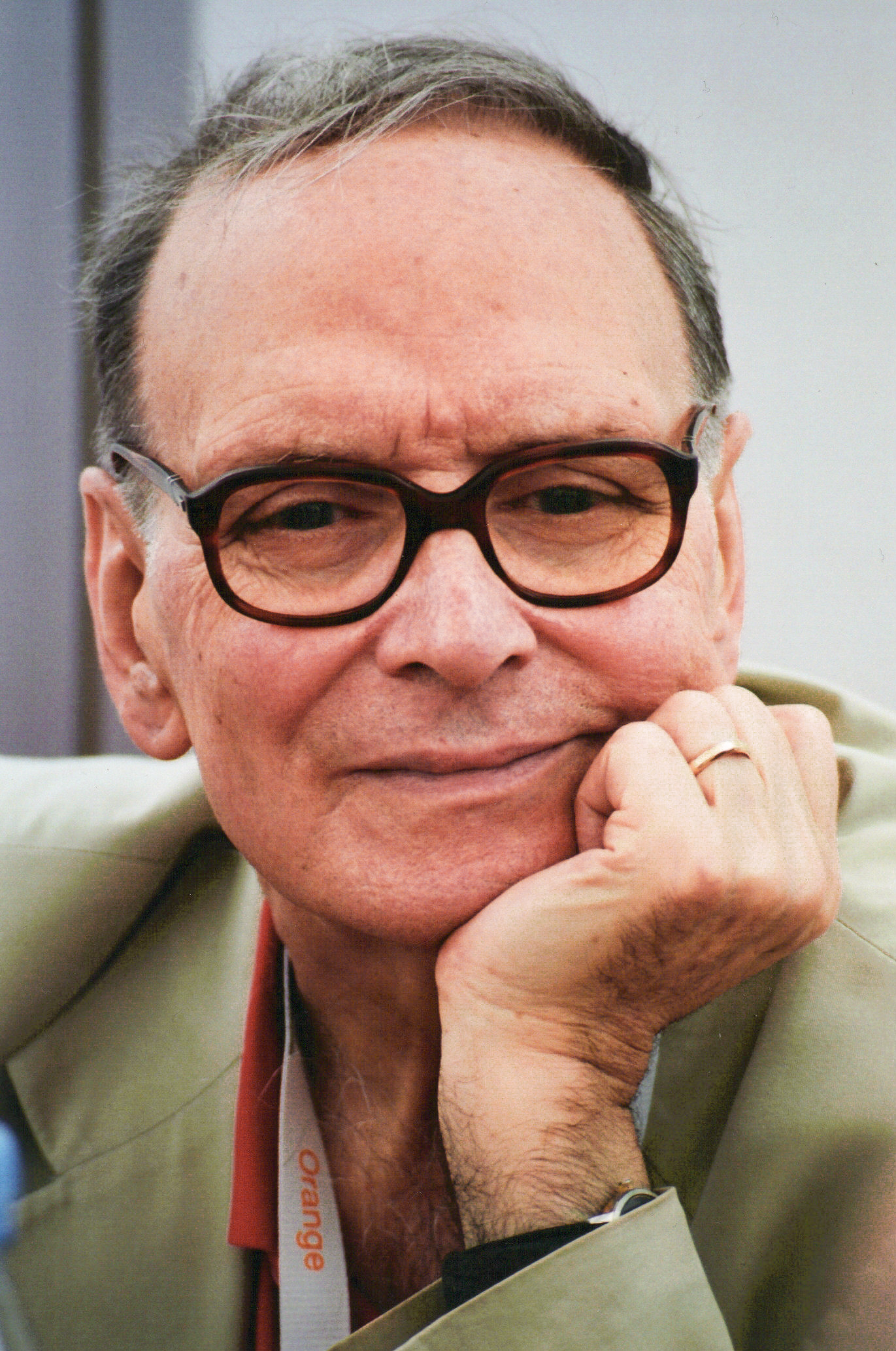
6. Juli: Ennio Morricone (2007) (91)
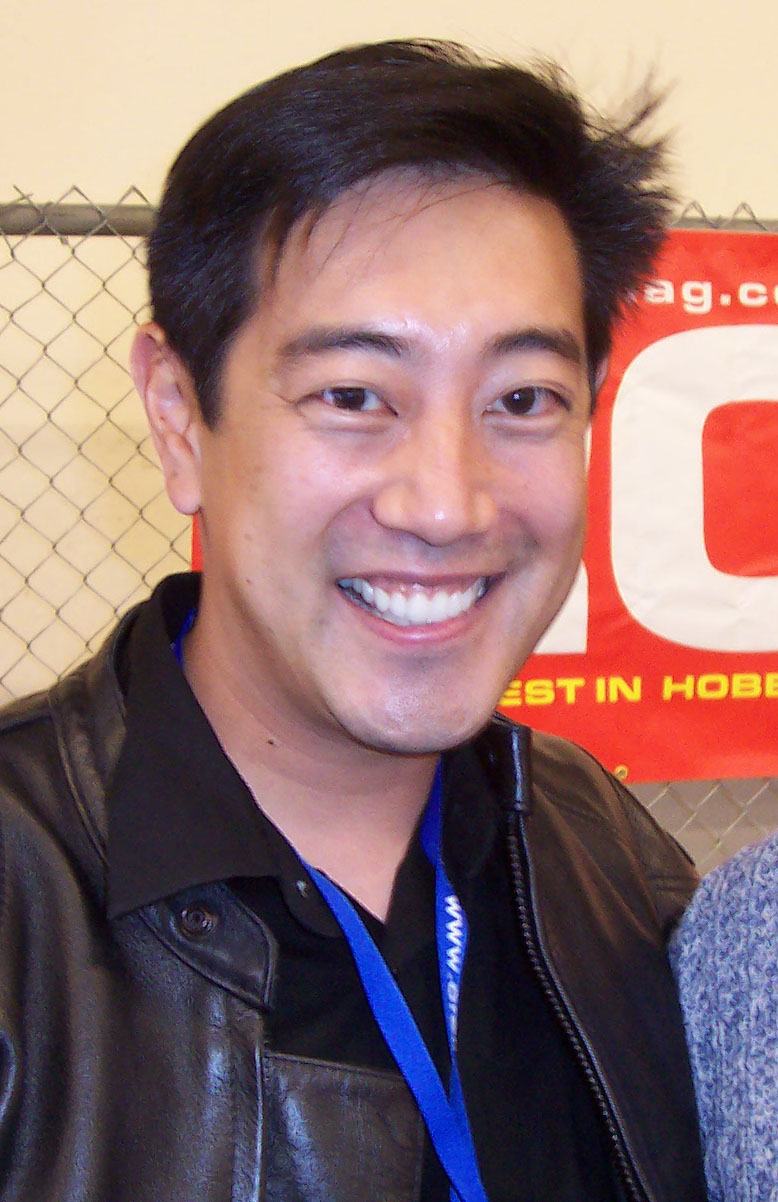
13. Juli: Grant Imahara (2007) (49)
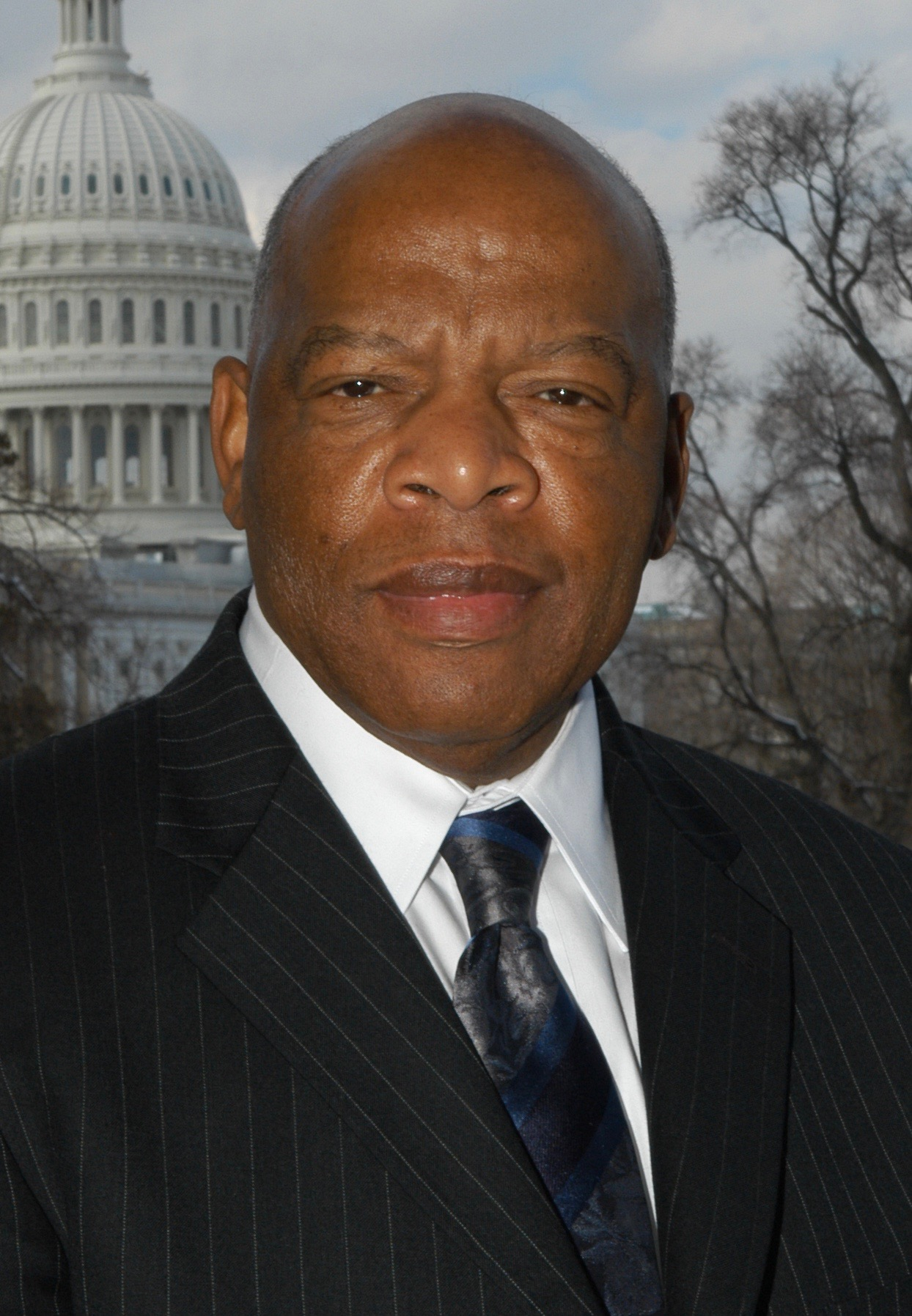
17. Juli: John Lewis (2006) (80)
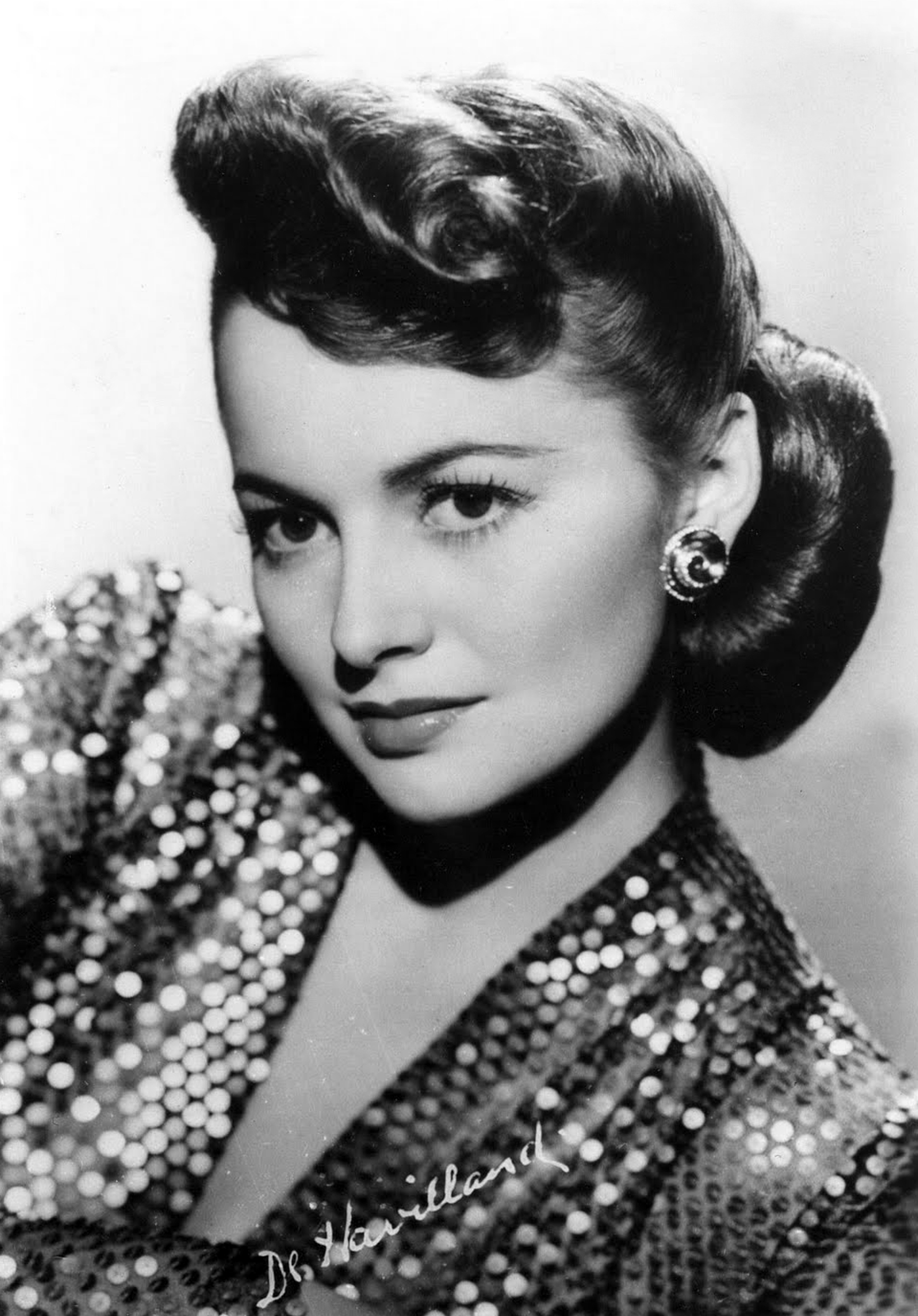
25. Juli: Olivia de Havilland (1945) (104)
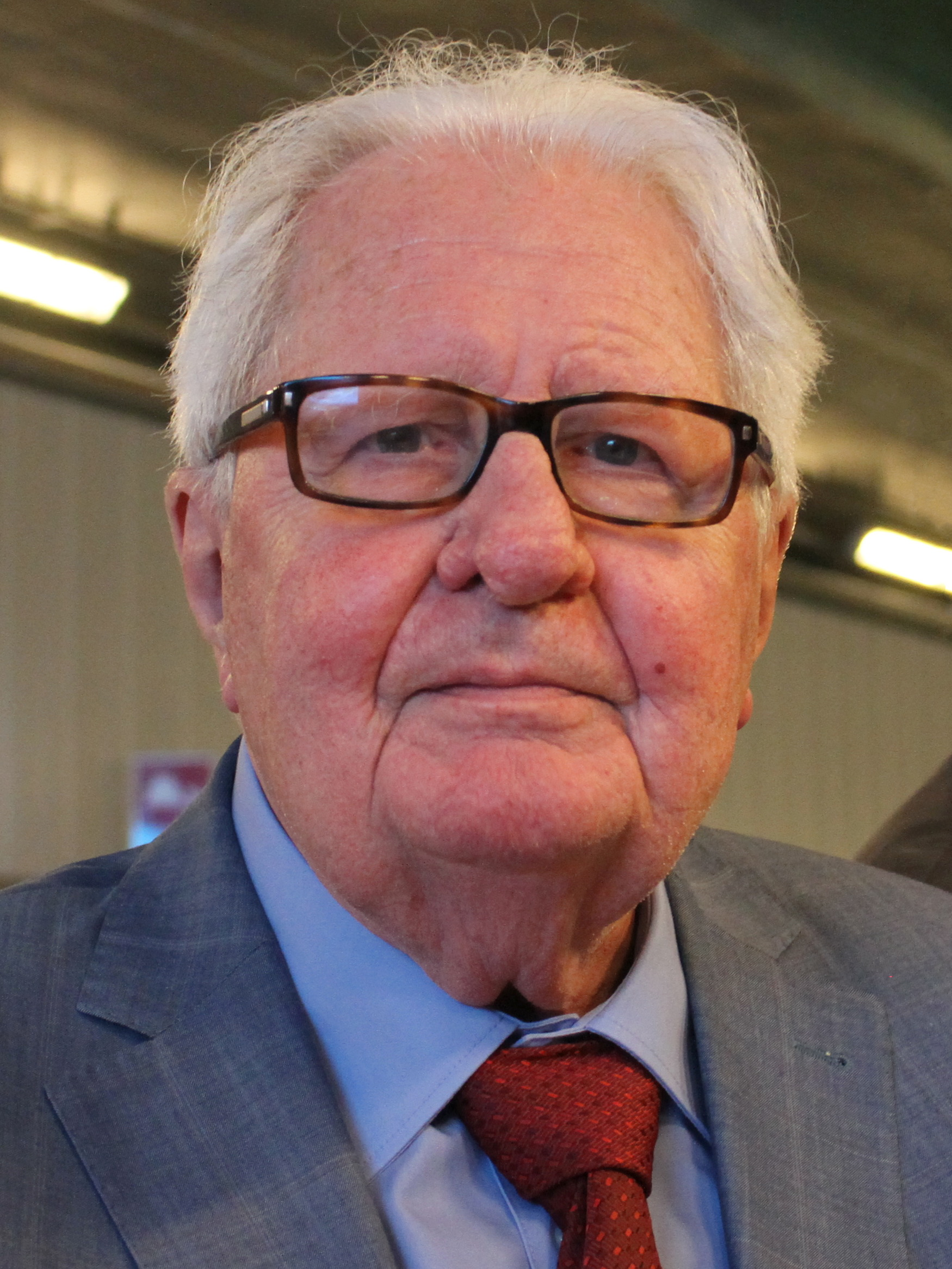
26. Juli: Hans-Jochen Vogel (2015) (94)
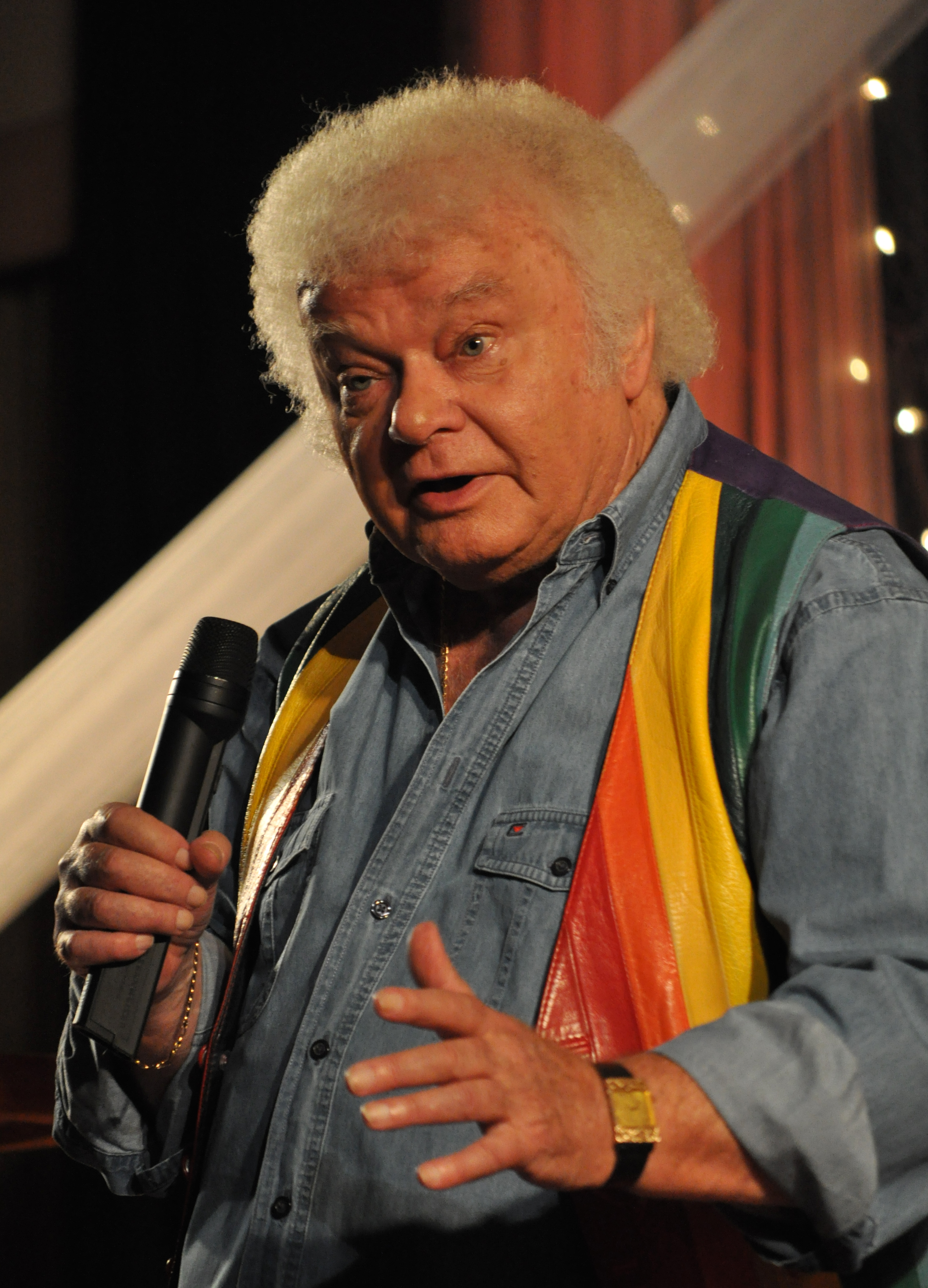
9. August: Fips Asmussen (2012) (82)
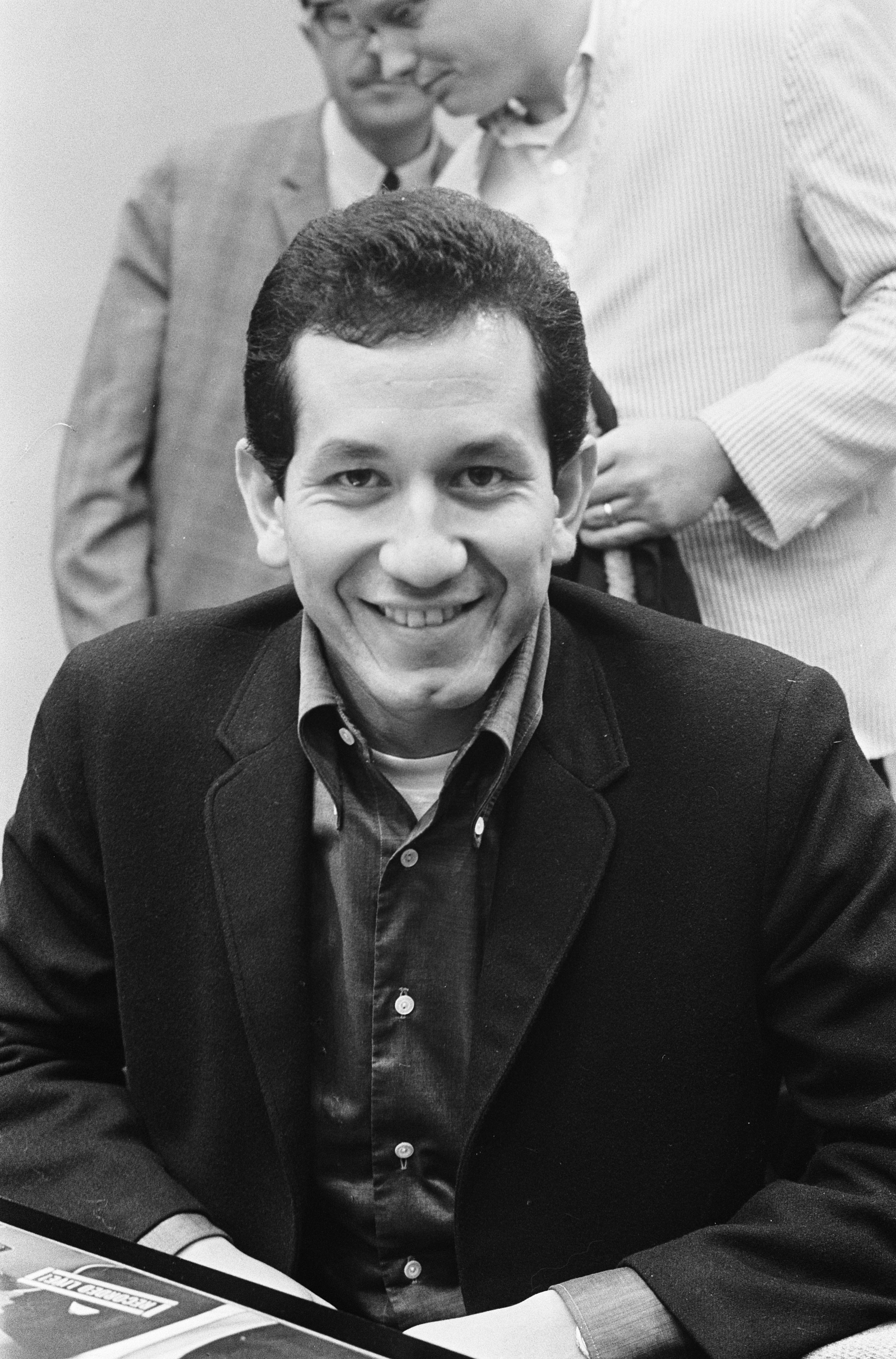
11. August: Trini Lopez (1963) (83)
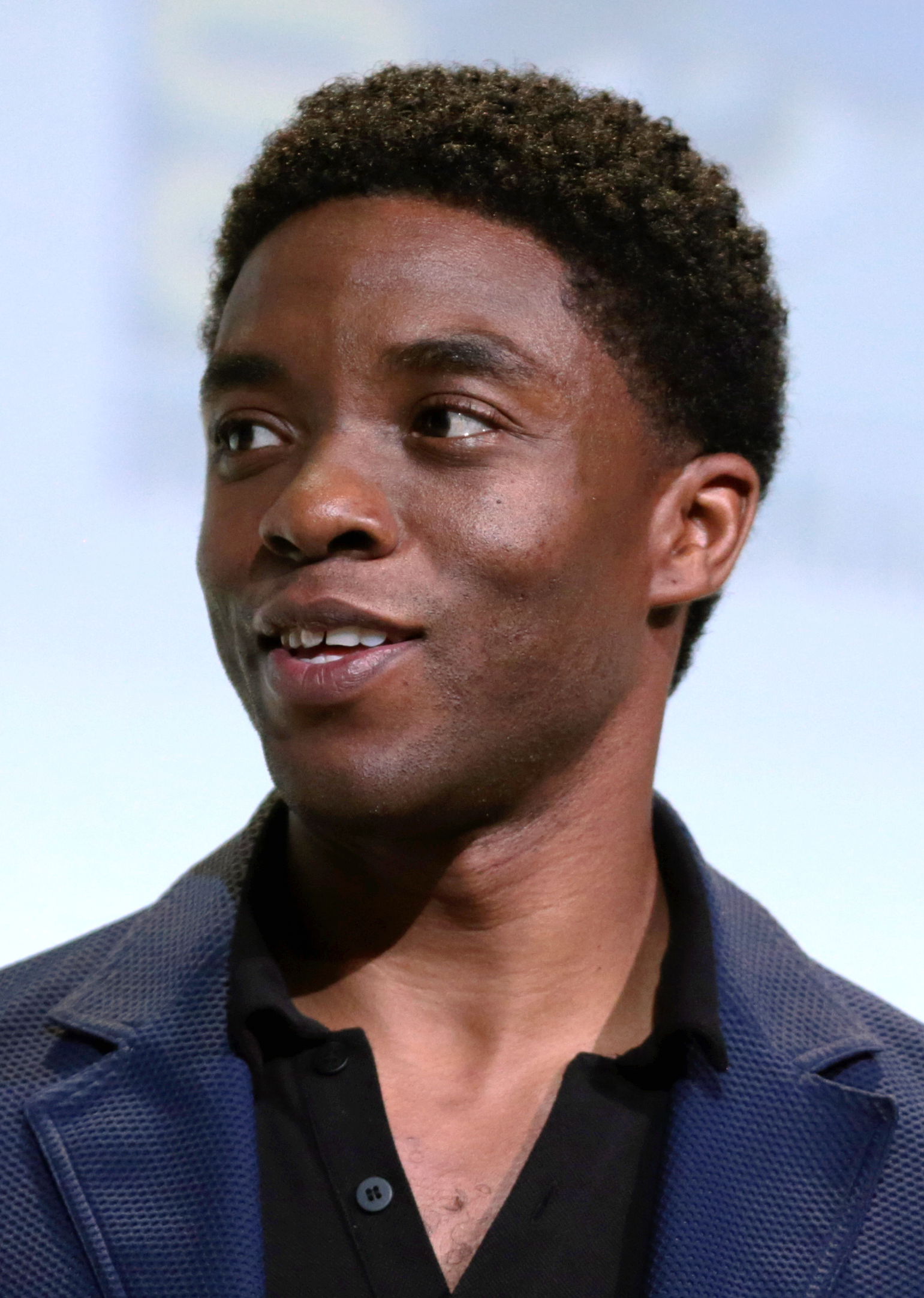
28. August: Chadwick Boseman (2016) (43)
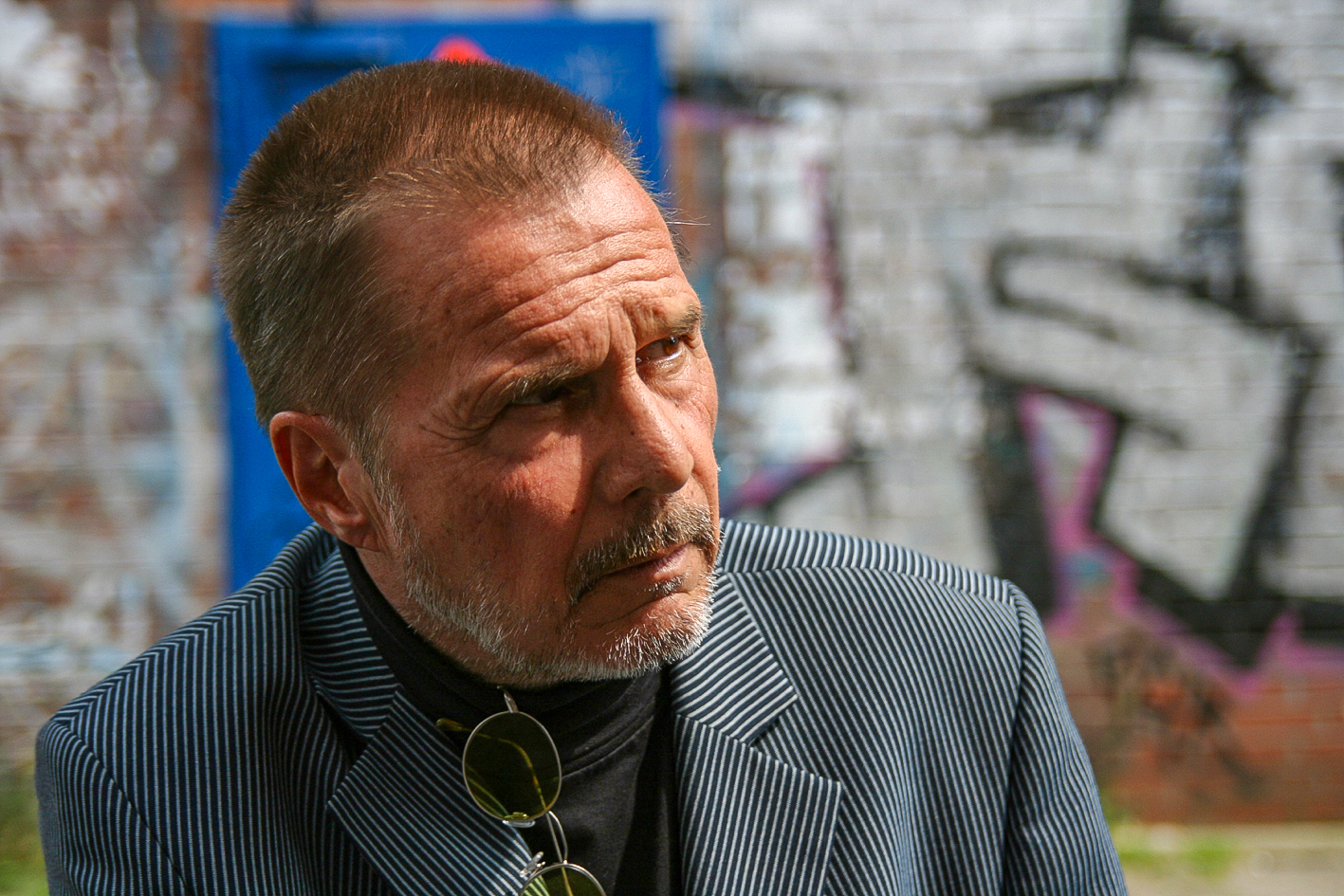
28. August: Uli Stein (2007) (73)
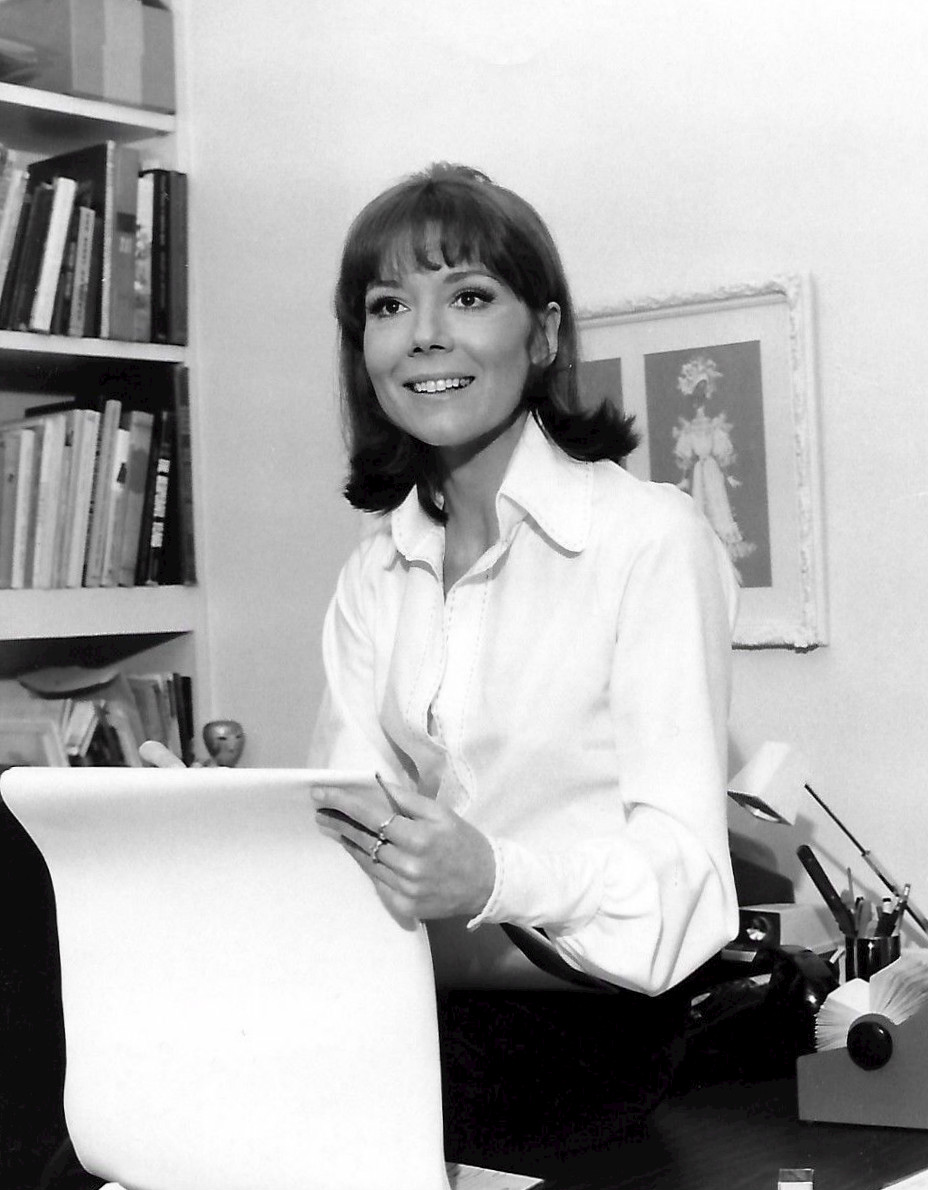
10. September: Diana Rigg (1973) (82)
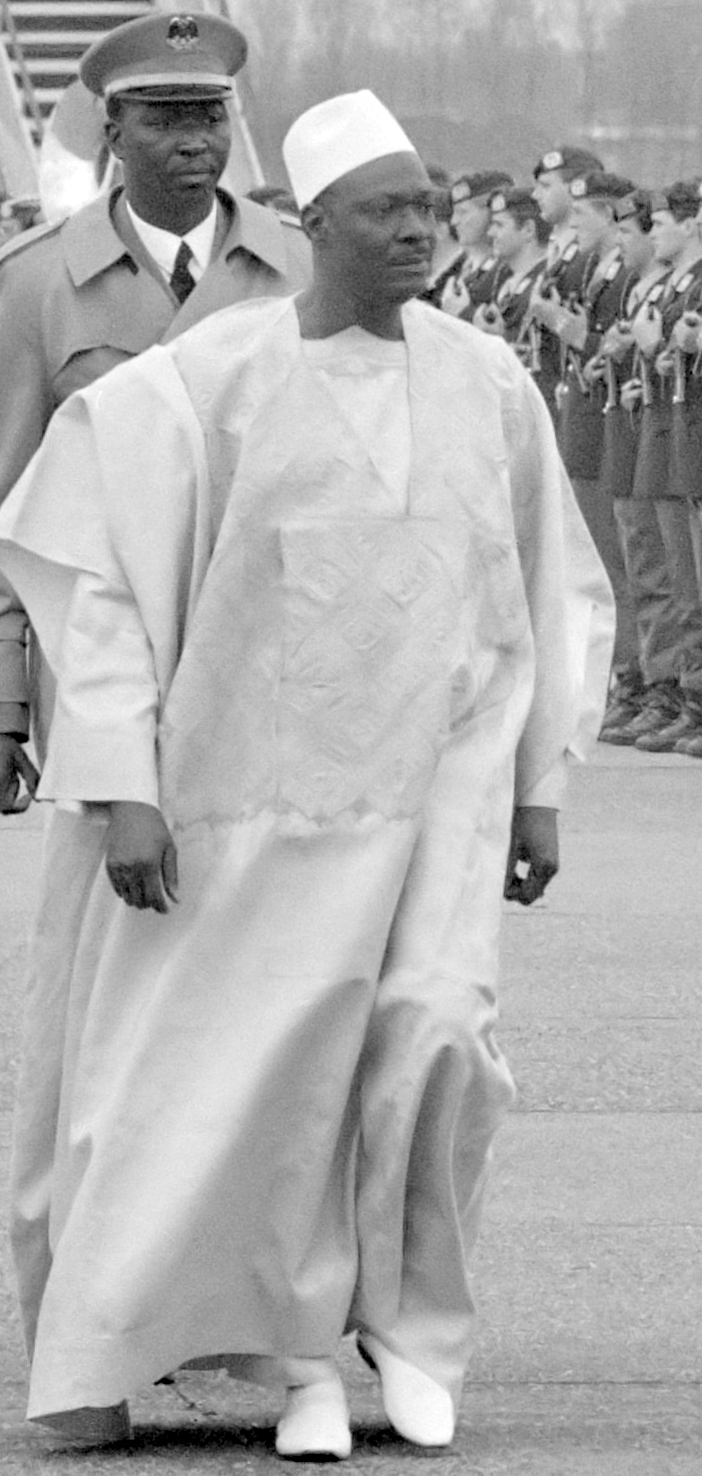
15. September: Moussa Traoré (1989) (83)
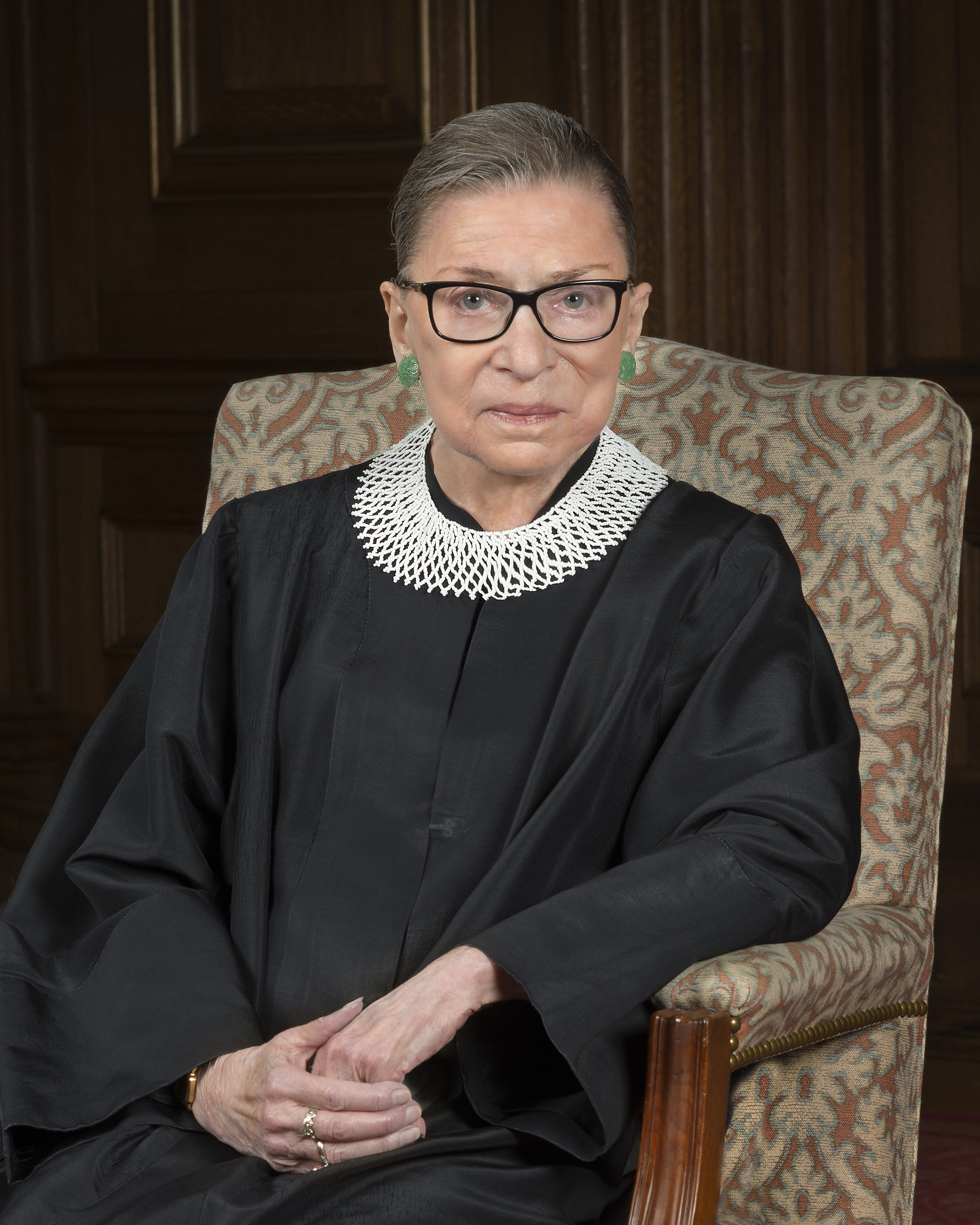
18. September: Ruth Bader Ginsburg (2016) (87)
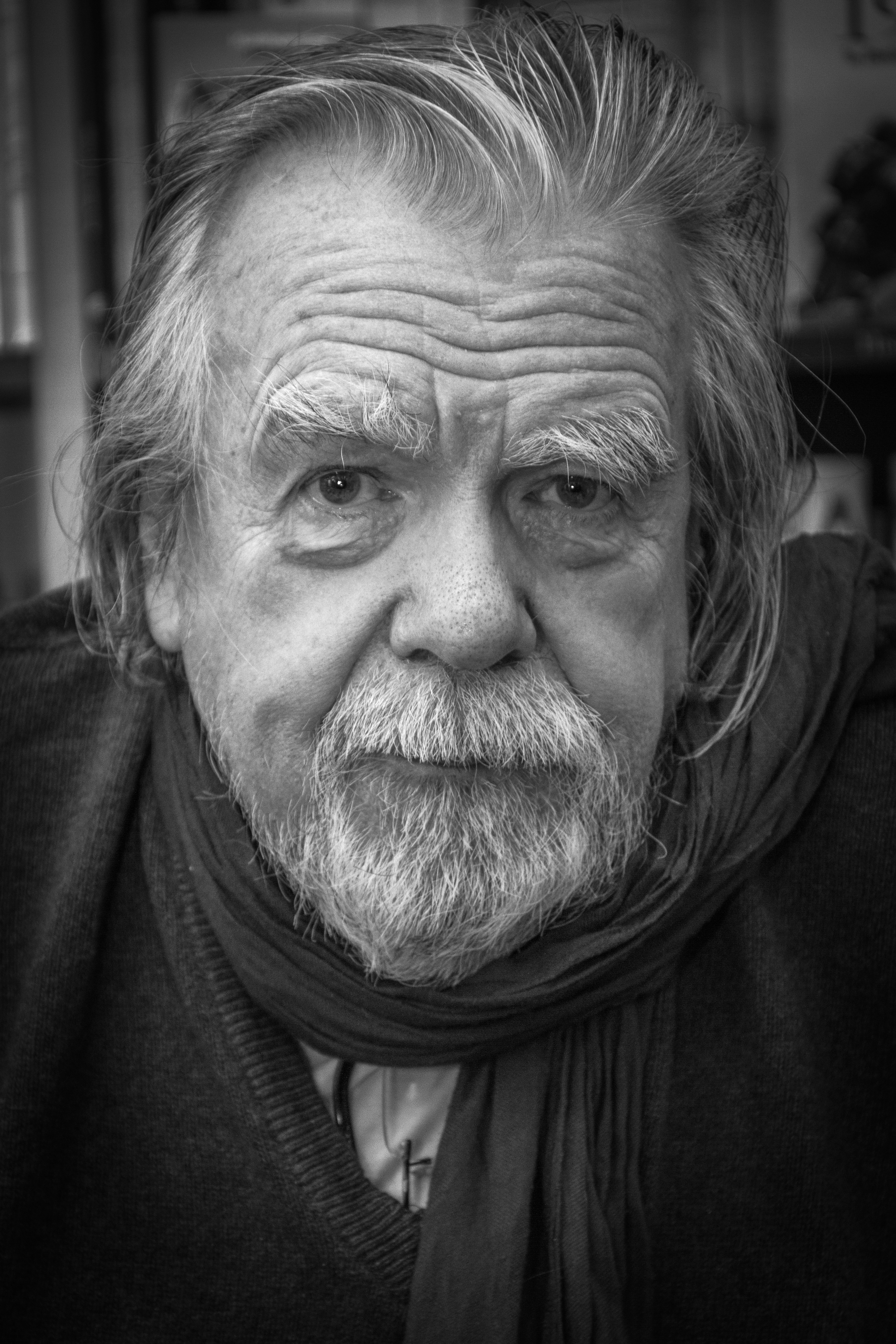
21. September: Michael Lonsdale (2013) (89)
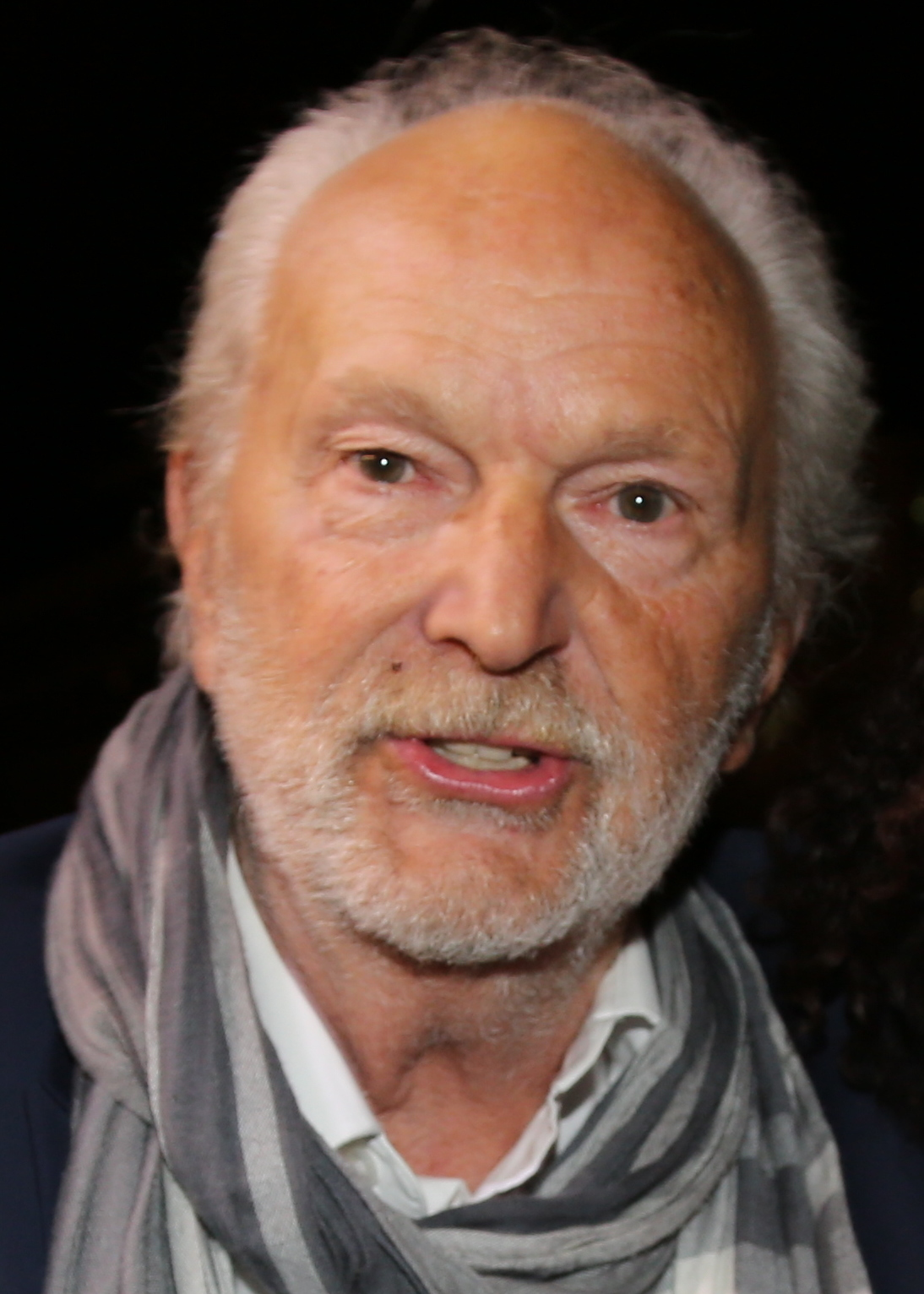
22. September: Michael Gwisdek (2015) (78)
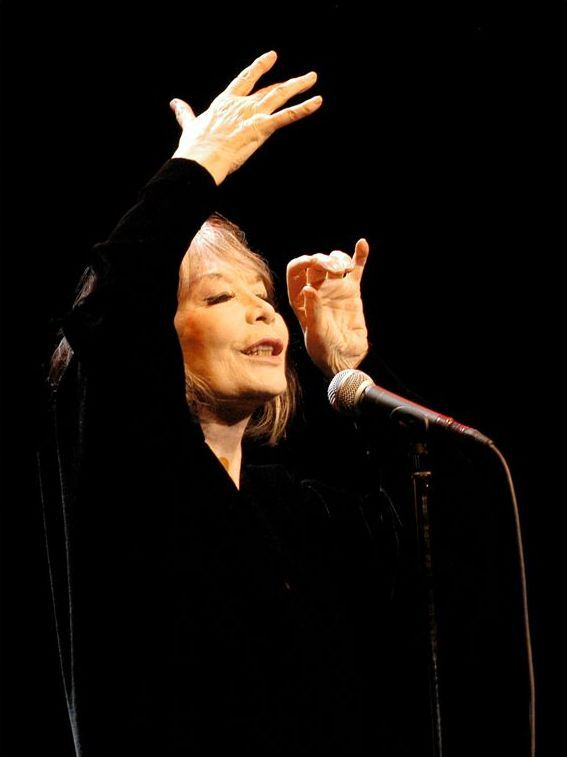
23. September: Juliette Gréco (2006) (93)
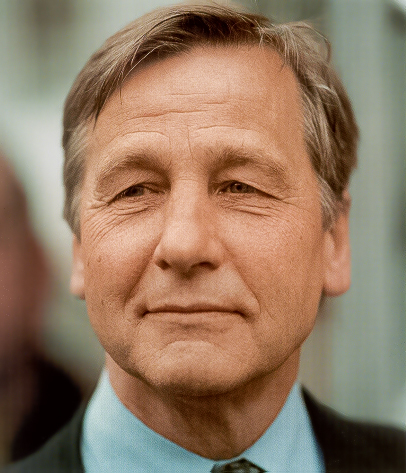
27. September: Wolfgang Clement (2004) (80)
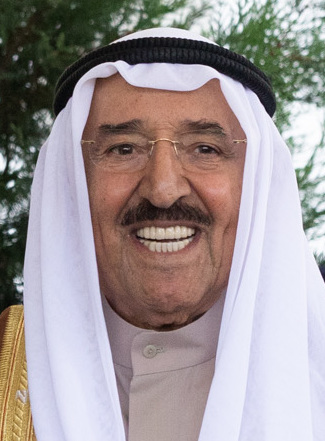
29. September: Sabah al-Ahmad al-Dschabir as-Sabah (2018) (91)
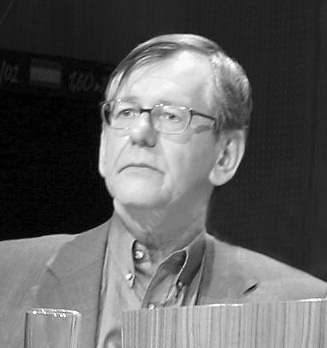
6. Oktober: Herbert Feuerstein (2005) (83)
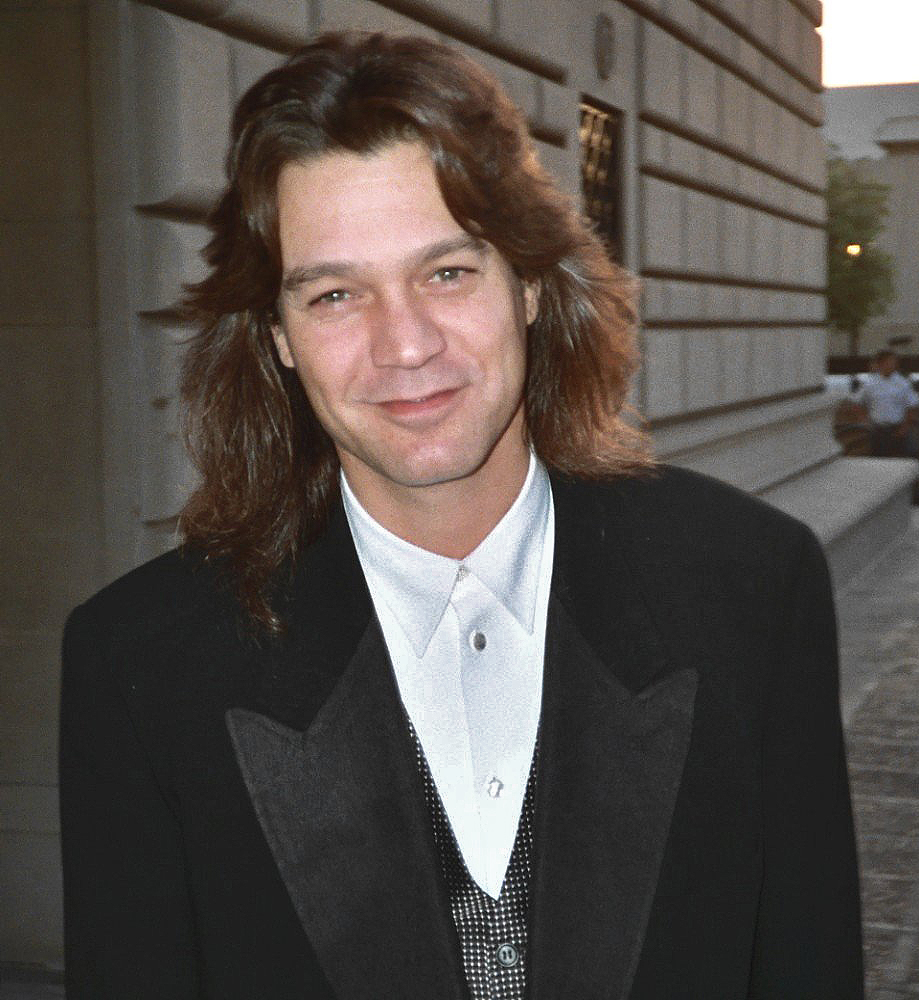
6. Oktober: Eddie Van Halen (1993) (65)
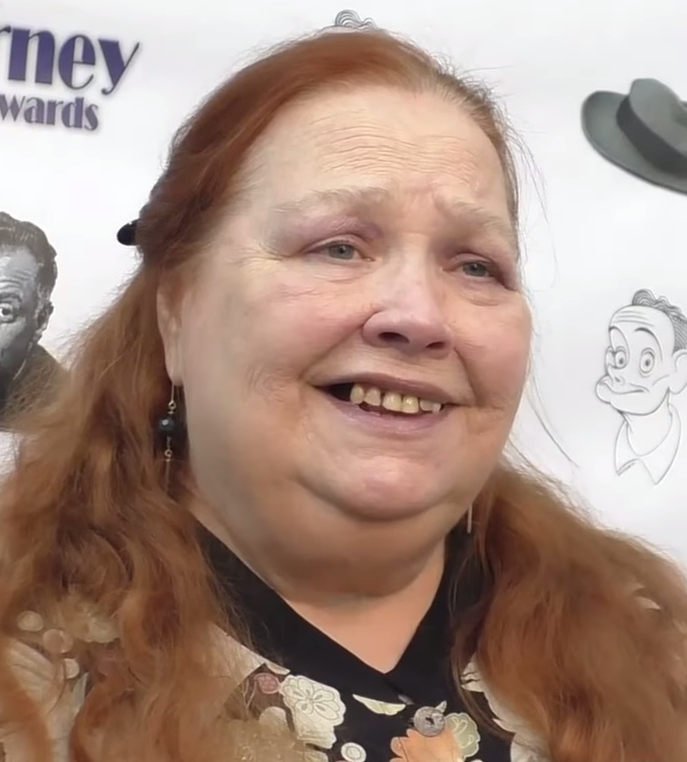
12. Oktober: Conchata Ferrell (2016) (77)
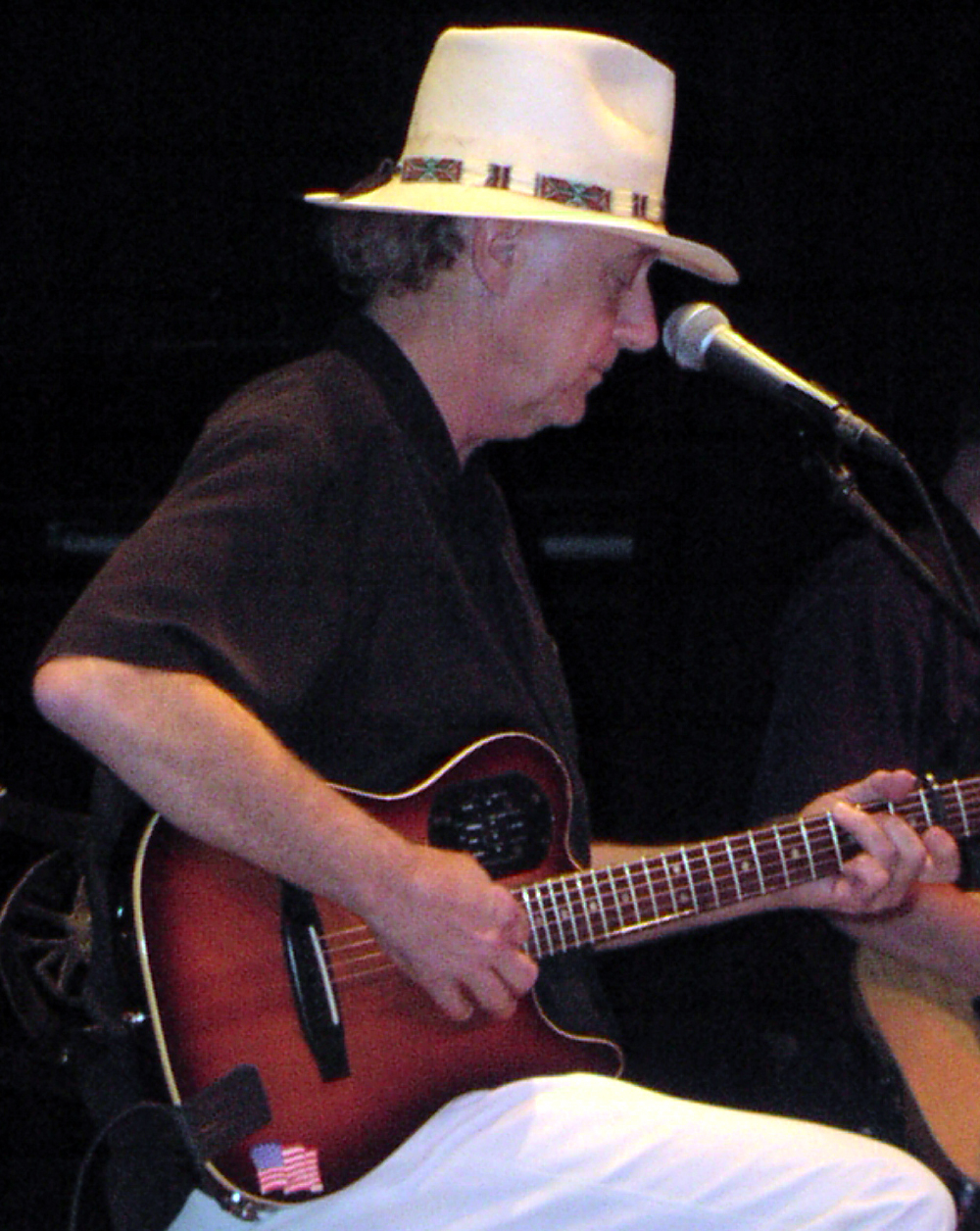
23. Oktober: Jerry Jeff Walker (2002) (78)
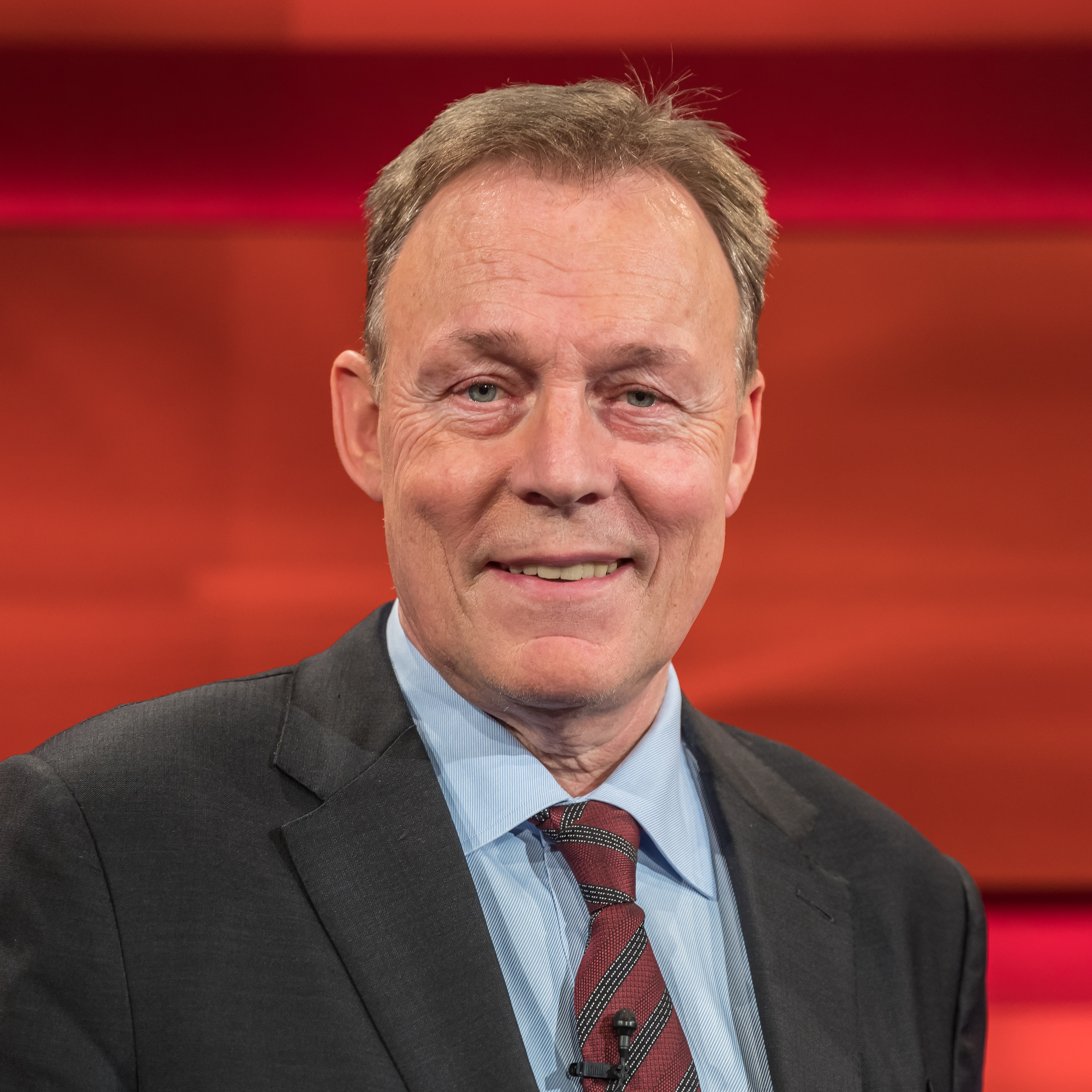
25. Oktober: Thomas Oppermann (2020) (66)
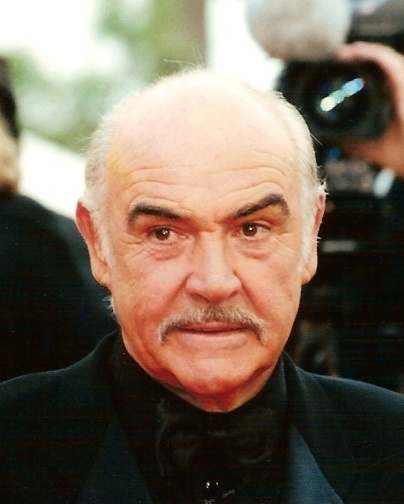
31. Oktober: Sean Connery (1999) (90)
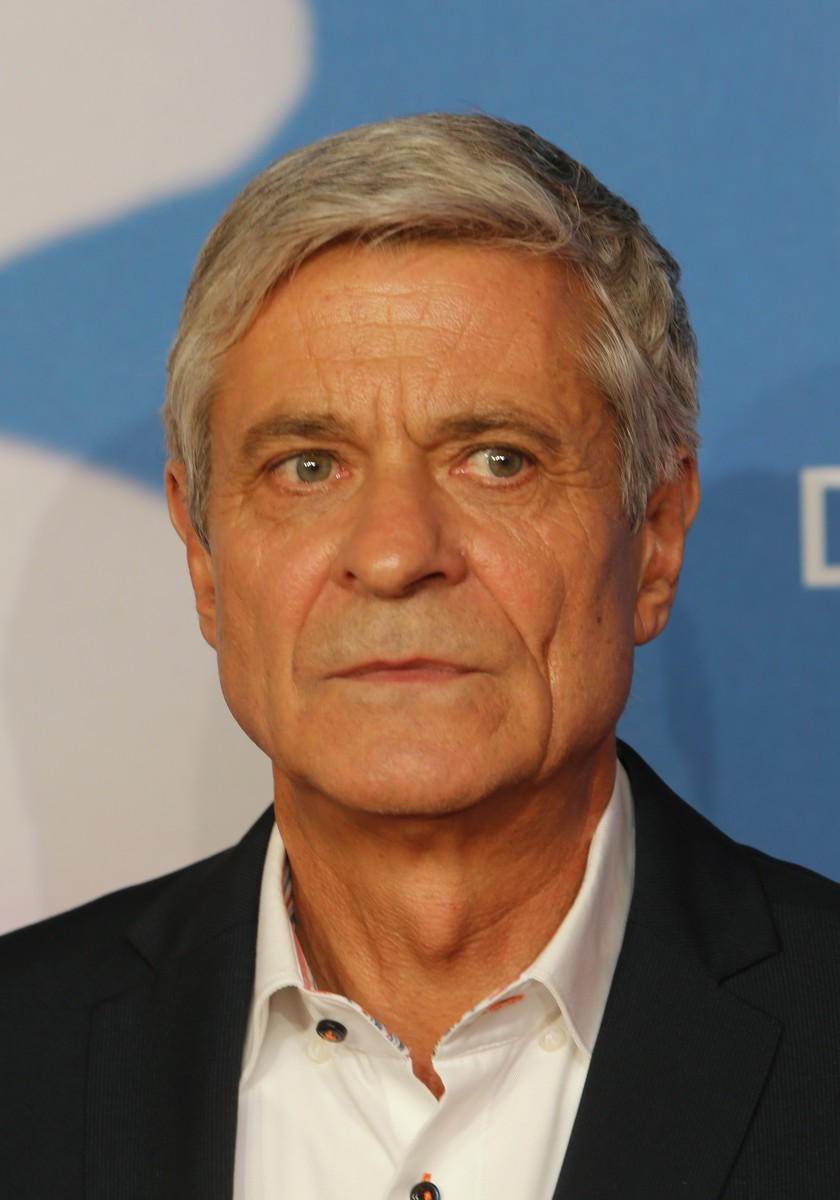
2. November: Dietrich Adam (2015) (67)
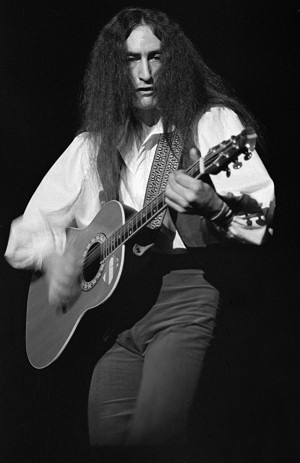
4. November: Ken Hensley (1977) (75)
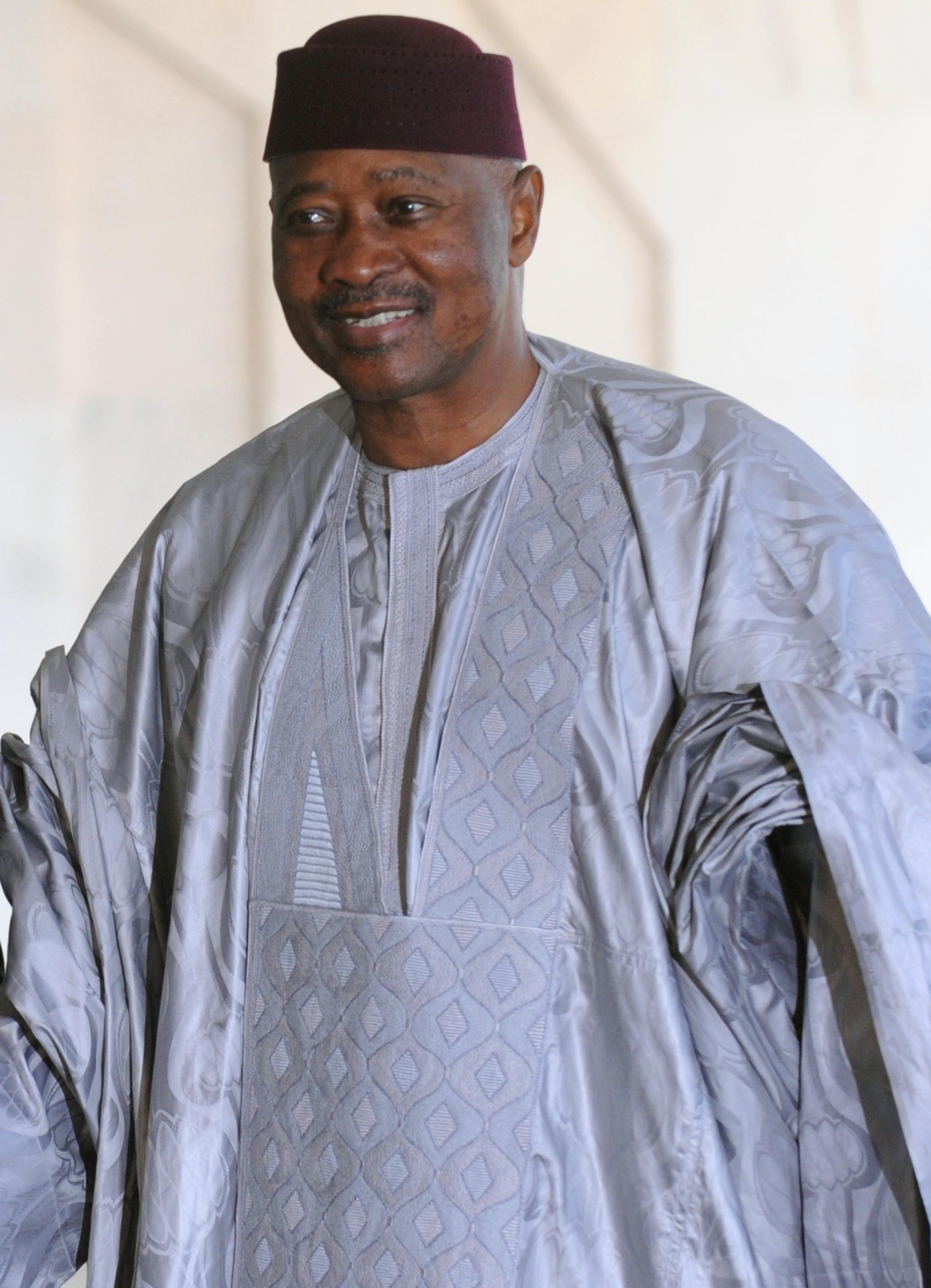
9. November: Amadou Toumani Touré (2010) (72)
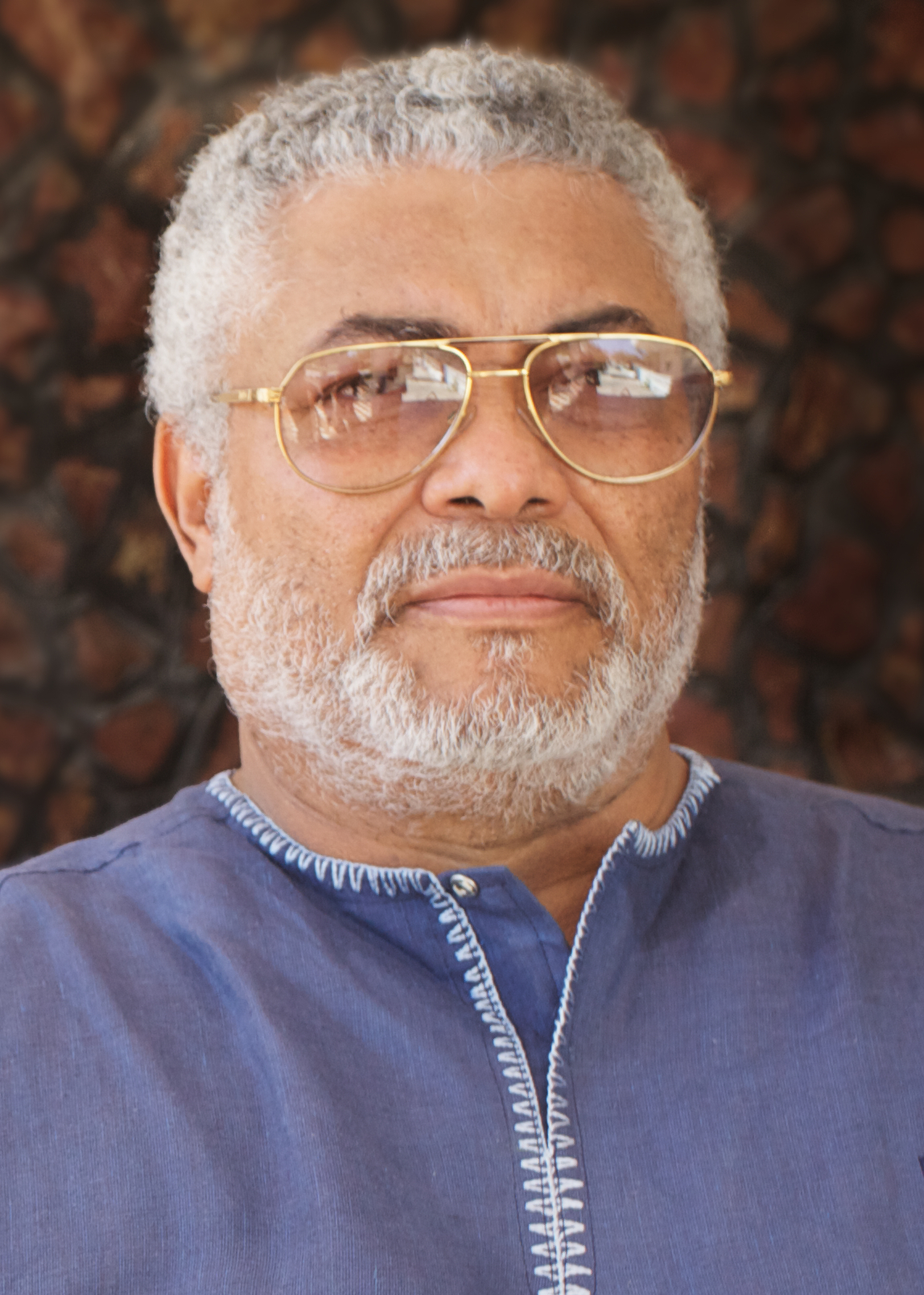
12. November: Jerry Rawlings (2011) (73)
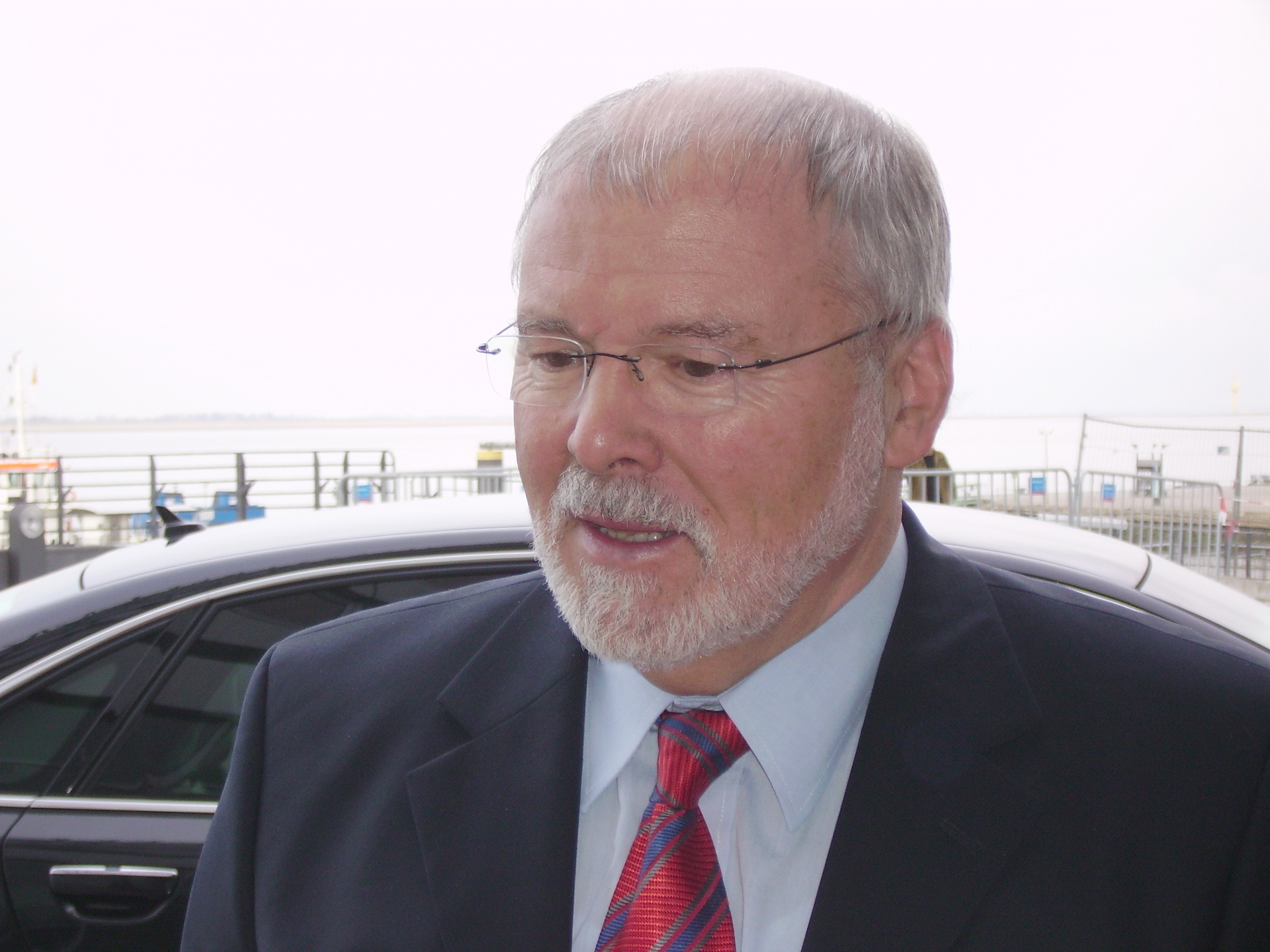
19. November: Harald Ringstorff (2008) (81)
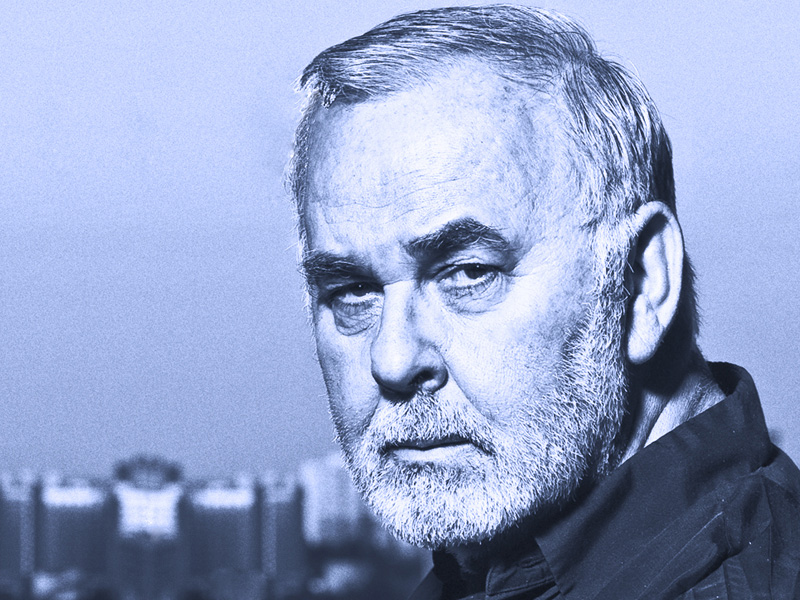
20. November: Udo Walz (2006) (76)
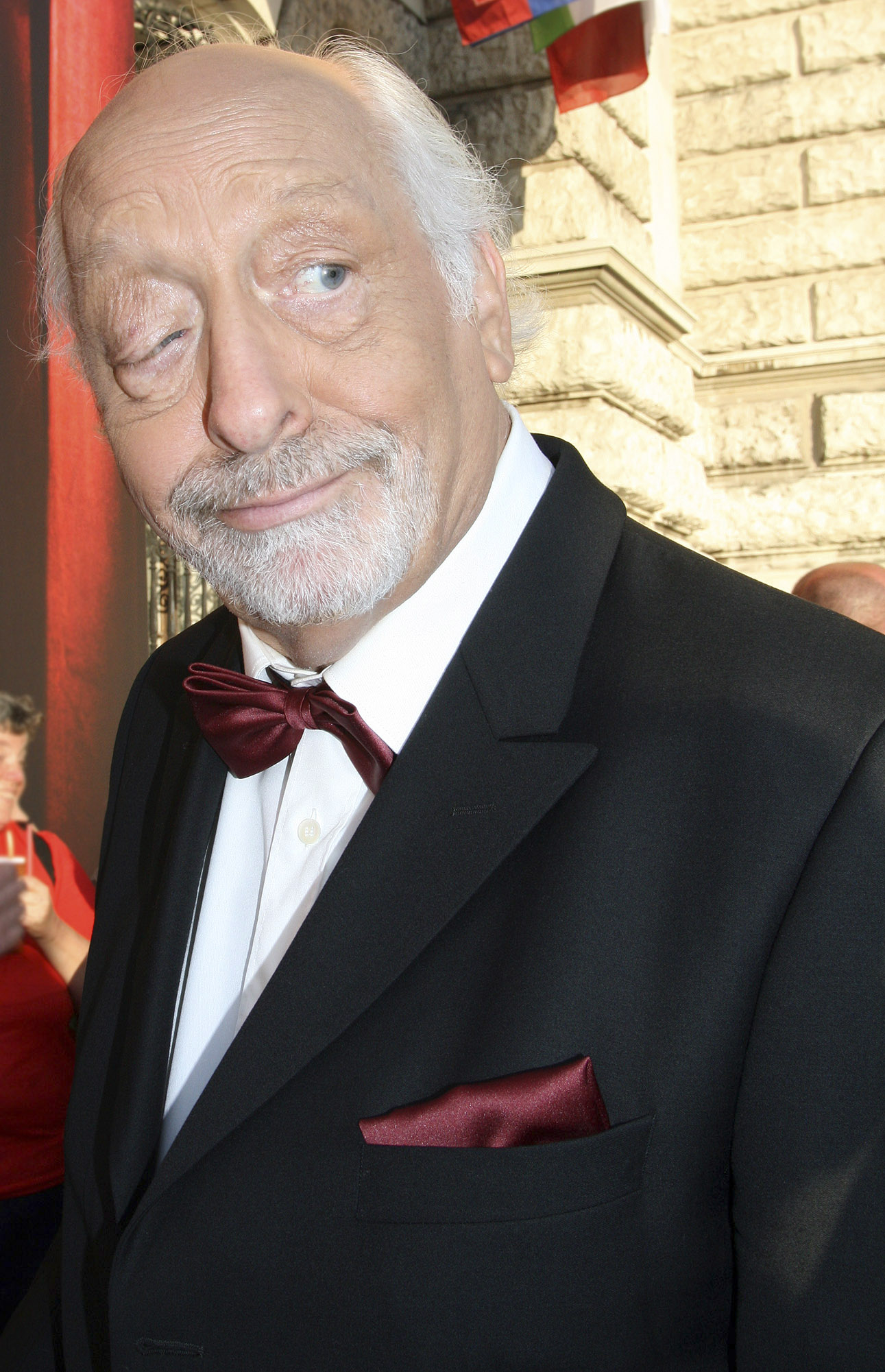
23. November: Karl Dall (2009) (79)
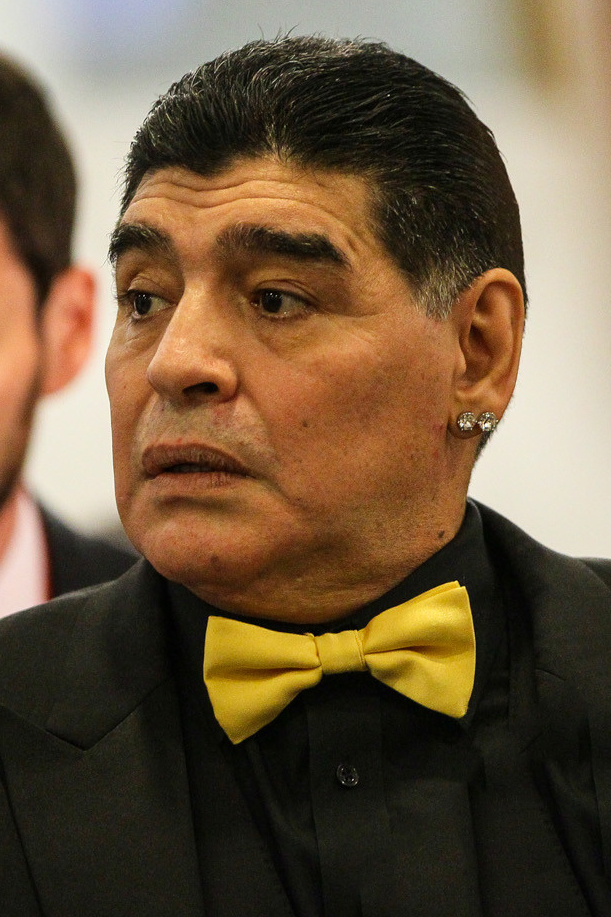
25. November: Diego Maradona (2017) (60)
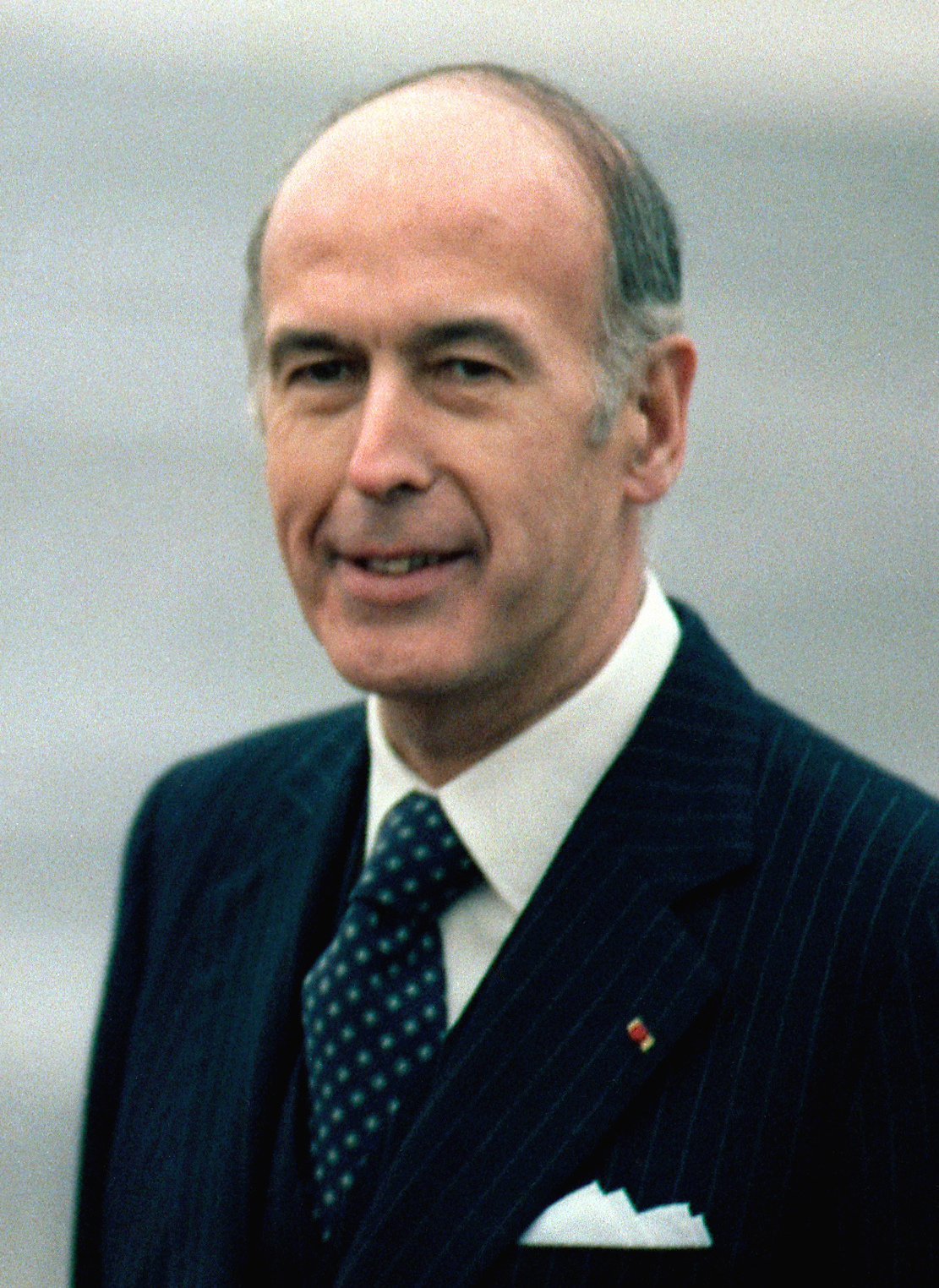
2. Dezember: Valéry Giscard d’Estaing (1978) (94)
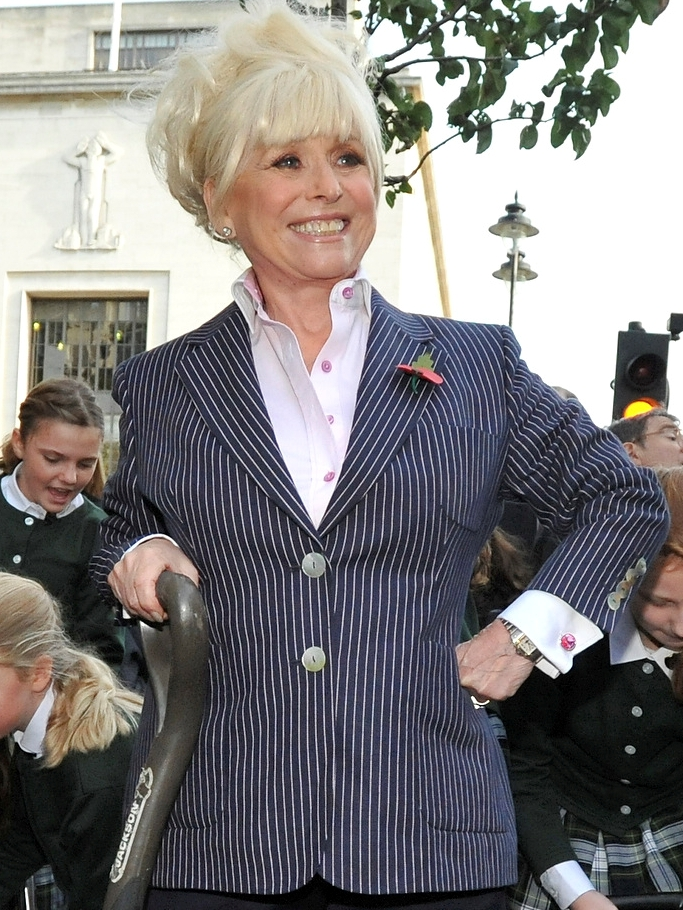
10. Dezember: Barbara Windsor (2010) (83)
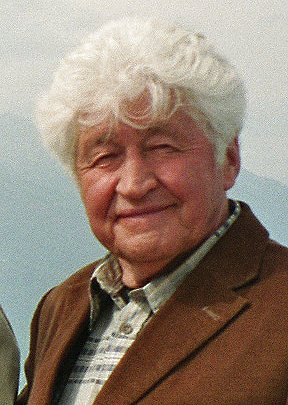
11. Dezember: Gotthilf Fischer (2006) (92)
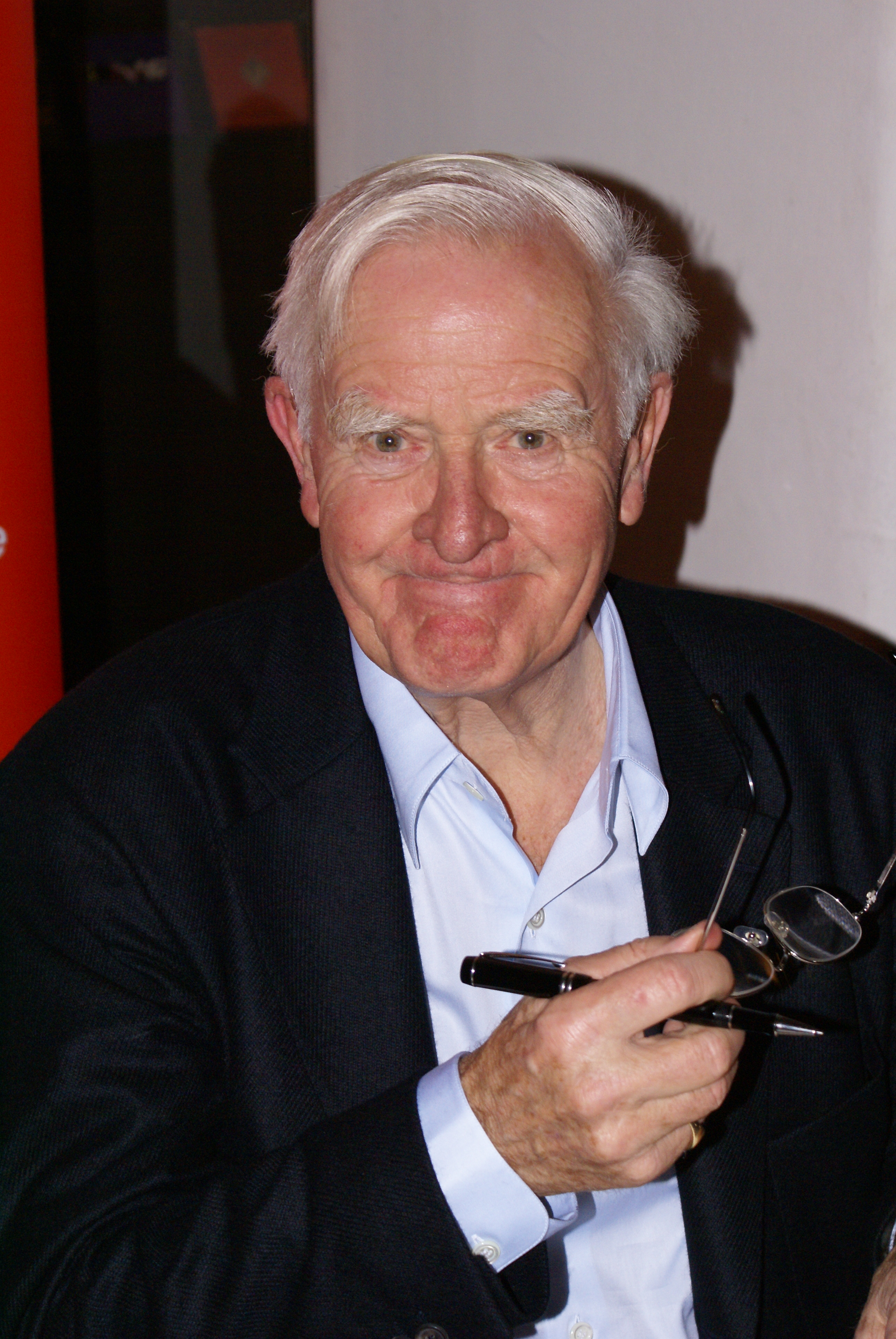
12. Dezember: John le Carré (2008) (89)
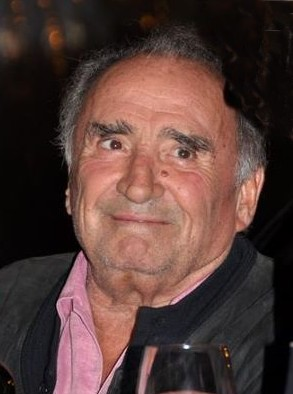
22. Dezember: Claude Brasseur (2011) (84)
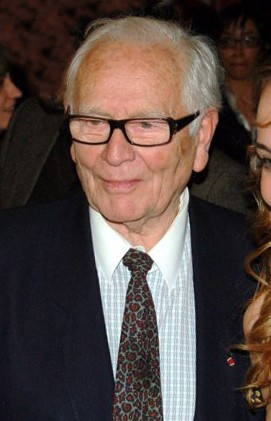
29. Dezember: Pierre Cardin (2009) (98)
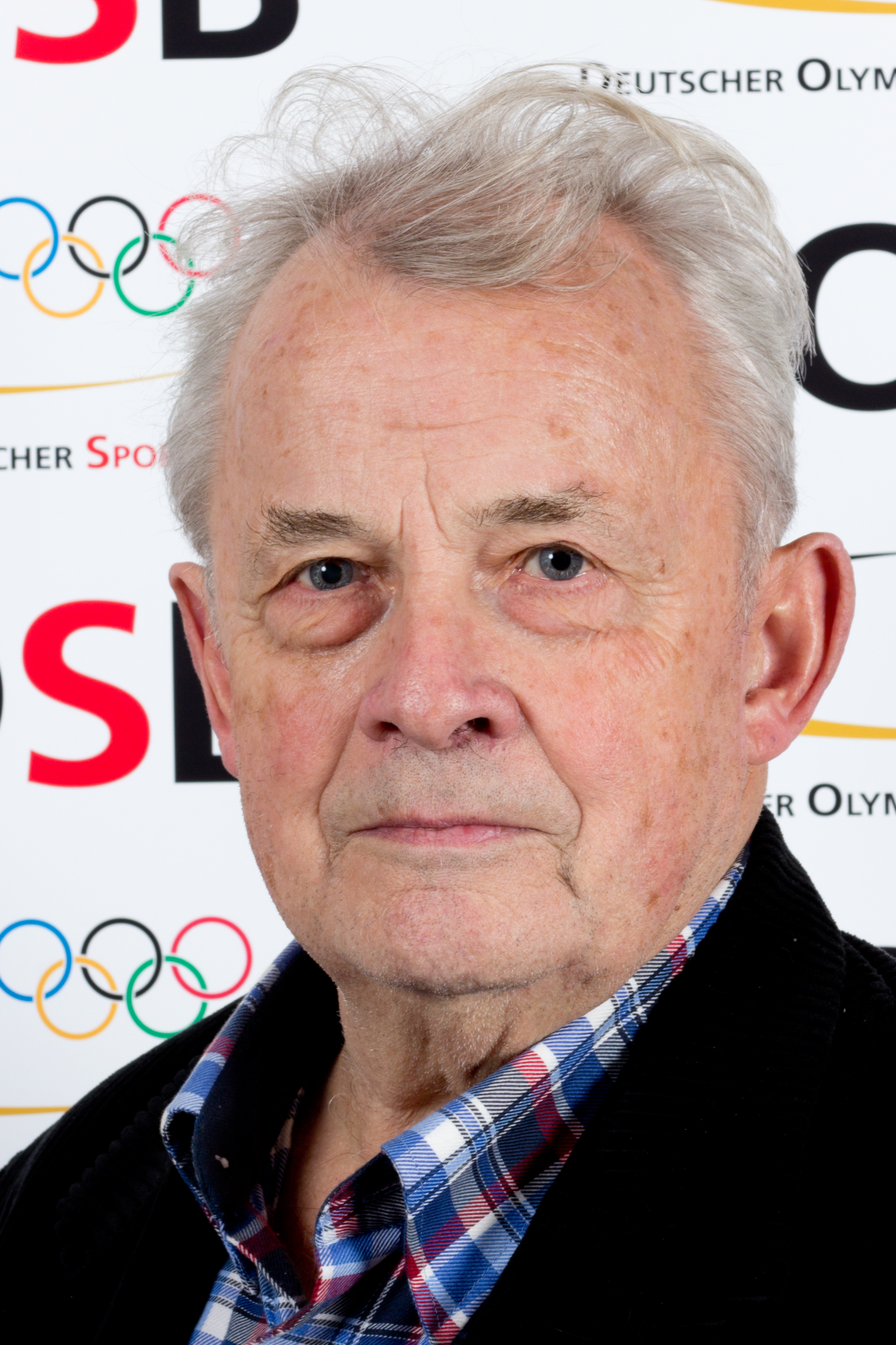
30. Dezember: Walther Tröger (2012) (91)